# Eisbären Berlin

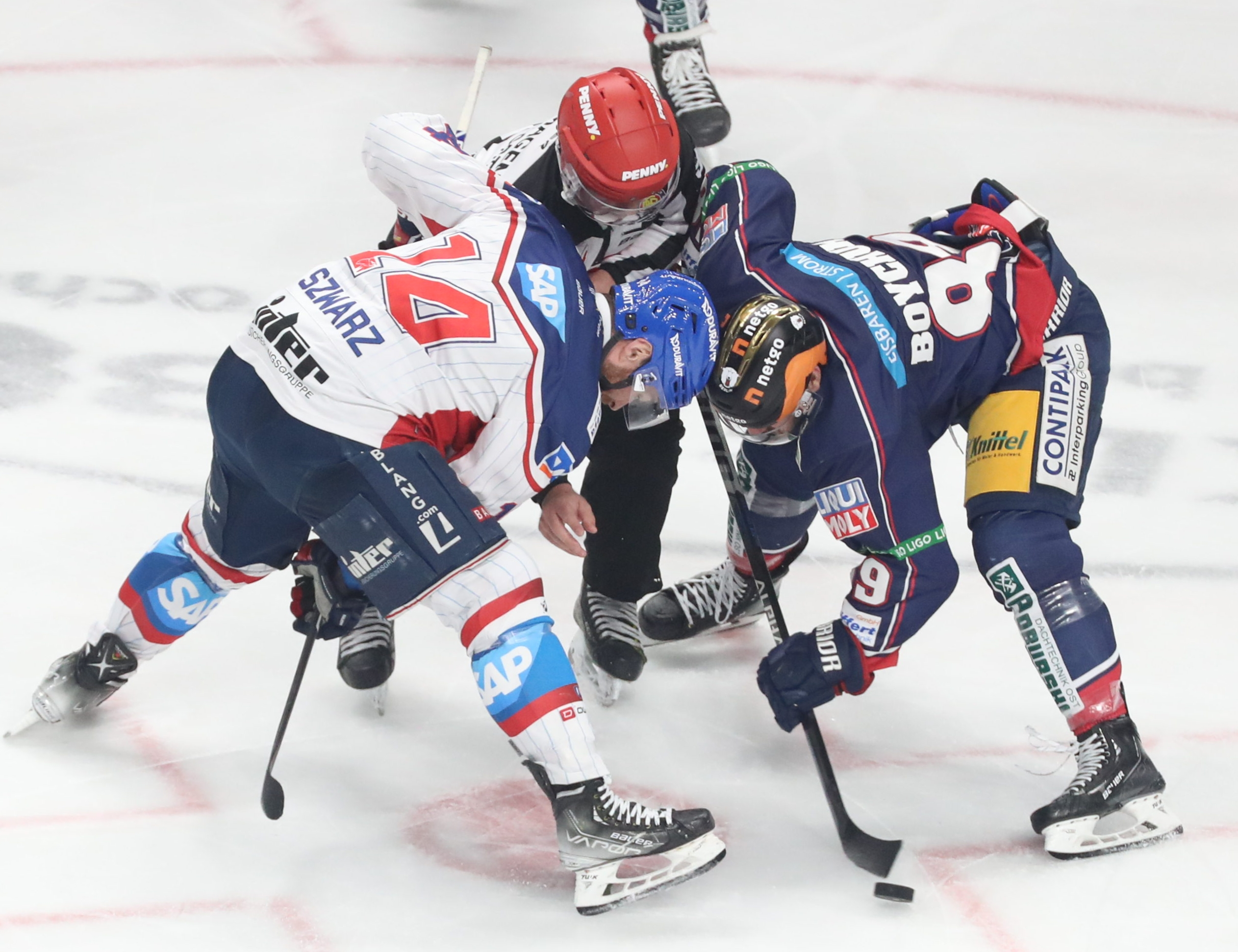
Spiel der Eisbären Berlin in der Mercedes-Benz Arena (2022)

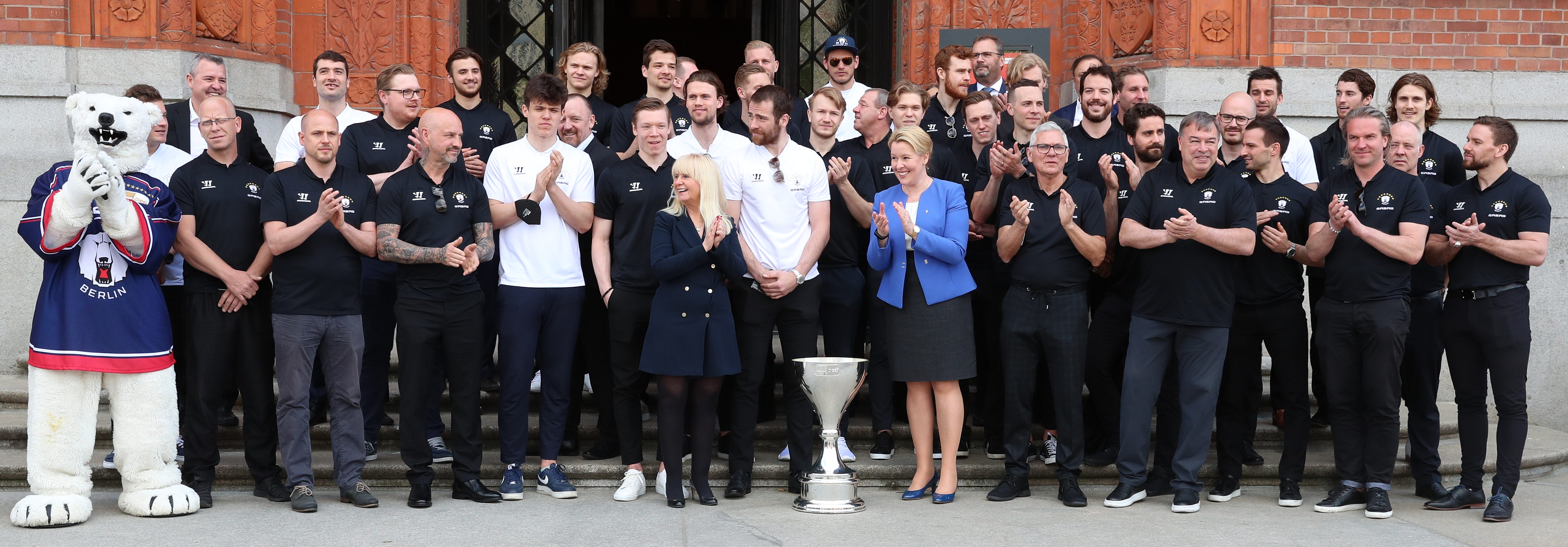
Das Meisterteam der Saison 2021/22 mit Iris Spranger und Franziska Giffey

Die Eisbären Berlin sind ein Berliner Eishockeyklub, der seit 1994, und damit als Gründungsmitglied, in der Deutschen Eishockey Liga spielt. Austragungsort der Eisbären-Heimspiele ist die Uber Arena. Die Profimannschaft vom EHC Eisbären Berlin wurde 1994 in eine GmbH ausgegliedert, deren Inhaber die Anschutz Entertainment Group ist. Der Stammverein für den Spielbetrieb der Nachwuchsmannschaften ist seit 2000 der Verein Eisbären Juniors Berlin. Die Vereinsfarben des Klubs sind dunkelblau, rot und weiß.
Mit dem Gewinn von elf deutschen Meisterschaften zwischen 2005 und 2025 sind die Eisbären Berlin Rekordmeister der DEL seit deren Einführung 1994. Auf europäischer Ebene gewann der Klub im Jahr 2010 den erstmals etablierten Wettbewerb der European Trophy. Die Heimspiele der Eisbären zählten in der Saison 2018/19 zu den am zweitmeisten besuchten Eishockeyveranstaltungen in Europa.

## Geschichte

### 1950 bis 1953 – Die Anfänge im Berliner Eishockeysport

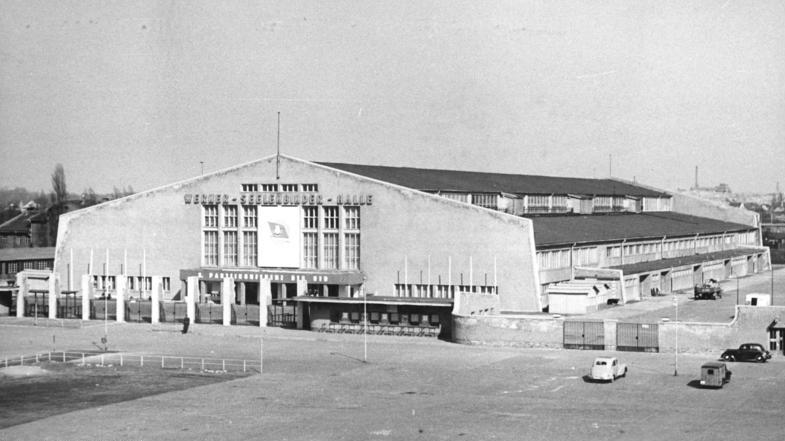
In der damals neu errichteten Werner-Seelenbinder-Halle fand das erste Spiel der SV DVP statt.

Die Wurzeln des Vereins gehen auf die 1950 gegründete Sportvereinigung Deutsche Volkspolizei zurück. Auf Befehl des Chefs der Deutschen Volkspolizei Karl Maron wurde in dieser Sportvereinigung eine Sektion Eishockey eingerichtet. Die SV Deutsche Volkspolizei Berlin bestritt am 9. Juni 1951 ihr erstes Eishockeyspiel in der Werner-Seelenbinder-Halle gegen die BSG Einheit Berliner Bär. Neben dem bereits etablierten Berliner Eishockeyclub gelang es dem Verein in der Folge, an Popularität zu den Berliner Meistertitel zu erlangen. Da mangels Beteiligung die Qualifikationsrunde zum Aufstieg in die DDR-Oberliga ausfiel, nahm die SV DVP im darauf folgenden Jahr erstmals an der höchsten Spielklasse teil. Nach dem sportlichen Abstieg 1952 wurde die Mannschaft in SG Dynamo Berlin umbenannt und hatte nach einer ungeschlagenen Folge-Saison das Recht, wieder in der Oberliga anzutreten. Dies wurde jedoch durch einen Befehl „von oben“ verhindert, der Verein musste sich auflösen und die besten Spieler wie Hans Frenzel und Wolfgang Nickel zum Konkurrenten BSG Chemie Weißwasser abgeben. Durch den Beschluss des Deutschen Sportausschusses, durch Finanzierung der Betriebe oder staatlichen Trägern Sportclubs zu gründen, entstand im Jahr darauf der Vorgänger der heutigen Eisbären, der SC Dynamo Berlin.

### 1954 bis 1970 – Die Zeiten in der DDR-Oberliga
Ab 1954 gab es auf Beschluss der Parteiführung der DDR keine so genannten Betriebs- und Sportgemeinschaften – kurz BSG/SG – mehr und so entstand nur ein Jahr nach der  Auflösung der Eishockeyabteilung der SG Dynamo Berlin der Sportclub Dynamo Berlin, aus dem eine Eishockeymannschaft organisiert wurde. Obwohl dem Club als Sportstätte das neu errichtete Sportforum zur Verfügung stand, spielte und trainierte die Mannschaft nach wie vor in der Werner-Seelenbinder-Halle in Prenzlauer Berg. Nach einem Sieg gegen die SG Chemie Weißwasser und dem folgenden Staffelsieg wurden die Voraussetzungen für einen Spielbetrieb in der zweithöchsten DDR-Spielklasse geschaffen. Damit war der SC Dynamo sportlich für die DDR-Oberliga qualifiziert, doch die Entscheidung des Deutschen Eislauf-Verbandes der DDR, nur noch vier Mannschaften in der Oberliga zuzulassen, verhinderte den Aufstieg.
| Saison            | Liga         | Platzierung |
| ----------------- | ------------ | ----------- |
| 1954/55           | DDR-Liga     | 1. Platz    |
| 1955/56           | DDR-Liga     | 3. Platz    |
| 1956/57           | DDR-Oberliga | 3. Platz    |
| 1957/58           | DDR-Oberliga | 4. Platz    |
| 1958/59 – 1964/65 | DDR-Oberliga | 2. Platz    |
| 1965/66           | DDR-Oberliga | 1. Platz    |
| 1966/67           | DDR-Oberliga | 1. Platz    |
| 1967/68           | DDR-Oberliga | 1. Platz    |
| 1968/69           | DDR-Oberliga | 2. Platz    |
| 1969/70           | DDR-Oberliga | 3. Platz    |

Durch die Auflösung des HSG Wissenschaft HU Berlin aus der ersten DDR-Liga gelang es dem SC Dynamo, ab der Spielzeit 1956/57 am regulären Spielbetrieb der DDR-Oberliga teilzunehmen, er musste sich jedoch in den Folgejahren der Übermacht der SG Dynamo Weißwasser sowie dem SC Einheit Berlin und SC Wismut Karl-Marx-Stadt beugen. Zur Saison 1957/58 wurde erstmals die Kunsteisbahn im Sportforum in Betrieb genommen und die Mannschaft verfügte nun über eine eigene Heimspiel- und Trainingsstätte.

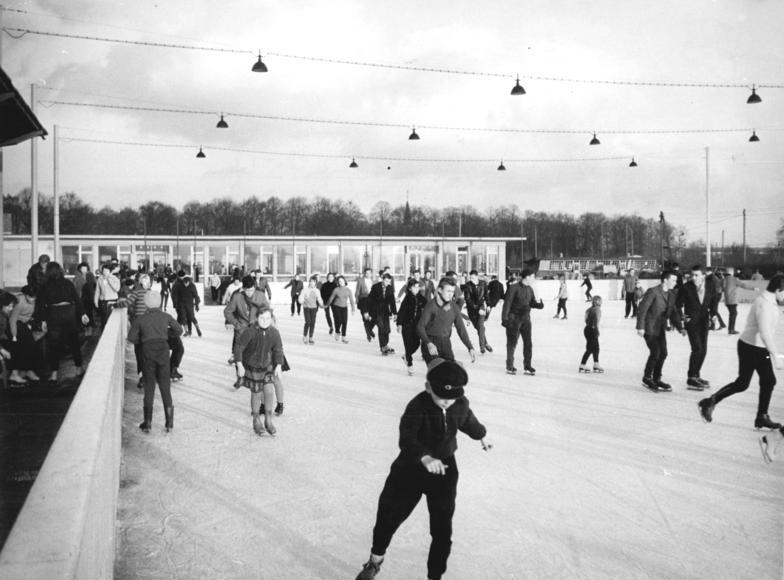
Das Sportforum im Jahr 1960

Die Saison 1959/60 wurde in zwei Staffeln mit jeweils vier Mannschaften und einer anschließenden Finalrunde ausgespielt. Trotz der Sturmreihe Ziesche–Klügel–Frenzel, welche 72 der insgesamt 116 Tore schossen, stand am Ende nach dem Vizemeistertitel des Vorjahres erneut der zweite Rang hinter dem Rivalen Weißwasser zu Buche. Diverse Modusänderungen – immer im Sinne der internationalen Wettbewerbsfähigkeit – brachten die kommenden Saisons mit sich, in denen ebenfalls stets der Dauerkonkurrent aus der Lausitz die Oberhand im Rennen um die Meisterschaft behielt. Dies änderte sich erstmals in der Saison 1965/66. Die Meisterschaft wurde in dieser Saison durch vier Mannschaften – Teilnehmer waren der ASK Vorwärts Crimmitschau, der TSC Berlin, die SG Dynamo Weißwasser sowie der SC Dynamo Berlin – in vier Turnieren ausgespielt. Durch einen 2:1-Erfolg gegen die SG Dynamo Weißwasser wurde am letzten Turnierwochenende gegen die Lausitzer im entscheidenden Spiel die erste deutsche Meisterschaft der DDR eingefahren.
Im darauf folgenden Jahr spielten erstmals nach zehn Jahren wieder „gesamtdeutsche“ Teams gegeneinander, so wurde ein Spiel gegen den amtierenden Deutschen Meister EC Bad Tölz ausgetragen, aus dem die Dynamos siegreich hervorgingen und sich damit informell „gesamtdeutscher Meister“ nennen durften. Die reguläre Meisterschaft wurde 1966/67 im Zeitraum von 31 Tagen in diesmal fünf Turnieren ausgespielt. Nach 15 Spielen stand der SC Dynamo Berlin zum zweiten Mal an der Spitze und verteidigte seinen Titel erfolgreich. Der Vorsprung zum Verfolger aus Weißwasser betrug wie im Vorjahr lediglich einen Zähler. In der Saison 1967/68 nahmen acht Mannschaften an der DDR-Meisterschaft teil. Diese wurde in einer Einfachrunde ausgespielt. Neben den vier Teams aus der Vorsaison nahmen der SC Karl-Marx-Stadt, der TSC Berlin, Einheit Dresden sowie Turbine Erfurt teil. Am Ende gewann der SC Dynamo Berlin mit drei Punkten Vorsprung auf den Vizemeister Weißwasser zum dritten Mal die DDR-Meisterschaft und schaffte den Titel-Hattrick. Im darauf folgenden Jahr, wieder starteten acht Teams in der DDR-Oberliga, sollten nach der Einfachrunde unter den besten vier Mannschaften in vier Turnieren der Meister ausgespielt werden. Nach schlechten Ergebnissen im dritten Turnier in Weißwasser musste der Titel wieder in die Oberlausitz gegeben werden. Der dritte Platz nach der Saison 1969/70 bedeutete aus Vereinssicht den vorläufigen Tiefpunkt.
| Platzierung im Europacup | Platzierung im Europacup |
| Saison                   | Platzierung              |
| ------------------------ | ------------------------ |
| 1966/67                  | 2. Runde                 |
| 1967/68                  | Halbfinale               |
| 1968/69                  | Halbfinale               |

Die erste Europacupteilnahme gelang dem SC Dynamo 1966 aufgrund des im Vorjahr erstmals gewonnenen Meistertitels in der DDR-Oberliga. Dies war gleichzeitig die erste Teilnahme einer Eishockeymannschaft aus der DDR, da es dem Kontrahenten aus Weißwasser die Jahre zuvor an Unterstützung seitens des nationalen Verbandes mangelte. Am 14. Dezember 1966 kam es somit zur ersten Partie auf internationalem Parkett gegen den finnischen Meister Ilves Tampere. Es wurde ein Spielmodus beschlossen, welcher jedem Verein zwei Heimspiele garantieren sollte. Nach diesen vier Spielen, in der die Hohenschönhausener lediglich ein Unentschieden gegen die Finnen herausholten, war diese Europacupsaison zu Ende und die Mannschaft aus Tampere zog in die nächste Runde ein. In der Folgesaison zogen die Dynamos – wie ein Jahr zuvor schon – ein Freilos und standen damit in Runde zwei dem schwedischen Meister Brynäs Gävle gegenüber. Der Favorit wurde im entscheidenden Spiel durch Penaltyschießen bezwungen und nachdem im anschließenden Viertelfinale Ässät Pori ausgeschaltet worden war, stand im Halbfinale mit dem tschechischen Vertreter Dukla Jihlava die nächste Hürde an, an der die Berliner jedoch scheiterten.
Als Halbfinalist des Vorjahres wurde der SC Dynamo automatisch erst für die zweite Runde der Europacuprunde 1968/69 gesetzt. Dort wurde der GKS Katowice geschlagen und nach einem Rückzug des Vorjahresgegners Brynäs Gävle stand im Halbfinale die damalige europaweit dominierende Mannschaft ZSKA Moskau auf dem Programm. Gegen den sowjetischen „Übergegner“ war jedoch nach einem 1:11 und einem 0:13 nach der Runde der letzten Vier Schluss.

### 1970 bis 1990 – Meisterschaften in der „kleinsten Liga der Welt“

Das Logo des SC Dynamo Berlin

Im September 1970 beschloss die Staatsführung der DDR, alle Eishockeyclubs bis auf die Mannschaften aus Weißwasser und Berlin aufzulösen. Alle bisher am Regelbetrieb teilnehmenden Mannschaften wurden zu Hobbymannschaften degradiert und durften nicht an einem Ligenbetrieb mitwirken. Darüber hinaus wurden jegliche finanzielle Zuwendungen gestrichen. Offiziell wurde geäußert, dass der Eishockeysport zu teuer und devisenaufwendig sei und die vorhandene Infrastruktur für zukünftige Spitzenleistungen nicht ausreichend ist. Nach dem für mehrere Sportarten folgenschweren Beschluss der DDR-Sportführung, nur medaillenträchtige Sportarten zu fördern, wurde – auf Bestreben des Chefs des Ministeriums der Staatssicherheit und Fan des Eishockeysports Erich Mielke – die DDR-Oberliga auf zwei Teams reduziert. Diese Mannschaften waren die SG Dynamo Weisswasser und der SC Dynamo Berlin. Ferner wurde seitens des Ministeriums die Möglichkeit eingeräumt, auch in Crimmitschau den Sport weiterzuführen; dies wurde jedoch von der Armee als Träger des dortigen ASK Vorwärts Crimmitschau abgelehnt. So spielten die beiden Dynamo-Mannschaften aus Berlin und Weißwasser die DDR-Meisterschaft bis 1990 in der „kleinsten Liga der Welt“ aus.
| Saison  | Liga         | Platzierung |
| ------- | ------------ | ----------- |
| 1970/71 | DDR-Oberliga | 2. Platz    |
| 1971/72 | DDR-Oberliga | 2. Platz    |
| 1972/73 | DDR-Oberliga | 2. Platz    |
| 1973/74 | DDR-Oberliga | 2. Platz    |
| 1974/75 | DDR-Oberliga | 2. Platz    |
| 1975/76 | DDR-Oberliga | 1. Platz    |
| 1976/77 | DDR-Oberliga | 1. Platz    |
| 1977/78 | DDR-Oberliga | 1. Platz    |
| 1978/79 | DDR-Oberliga | 1. Platz    |
| 1979/80 | DDR-Oberliga | 1. Platz    |
| 1980/81 | DDR-Oberliga | 2. Platz    |
| 1981/82 | DDR-Oberliga | 1. Platz    |
| 1982/83 | DDR-Oberliga | 1. Platz    |
| 1983/84 | DDR-Oberliga | 1. Platz    |
| 1984/85 | DDR-Oberliga | 1. Platz    |
| 1985/86 | DDR-Oberliga | 1. Platz    |
| 1986/87 | DDR-Oberliga | 1. Platz    |
| 1987/88 | DDR-Oberliga | 1. Platz    |
| 1988/89 | DDR-Oberliga | 2. Platz    |
| 1989/90 | DDR-Oberliga | 2. Platz    |

Dabei gewann der SC Dynamo Berlin weitere zwölf Titel und brachte zahlreiche Nationalspieler und jetzige Mitglieder der Hockey Hall of Fame Deutschland wie Dietmar Peters, Rainer Patschinski oder den IIHF-Referee Gerhard Müller hervor. Aus dieser Zeit spielten sich ebenfalls die ehemaligen Eishockey-Größen Dieter Frenzel, Guido Hiller oder René Bielke in das Blickfeld der Öffentlichkeit. Als größten Erfolg dieser Jahre kann der 1984 errungene dritte Platz im Europapokal gewertet werden. Trotz der Siege stand der Eishockeysport im Schatten des ebenfalls im Sportforum ansässigen und in den 1980er Jahren sehr erfolgreichen Fußballvereins BFC Dynamo. Zu den Heimspielen kamen – ganz im Gegensatz zum Konkurrenten aus Weißwasser mit mehrfach ausverkaufter Eishalle  – lediglich um die 500 Zuschauer. Mit der 42. DDR-Meisterschaft im November 1989 sollte die letzte Runde in der „kleinsten Liga der Welt“ eingeläutet werden und die beiden Vorsitzenden Dieter Waschitowitz und Rüdiger Noack nahmen frühzeitig Kontakt mit den Oberen des Deutschen Eishockey-Bundes auf, um die Zukunft des Vereins auch nach der politischen Wende zu sichern. Mit einer 3:5-Niederlage gegen Weißwasser fiel am 18. Februar 1990 die Entscheidung über den letzten DDR-Meister. Am 21. März 1990 gliederte sich die Eishockeyabteilung aus dem SC Dynamo heraus und gab sich den Namen EHC Dynamo Berlin e. V. – im Logo war zu dieser Zeit bereits der Eisbärenkopf enthalten.
Neben den Europacupauftritten stand ab dem Jahr 1970 das so genannte „Internationale Sommerturnier“ auf dem Spielplan der Hauptstädter. Dieses diente der Vorbereitung auf die Saison und war gleichzeitig die zusätzliche Möglichkeit, sich mit Mannschaften aus dem Ausland zu messen. Bis 1976 nahmen ausschließlich Mannschaften aus den Ostblockstaaten teil, erst danach wurden Partien gegen schwedische oder schweizerische Vereine ausgetragen. Dieses Turnier konnten die Berliner lediglich 1975 für sich entscheiden, während zwischen 1970 und 1990 acht zweite Plätze und sieben dritte Plätze erzielt wurden. Rekordsieger war Dynamo Moskau, die das Turnier insgesamt 18 Mal gewannen.
| Platzierung im Europacup | Platzierung im Europacup |
| Saison                   | Platzierung              |
| ------------------------ | ------------------------ |
| 1976/77                  | 1. Runde                 |
| 1977/78                  | Halbfinale               |
| 1978/79                  | 1. Runde                 |
| 1979/80                  | Viertelfinale            |
| 1980/81                  | Viertelfinale            |
| 1982/83                  | 2. Runde                 |
| 1983/84                  | 3. Platz                 |
| 1984/85                  | Halbfinale               |
| 1985/86                  | 2. Runde                 |
| 1986/87                  | 2. Runde                 |
| 1987/88                  | 1. Runde                 |
| 1988/89                  | 1. Runde                 |

In das internationale Wettkampfgeschehen griff der SC Dynamo 1976 wieder ein, nachdem nach acht Jahren wieder die nationale Meisterschaft erreicht und damit die Qualifikation für den Europacup 1976/77 erzielt worden war. In der ersten Runde kam es gleich zu einer Begegnung gegen den amtierenden Meister der Bundesrepublik, den Berliner Schlittschuhclub. Beide Partien gewannen die West-Berliner und die Hohenschönhausener schieden aus dem Wettbewerb aus.
Als Erstrundengegner der folgenden Europacupsaison 1977/78 wurde der polnische Meister Podhale Nowy Targ gelost, den die Mannschaft bezwang. Im anschließenden Viertelfinale kam es erneut zu einem Duell zwischen den beiden deutschen Meistern, diesmal war der Gegner der Kölner EC. Nach einem 5:1 im Sportforum gelang den Dynamos im Rückspiel ein 6:2-Erfolg gegen die Rheinländer und der Einzug ins Halbfinale war perfekt, aus dem der tschechische Vertreter Poldi Kladno letztendlich siegreich hervorging. Der im Vorjahr bezwungene polnische Vertreter Podhale Nowy Targ war 1978 erneut Gegner in der ersten Runde, setzte sich aber diesmal gegen die Mannschaft um Kapitän Dietmar Peters durch. Zur Europacup-Saison 1979/80 war schließlich im Viertelfinale gegen MoDo AIK Alfredshem aus Schweden Schluss, nachdem der Vojens IK und der SC Bern in den Runden davor besiegt wurde. Die Mannschaft musste sich im Europapokal 1980/81 ebenfalls im Viertelfinale geschlagen geben, diesmal gegen den IFK Helsinki.
Da in der Folgesaison der Rivale aus Weißwasser die DDR-Meisterschaft errang, griffen die Berliner erst 1982 wieder in das Geschehen des Wettbewerbes der europäischen Landesmeister ein. Trotz eines 9:5-Sieges im Rückspiel musste dem AIK Stockholm der Einzug in das Halbfinale gewährt werden, da das Hinspiel mit fünf Toren Unterschied verloren wurde. Die folgende Europacup-Saison 1983/84 war die erfolgreichste für das Team um Trainer Joachim Ziesche. Durch einen Sieg im Halbfinale gegen den IFK Helsinki zog der SC Dynamo Berlin in die Endrunde des Europacups ein und traf dort auf die europäischen Spitzenmannschaften ZSKA Moskau, Dukla Jihlava und Djurgårdens IF Stockholm. In dieser Runde wurde lediglich ein Sieg gegen den schwedischen Vertreter erzielt, in dessen Folge am Ende ein dritter Platz zu Buche stand.
Den bis dato größten Erfolg der Vereinsgeschichte berechtigte die Mannschaft, im kommenden Ausscheid bereits für das Halbfinale gesetzt zu sein, wo gegen Polonia Bytom vorzeitig die Runde beendet werden musste. In den Folgejahren war die Saison jeweils in der zweiten Runde zu Ende, als gegen den SB Rosenheim beziehungsweise den HC Lugano die Serie nicht gewonnen wurde. Ab der Saison 1987/88 wurde der Europacup in Turnierform ausgetragen. Einem vierten Platz 1988 folgte im letzten Meisterjahr – zur Europacup-Saison 1988/89 – ein zweiter Platz in der Abschlusstabelle.

### 1990 bis 1994 – Nach der Wiedervereinigung
| Saison  | Liga  | Vorrunde  | Endrunde   |
| ------- | ----- | --------- | ---------- |
| 1990/91 | BL    | 12. Platz | Playdown ↓ |
| 1991/92 | 2. BL | 04. Platz | 1. Platz ↑ |
| 1992/93 | BL    | 12. Platz | Playdown   |
| 1993/94 | BL    | 11. Platz | Playdown   |

↑ ↓ in der Auf-/Abstiegsrunde
Zunächst sollten sich die beiden DDR-Vereine Dynamo Weißwasser und der SC Dynamo Berlin in die 2. Bundesliga Nord eingliedern, jedoch konnten sich die Funktionäre der Ligenvertreter nicht einigen und die Aufnahme wurde immer wieder aufgeschoben. Auf Entscheid der Vertreter der 1. Bundesliga wurde schließlich einstimmig beschlossen, die beiden Clubs in der Folgespielzeit am Spielbetrieb der obersten Eishockeyklasse antreten zu lassen.

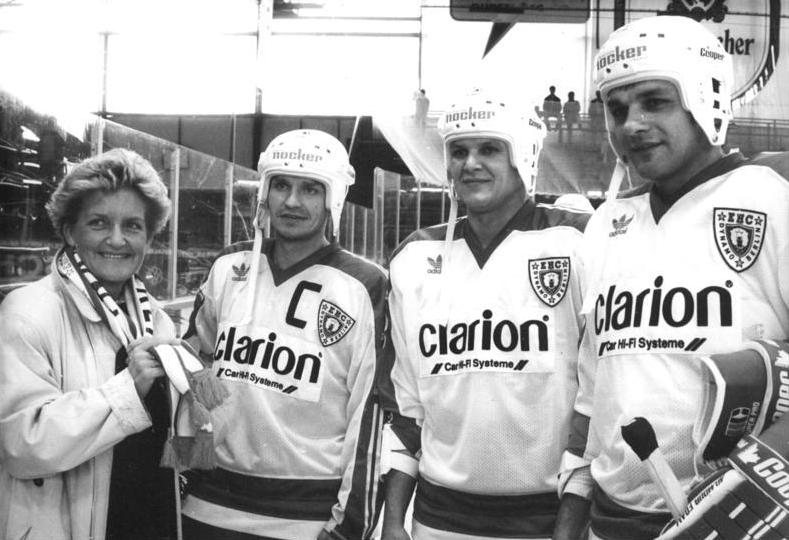
Spieler des EHC Dynamo Berlin, 1990

Nach lediglich vier Monaten der Vorbereitung absolvierte der EHC Dynamo Berlin ab dem 14. September 1990 seine ersten Spiele in der gesamtdeutschen Liga, unter anderem kam es dabei zum ersten innerstädtischen Duell gegen den ewigen Rivalen aus dem Westteil der Stadt – die Preussen Berlin. Unter anderem durch den für die Spieler ungewohnten Rhythmus, zwei Mal an einem Wochenende antreten zu müssen, kam es im Laufe der Saison zu zahlreichen Niederlagen, in deren Folge der Trainer Hartmut Nickel sein Amt im Januar 1991 an Lorenz Funk senior übergab. Mit der Trainerlegende Gerhard Kießling wurde gegen Saisonende ein Betreuer verpflichtet, um den Klassenerhalt zu sichern, jedoch blieb am Ende der Abstieg in die 2. Bundesliga. Trotz dessen wurde in der Premierensaison ein Plus von 200.000 D-Mark erwirtschaftet und es verblieb ein Großteil der Spieler im Vereinskader. Aufgrund der Kontakte des mittlerweile ins Management der Eisbären gewechselten Lorenz Funk sr. wurden zur Spielzeit 1991/92 hochkarätige Spieler verpflichtet, die nach Platz vier in der Vorrunde, Platz sieben in der Zwischenrunde und dem ersten Platz in der Aufstiegsrunde unter dem Trainer Hartmut Nickel wieder in das Oberhaus aufstiegen. Aus Sorge, der eng mit der DDR verbundene Name „Dynamo“ würde Sponsoren verschrecken, nannte sich der Verein ab 1992 offiziell „EHC Eisbären Berlin e. V.“ – das „Dynamo“ verschwand aus allem Offiziellen, wurde jedoch von den Fans weiter skandiert.
Sportlich verlief die Spielzeit 1992/93 mäßig, was sich in einem zwölften Platz nach der Vorrunde zeigte. Durch das Engagement eines finanzkräftigen Sponsors, der unter anderem den ehemaligen Top-Scorer Mark Jooris an die Spree zurückholte, und die Verpflichtung Andy Murrays wurde zum Ende der Saison die Klasse gehalten. Auch die darauf folgende Saison führte die Eisbären nach einem elften Platz in die Abstiegsrunde, welche sie mit 4:0 Siegen gegen den Schwenninger ERC gewannen. Jenseits des Spielfelds kam es durch den Rückzug des Hauptsponsors zu finanziellen Engpässen, die unter anderem in der Auflösung des Vertrags mit Trainer Andy Murray endeten. Insgesamt standen bei den Hauptstädtern in dieser Spielzeit fünf Trainer hinter der Bande – Andy Murray, kurzzeitig Walter Köberle und Dietmar Peters, Marshall Kennedy und Jaroslav Walter.

### 1994 bis 2004 – Aufnahme in die DEL und erste Erfolge

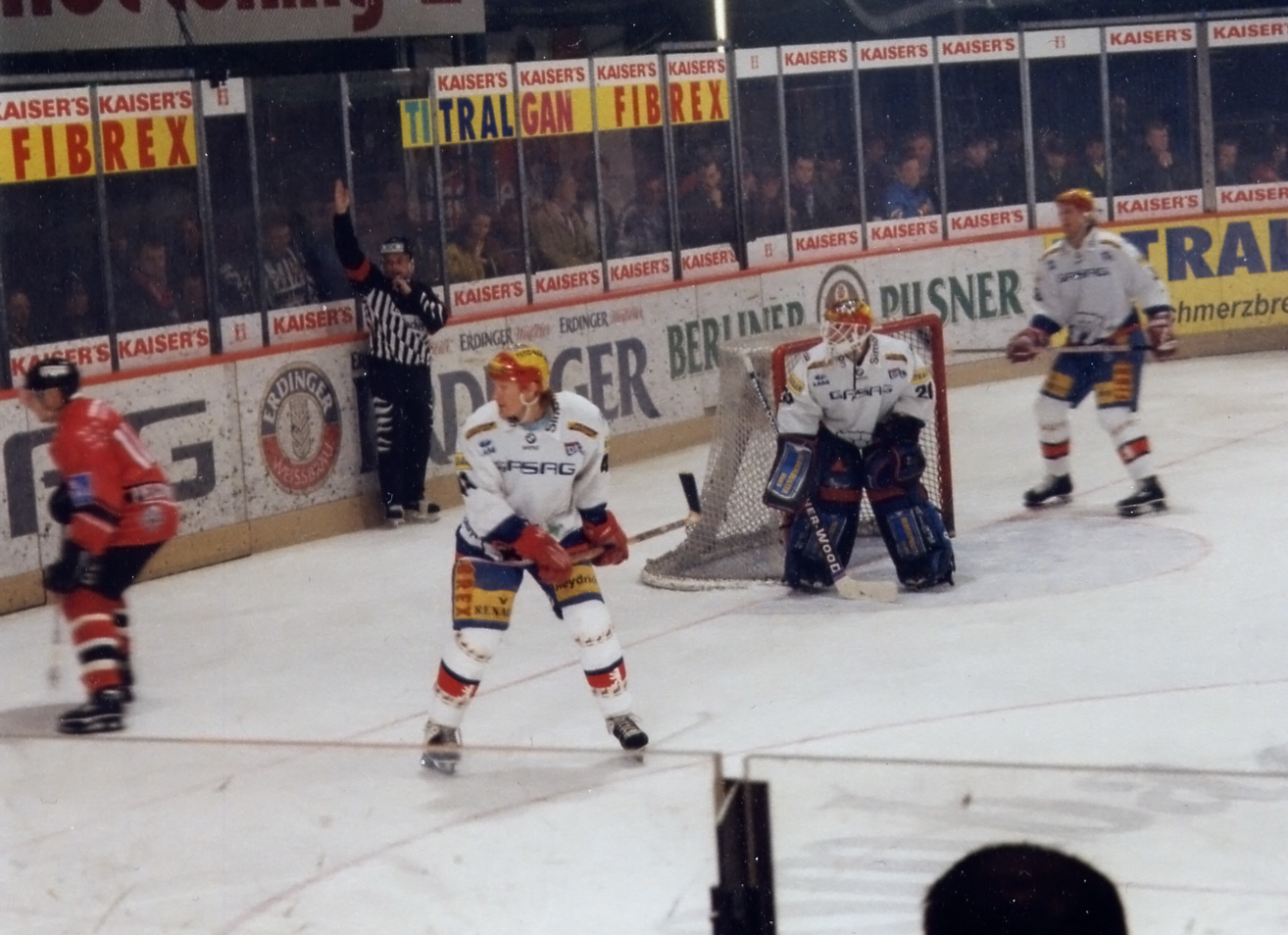
Lokalderby zwischen den Eisbären und den Capitals

Nach der Gründung der Deutschen Eishockey Liga im Jahr 1994 ging es für die Eisbären sportlich aufwärts. Die Regelung, dass es keinen Absteiger aus der Liga geben würde, kam den Berlinern zugute, da auf diesem Wege der bisher erfolgreiche Nachwuchs – die Junioren wurden 1992 und 1993 Deutscher Meister – in die Profimannschaft eingegliedert werden konnte. Darüber hinaus wurden die in der Vorsaison aufgetürmten Verbindlichkeiten durch finanzielle Unterstützungen des Präsidenten Helmut Berg abgebaut. Sportlich lief es für die Hohenschönhausener allerdings schlecht. Nach einer anhaltenden Niederlagenserie musste Trainer Jaroslav Walter gehen und Joachim Ziesche Platz machen, der mit seinem Team jedoch nicht die Playoffs erreichte. Aufgrund der anhaltenden finanziellen Probleme im Stammverein wurde die Profiabteilung in die „EHC Management GmbH & Co. Sportwerbung und Profisport KG“ ausgegliedert; der Nachwuchs blieb im Verein.
In der Saison 1995/96 wurde mit Bill Flynn ein Sportdirektor verpflichtet, der zahlreiche Neuverpflichtungen tätigte und die Mannschaft in die Playoff-Ränge führen sollte. Dieses Ziel wurde allerdings mit einem erneuten 17. Platz wieder verfehlt.
| Saison  | Vorrunde  | Endrunde      |
| ------- | --------- | ------------- |
| 1994/95 | 17. Platz | keine         |
| 1995/96 | 17. Platz | keine         |
| 1996/97 | 04. Platz | Halbfinale    |
| 1997/98 | 06. Platz | Vizemeister   |
| 1998/99 | 02. Platz | Halbfinale    |
| 1999/00 | 13. Platz | keine         |
| 2000/01 | 13. Platz | keine         |
| 2001/02 | 07. Platz | Viertelfinale |
| 2002/03 | 01. Platz | Halbfinale    |
| 2003/04 | 01. Platz | Vizemeister   |

Infolge des Bosman-Urteils, bei dem Sportler aus dem europäischen Ausland ablösefrei den Verein wechseln dürfen und nicht unter das Ausländerkontingent fallen, tauschten die Eisbären fast ihren kompletten Kader aus und füllten ihn mit EU-Ausländern auf. Damit erreichten die Hohenschönhausener in der Liga 1996/97 das Halbfinale, schlugen den Lokalrivalen Preussen Berlin und beendeten die Saison mit einem dritten Platz.
Die sich einstellenden Erfolge in der nationalen Liga als auch bei internationalen Turnieren hatten jedoch auch die Kehrseite einer finanziellen Schieflage. So mussten zahlreiche Insolvenzanträge abgewehrt werden.
1999 stieg die Anschutz Entertainment Group mit ihrer Tochterfirma United Sports Management AG bei den Eisbären Berlin als Alleingesellschafter ein und musste zunächst aufgehäufte Schulden in Höhe von insgesamt 16 Millionen D-Mark tilgen. Dadurch wurde der Verein entschuldet, konnte aber aufgrund der Konsolidierungsmaßnahmen keinen konkurrenzfähigen Kader für die Spielzeit aufstellen und musste sich mit dem 13. Platz zufriedengeben. Auch in der darauffolgenden Saison verpassten die Eisbären die Playoffs, zogen aber ein Jahr später nach einem siebten Rang im Endklassement der Hauptrunde in die Playoffs ein. Im Viertelfinale verlor die Mannschaft allerdings nach 3:1 Spielen gegen den späteren Vizemeister Adler Mannheim.
In der Spielzeit 2002/03 wurden mit Offensiv-Verteidiger Ricard Persson und John Gruden zwei frühere NHL-Spieler verpflichtet, die in das Offensivkonzept des Trainers Pierre Pagé passten. Der Nachwuchs ergänzte den Kader mit zahlreichen Juniorenspielern und somit belegten die Eisbären nach der Vorrunde mit großem Vorsprung den ersten Platz. Das anschließende Playoff-Viertelfinale musste wegen der Eisschnelllauf-Weltmeisterschaft in die Deutschlandhalle verlegt werden, wo die Serie gegen die Hamburg Freezers gewonnen wurde. Im Halbfinale behielt der spätere Meister – die Krefeld Pinguine – die Oberhand und beendete die Saison für die Berliner vorzeitig.
Ein Jahr später schien die Ausgangslage die gleiche wie nach der vorjährigen Hauptrunde: Die Eisbären belegten den ersten Platz und gingen als Favorit in die Playoffs. Trotz zweier Sweeps gegen die DEG Metro Stars und den ERC Ingolstadt musste sich die Mannschaft im Finale den Frankfurt Lions geschlagen geben und schloss die Saison somit lediglich mit der Vizemeisterschaft ab.
| Platzierung international | Platzierung international | Platzierung international |
| Saison                    | Turnier                   | Platzierung               |
| ------------------------- | ------------------------- | ------------------------- |
| 1997                      | CC                        | 2. Platz                  |
| 1998/99                   | EHL                       | 3. Platz                  |
| 1999                      | CC                        | 2. Platz                  |

Da die Erfolge der Eisbären nach der Eingliederung in die gesamtdeutsche Liga zunächst ausblieben, waren regelmäßige Vergleiche mit internationalen Mannschaften nur im Rahmen des traditionellen „Internationalen Sommerturniers“ möglich. Dieses Turnier wurde bis zur Saison 1996/97 ausgetragen, ehe die European Hockey League gegründet wurde. Ausschlaggebend für die Teilnahme war neben dem Meistertitel die Platzierung vor den Playoffs. Gleichzeitig wurde mit dem IIHF Continental Cup ein weiterer Pokalwettbewerb geschaffen, bei dem die Eisbären im November 1997 das erste Halbfinalturnier im Sportforum ausrichteten. Nach einem Sieg in der eigenen Gruppe qualifizierten sich die Berliner für die Finalrunde in Tampere, bei der sie einen zweiten Platz belegten.
Nach der Vizemeisterschaft in der DEL im Jahr 1997/98 war der Verein sportlich für die EHL qualifiziert und schloss die Vorrunde als Gruppenerster ab. Die Qualifikation für die nächste Runde war in den beiden Vorjahren noch keinem anderen deutschen Team gelungen. Nach einem Sieg über Färjestad BK kam es im Halbfinalturnier in Berlin zum Aufeinandertreffen mit dem weiteren deutschen Vertreter Adler Mannheim und dem früheren Konkurrenten aus den Sommerturnieren, dem HK Dynamo Moskau. Dort zogen die Spreestädter in das Finalturnier ein und verbuchten nach einem Sieg im „kleinen Finale“ gegen Ilves Tampere den dritten Platz im Turnier. Der zweite Platz der Eisbären in der Saison 1998/99 reichte im europäischen Vergleich nicht mehr, nochmals in der EHL teilzunehmen. Aufgrund der guten Leistungen, die die Berliner durch die Auftritte in den Jahren zuvor auf der europäischen Bühne erzielten, wurde in der Saison 1999/2000 der Continental Cup in der Heimstätte ausgetragen und sich mit dem HC Ambrì-Piotta, Ak Bars Kasan und dem HKm Zvolen gemessen. Aus diesem Turnier ging die Mannschaft mit dem zweiten Platz hervor und Schlussmann Udo Döhler wurde als bester Torhüter des Turniers ausgezeichnet.

### 2004 bis heute – Aufstieg zum DEL-Rekordmeister und European Trophy Sieger

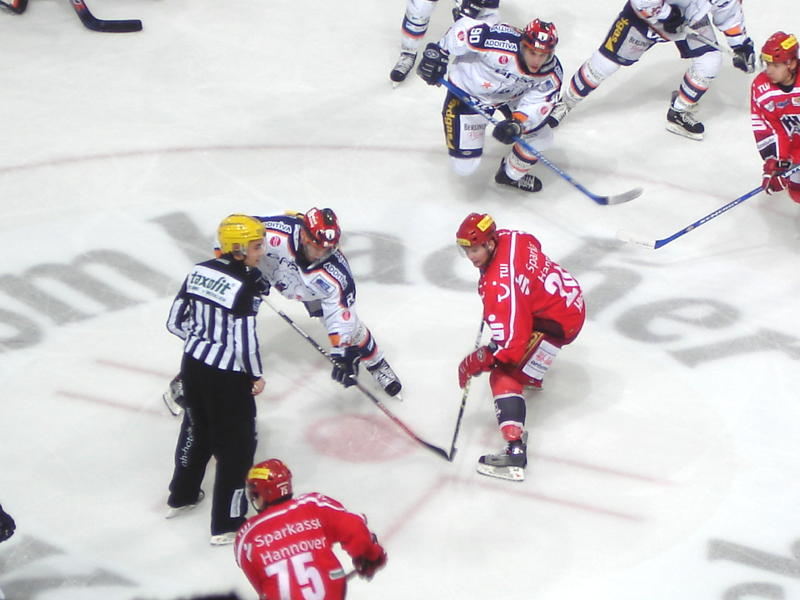
Spielsituation der Eisbären Berlin im weißen Trikot (Saison 2006/07)

Die Saison 2004/05 war vom Ausfall der NHL geprägt, als sich viele Mannschaften mit Spielern aus der nordamerikanischen Eishockeyliga verstärkten. Auf Seiten der Eisbären wurden mit Olaf Kölzig, Erik Cole sowie Nathan Dempsey drei Spieler verpflichtet, die für den Gewinn der Meisterschaft sorgen sollten. Nach einem zweiten Platz nach der Vorrunde und den anschließenden Siegen in den Playoffs gegen die Augsburger Panther und den ERC Ingolstadt kam es im Finale zu der Begegnung mit den Adler Mannheim, welche in der Best-of-Five-Serie mit 3:0 geschlagen wurden. Damit gewannen die Eisbären zum ersten Mal in der Geschichte der Deutschen Eishockey Liga die deutsche Meisterschaft.
In der darauffolgenden Spielzeit verteidigte die Mannschaft den Titel. Wie das Jahr zuvor gewannen die Berliner die Final-Serie durch einen Sweep. Die DEG Metro Stars, die im Halbfinale den Rivalen aus Köln besiegten, wurden mit einem 3:0 bezwungen.
| Saison  | Vorrunde  | Endrunde             |
| ------- | --------- | -------------------- |
| 2004/05 | 2. Platz  | Meister              |
| 2005/06 | 1. Platz  | Meister              |
| 2006/07 | 9. Platz  | Playoffqualifikation |
| 2007/08 | 2. Platz  | Meister              |
| 2008/09 | 1. Platz  | Meister              |
| 2009/10 | 1. Platz  | Viertelfinale        |
| 2010/11 | 3. Platz  | Meister              |
| 2011/12 | 1. Platz  | Meister              |
| 2012/13 | 4. Platz  | Meister              |
| 2013/14 | 8. Platz  | Pre-Playoffs         |
| 2014/15 | 9. Platz  | Pre-Playoffs         |
| 2015/16 | 2. Platz  | Viertelfinale        |
| 2016/17 | 8. Platz  | Halbfinale           |
| 2017/18 | 2. Platz  | Finale               |
| 2018/19 | 9. Platz  | Viertelfinale        |
| 2019/20 | 4. Platz  | Saisonabbruch        |
| 2020/21 | 1. Nord   | Meister              |
| 2021/22 | 1. Platz  | Meister              |
| 2022/23 | 11. Platz | keine                |
| 2023/24 | 2. Platz  | Meister              |
| 2024/25 | 2. Platz  | Meister              |

Das Spieljahr 2006/07 gestaltete sich schwieriger als die beiden Jahre zuvor. Der als Favorit in die Saison gestartete Hauptstadtklub belegte nach der Vorrunde den neunten Rang und qualifizierte sich damit für die Playoff-Qualifikation, in der gegen die Frankfurt Lions nach einem 1:2 in der Best-of-Three-Serie die Saison beendet war. Daraufhin wurde der Vertrag mit dem langjährigen Cheftrainer Pierre Pagé aufgrund der sportlichen Misserfolge nicht verlängert. Pagé unterschrieb anschließend einen Vertrag beim österreichischen Klub EC Red Bull Salzburg.
Die Zielsetzung der Saison 2007/08 war das Finale und der mögliche Gewinn der deutschen Meisterschaft. Die Mannschaft wurde zusammengehalten und vor der Saison punktuell verstärkt. Bereits zu Beginn der Spielzeit setzten sich die Eisbären an die Spitze der Tabelle und festigten diesen Rang lange Zeit. Zum Saisonende nach einer Niederlagenserie verdrängten die Sinupret Ice Tigers die Berliner von der Tabellenspitze. Überragender Spieler der Hauptrunde war erneut der Kanadier Steve Walker, der mit 85 Scorerpunkten in 53 Spielen der punktbeste Spieler seines Teams und zweitbester Scorer der DEL war. Des Weiteren hatten die Berliner mit ihrem US-amerikanischen Defensivspieler Deron Quint den besten Verteidiger der Hauptrunde 2007/08 in ihren Reihen. In den anschließenden Playoffs wurden zunächst im Viertelfinale die Hamburg Freezers besiegt. Das Halbfinale gegen die DEG Metro Stars war umkämpft, aber mit einem Sieg im entscheidenden fünften Spiel mit dem besseren Ende für den Hauptstadtklub. Das Finale gegen Köln wurde im vierten Spiel in der Verlängerung entschieden. Der wegen seiner verweigerten Dopingkontrolle umstrittene Florian Busch erzielte hierbei den 2:1-Siegtreffer für die Eisbären, die damit zum dritten Mal nach 2005 und 2006 die deutsche Meisterschaft gewannen.
Einer Studie des Sportrechtevermarkters Sportfive zufolge waren die Berliner 2008 der bekannteste deutsche Verein abseits der Fußballclubs. Die Mannschaft kam demnach in Deutschland bei der Zielgruppe von circa 55 Millionen Bürgern auf eine Bekanntheit von 61 Prozent. Sportlich begann die Saison 2008/09 mit dem frühzeitigen Aus nach der Vorrunde des deutschen Eishockey-Pokals. Trotz zweier Siege entschied das Torverhältnis zugunsten der Hannover Scorpions über das Weiterkommen in diesem Wettbewerb. Am 14. September 2008 bestritten die Eisbären Berlin ihr erstes Liga-Spiel in der neu gebauten Heimspielstätte O2 World Berlin; die Arena war frühzeitig mit 14.000 abgesetzten Tickets ausverkauft und die größte Kulisse, vor der in Berlin je ein Eishockeyspiel ausgetragen wurde. Die Berliner Mannschaft empfing die Augsburger Panther, die mit einer historischen 11:0-Niederlage die Heimreise antreten mussten. Der Sieg war der höchste der Eisbären in der DEL und der zweithöchste der DEL-Geschichte überhaupt. Nach dem ersten Platz nach der Vorrunde bezwangen die Spreestädter im anschließenden Viertelfinale der Playoffs die Hamburg Freezers mit einem Sweep und erreichten nach einer 3:1-Serie gegen die Adler Mannheim das Finale um die deutsche Meisterschaft gegen die DEG Metro Stars. Die Rheinländer wurden ebenfalls nach vier Spielen geschlagen und damit verteidigte die Mannschaft den Titel aus dem Vorjahr.
| Platzierung international | Platzierung international | Platzierung international |
| Saison                    | Turnier                   | Platzierung               |
| ------------------------- | ------------------------- | ------------------------- |
| 2008/09                   | CHL                       | 2. Platz Vorrunde         |
| 2010                      | European Trophy           | Sieger                    |
| 2011                      | European Trophy           | 2. Platz Vorrunde         |
| 2012                      | European Trophy           | Viertelfinale             |
| 2013                      | European Trophy           | Finalturnier              |
| 2014/15                   | CHL                       | 4. Platz Vorrunde         |
| 2015/16                   | CHL                       | Achtelfinale              |
| 2016/17                   | CHL                       | Achtelfinale              |
| 2018/19                   | CHL                       | 3. Platz Vorrunde         |
| 2020/21                   | CHL                       | abgesagt                  |
| 2021/22                   | CHL                       | 3. Platz Vorrunde         |

Die Spielzeit 2009/10 schloss die Mannschaft nach der Vorrunde mit zwei DEL-Rekorden ab. Mit einer Gesamtpunktzahl von 123 und einem Vorsprung von 25 Punkten belegte die Mannschaft souverän den ersten Platz. Im Viertelfinale waren die Augsburger Panther der Gegner, welche den amtierenden Meister mit 3:2 Siegen schlugen. Am Ende der Vorrunde der DEL-Saison 2010/11 belegten die Eisbären den dritten Tabellenplatz und bezwangen in den folgenden Playoffs zuerst den ERC Ingolstadt und im Halbfinale die DEG Metro Stars in der Best-of-Five-Serie. Im Finale gewannen sie schließlich nach drei Siegen gegen die Grizzly Adams Wolfsburg ihren fünften Meistertitel und waren zunächst gemeinsam mit den Adler Mannheim DEL-Rekordmeister. In der Saison 2011/12 belegten die Eisbären Berlin knapp vor dem ERC Ingolstadt den ersten Platz der DEL-Vorrunde. Im Viertelfinale gewannen die Eisbären in einer Best of 7 Serie 4:0 gegen die Kölner Haie. Im Halbfinale schlugen sie die Straubing Tigers 3:1. In einer spannenden Finalserie bezwangen die Eisbären die Adler Mannheim in 5 Spielen. Nach dem sechsten Titelgewinn seit der Gründung der Deutschen Eishockey Liga überflügelten die Berliner in der Saison 2011/12 den Konkurrenten aus Mannheim und sind seitdem alleiniger DEL-Rekordmeister.
Durch den Finalsieg 2008 waren die Eisbären Berlin als Deutscher Meister für die neu gegründete Champions Hockey League qualifiziert, schieden allerdings trotz dreier Siege in der Vorrunde aus dem Turnier aus. Darüber hinaus nahm die Mannschaft an zwei Austragungen des Spengler Cups teil und erzielte dort 2005 den dritten Platz, während ein Jahr später nur mit dem fünften und damit letzten Platz vorliebgenommen werden musste.
Nach der erneuten nationalen Meisterschaft 2009 wären die Eisbären in der Spielzeit 2009/10 in der Champions Hockey League antrittsberechtigt gewesen. Aufgrund wirtschaftlicher Probleme musste dieser Wettbewerb jedoch pausieren.
Am 5. September 2010 gewannen die Eisbären Berlin die erstmals ausgetragene European Trophy und setzten sich im Finale in Salzburg mit 5:3 gegen den schwedischen Meister HV 71 Jönköping durch. Damit sind die Eisbären bisher der einzige deutsche Verein, der einen Europapokal im Eishockey gewinnen konnte.
Mit dem Gewinn der siebten deutschen Meisterschaft innerhalb von neun Jahren endete 2013 vorerst die Vorherrschaft der Eisbären. Erfolgstrainer Don Jackson verließ den Verein im Anschluss an die Saison 2012/13 nach sechsjähriger Amtszeit, der ehemalige Eisbären-Stürmer und -Juniorentrainer Jeff Tomlinson kam.
In der Saison 2013/14 verlor man in der Playoff-Qualifikation gegen den späteren Titelgewinner ERC Ingolstadt, auch 2014/15 wurde der direkte Weg in die Meisterrunde verpasst, wieder musste man in der Qualifikation ran, wo man an Nürnberg scheiterte. Im Laufe der Saison, nämlich im Dezember 2014, hatte Tomlinson seinen Hut nehmen müssen, Uwe Krupp übernahm das Cheftraineramt. In der Saison 2015/16 wurde die DEL-Hauptrunde auf dem zweiten Tabellenrang abgeschlossen, doch bereits im Playoff-Viertelfinale mussten sich die Berliner den Kölner Haien (3:4-Siege) beugen.
2016/17 kämpften sich die Eisbären über die Playoff-Qualifikation ins Halbfinale der Meisterrunde vor, wo sie München mit 1:4-Siegen unterlagen. Im Spieljahr 2017/18 erreichten die Berliner das DEL-Finale und verloren dort wiederum gegen München, das vom ehemaligen Eisbären-Trainer Don Jackson betreut wurde. Die Serie gegen München wurde im siebten und damit letzten Spiel entschieden. Krupp-Nachfolger wurde dessen vormaliger Assistent Clément Jodoin. Im Dezember 2018 trennte sich der Verein von Jodoin aus sportlichen Gründen, Sportdirektor Richer übernahm das Traineramt zusätzlich zu seinen übrigen Aufgaben. Richer führte die Mannschaft ins DEL-Viertelfinale, dort ereilte die Eisbären wiederum gegen München das Saisonaus.
Die Saison 2019/20 wurde aufgrund der Corona-Pandemie vorzeitig am 8. März 2020 beendet. Es wurde kein Deutscher Meister ermittelt. Die Eisbären Berlin beendeten die Hauptrunde auf Tabellenplatz 4. Die Saison 2020/21 sollte ursprünglich wie üblich im September 2020 beginnen. Aufgrund der anhaltenden Corona-Pandemie fand der Saisonauftakt am 17. Dezember 2020 statt. Die Eisbären Berlin beendeten die Hauptrunde als Gruppensieger der Gruppe Nord. Im Viertelfinale der Playoffs, die in dieser Saison nach dem Spiel-Modus „Best of 3“ gespielt wurden, setzten sich die Eisbären mit 2:1 gewonnenen Spielen gegen die Iserlohn Roosters durch, im Halbfinale ebenfalls mit 2:1 gegen den ERC Ingolstadt. In der Finalserie sicherten sich die Eisbären Berlin mit einer 2:1-Serie gegen die Grizzlys Wolfsburg ihren achten Meistertitel.
In der Saison 2021/22 gewannen die Eisbären ihren neunten Meistertitel. Sie gewannen zuerst 3:0 das Viertelfinale gegen Köln. In der Halbfinalserie gewannen die Eisbären 3:2 gegen die Adler Mannheim. Das Finale bestritten sie gegen den EHC Red Bull München und siegten nach 4 Spielen mit 3:1. In der Sommerpause mussten die Eisbären einen großen Umbruch vollziehen. Durch den Abgang von Matthias Niederberger gingen sie mit Tobias Ančička und Juho Markkanen in die Saison. Die Eisbären starteten die Saison mit einer großen Verletzungsserie. Dadurch verloren sie einige Spiele. Doch auch mit Nachverplichtungen, wie z. B. Alex Grenier, konnte man sich nicht verbessern. So wurden nach über 20 Jahren wieder die Playoffs verpasst.
Auch die Saison 2023/24 war von einem Umbruch geprägt. Nachdem sich die Eisbären in der Hauptrunde den 2. Platz gesichert hatten, schlug man Mannheim 4:1 Siegen im Viertelfinale. Das Halbfinale gegen Straubing wurde ebenfalls mit 4:1 Siegen gewonnen. Im Finale trafen die Berliner auf die Fischtown Pinguins Bremerhaven, die in der Hauptrunde erster geworden waren. Diese Serie entschied man wieder mit 4:1 Siegen für sich und gewann den 10. Meistertitel.

## Vereinsführung

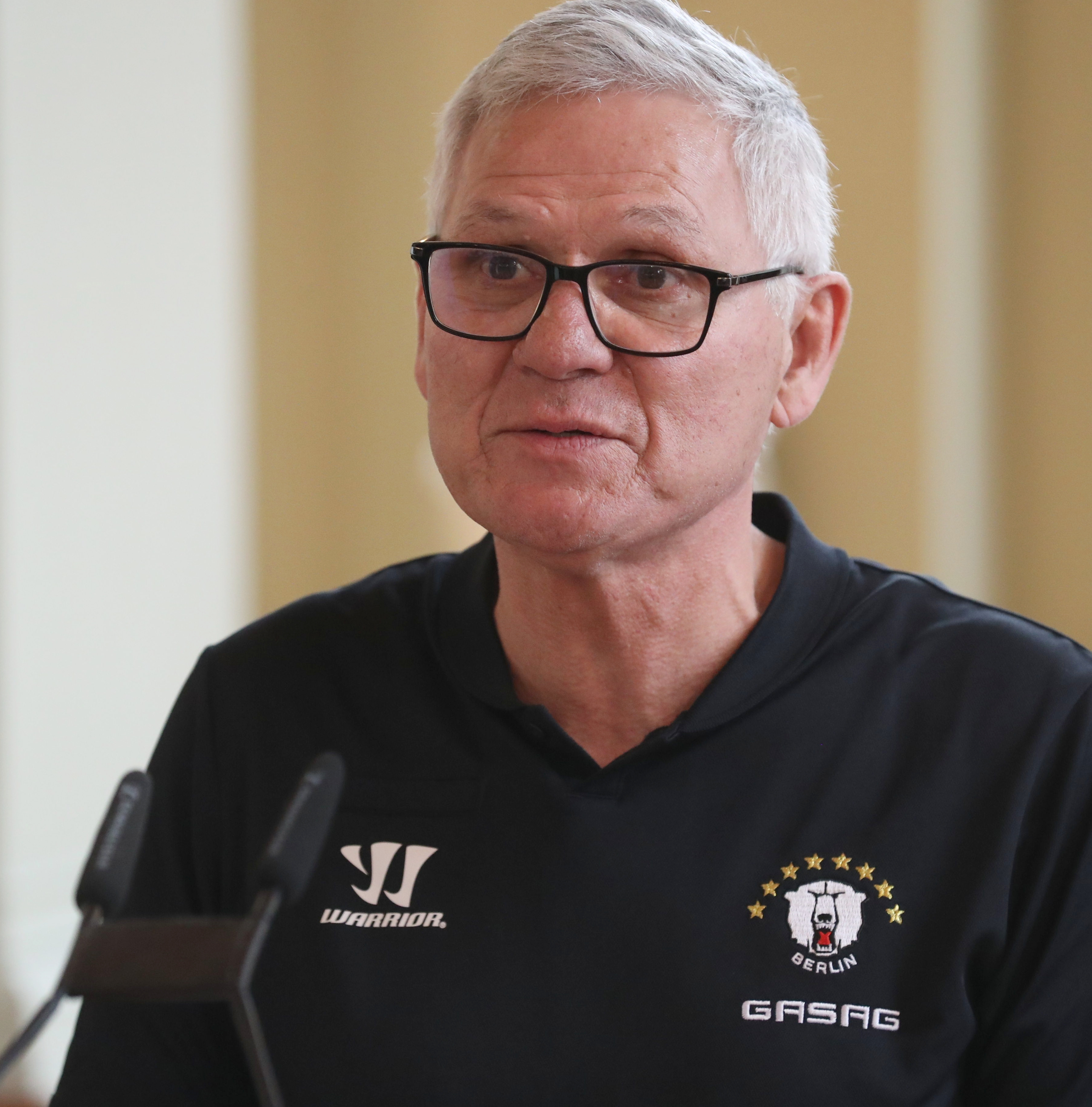
Peter John Lee, Geschäftsführer von 2000 bis 2021

Als Gesellschafter und alleiniger Inhaber hält die Anschutz Entertainment Group (AEG) seit 1999 die Lizenz der Eisbären in der Deutschen Eishockey Liga. Der Stammverein ist beim Amtsgericht Charlottenburg in das Vereinsregister eingetragen und Mitglied des Deutschen Eishockey-Bundes, der Deutschen Eisschnelllauf-Gemeinschaft, des Berliner Eissportverbandes sowie mittelbares Mitglied des Landessportbundes Berlin. Außerdem war der Verein Gesellschafter der Eishockeyspielbetriebsgesellschaft, als die Mannschaft der Eisbären Juniors an den von der ESBG organisierten Oberliga Nord teilnahm.
Europa-Chef der Anschutz Entertainment Group und Verantwortlicher der EHC Eisbären Management GmbH war zu jener Zeit Detlef Kornett, der gemeinsam mit den Geschäftsführern Peter John Lee und Bill Flynn den Profiverein leitete. Kornett schied 2005 aus. Gleichzeitig saß Lee gemeinsam mit dem Steuerberater Helge Rippel unter dem Vorsitzenden Ralf Kieslich im Aufsichtsrat. Die organisatorischen Geschicke des Stammvereins übernahmen als Geschäftsführer Andreas Hobuß sowie als Sportdirektor Steffen Ziesche, welcher seinen Posten zugunsten eines Angebotes der Dresdner Eislöwen nach der Saison 2008/09 aufgab. Die Leitung des Vereins oblag dem Vorstandsvorsitzenden Jürgen Kemkes sowie Georg Arndt als seinem Vertreter.
Im Rahmen der Saison 2008/09 und dem Umzug in die O2 World Berlin gewann das Marketingkonzept der Eisbären Berlin den „M in Gold“, einen bedeutenden Marketingpreis der Stadt Berlin. Als Begründung für den Preis wurden die erfolgreichen umfangreichen Werbemaßnahmen im Vorfeld der Saison angegeben. Darüber hinaus wurde durch die gesteigerten Zuschauerzahlen der Umsatz im Merchandising-Bereich verdoppelt und damit die Außenwirkung gestärkt.
Im Mai 2014 wurde Stefan Ustorf als Sportdirektor eingestellt.
2015 schied Flynn als Geschäftsführer aus und war fortan in beratender Funktion für den Aufsichtsrat tätig. Die alleinige Geschäftsführung der GmbH lag ab diesem Zeitpunkt in den Händen Peter-John Lees. Zudem war Heinz Anders von der Anschutz-Gruppe fortan für den Werbebereich zuständig.
Im Februar 2017 übernahm der ehemalige NHL-Star Luc Robitaille – mittlerweile in führender Position beim Eisbären-Eigner Anschutz tätig – das Amt des Aufsichtsratsvorsitzenden. Damit wurde die Tätigkeit der Eisbären-Geschäftsführung unmittelbar der Kontrolle der Anschutz-Gruppe unterstellt. Zudem wurde mit Kelly Cheeseman ein weiterer Anschutz-Verantwortlicher in das Gremium berufen und gesellte sich damit zu den übrigen Mitgliedern des Aufsichtsrates (Jan Kienappel, Olaf Brüll, Alex Hill, Michael Hapka – allesamt Angestellte der Anschutz-Gruppe).
Im Mai 2017 wurde dem bisherigen Co-Trainer Stephane Richer das Amt des Sportdirektors übertragen, der Kanadier hatte diesen Posten einst auch bei den Hamburg Freezers inne. Ustorf verantwortete fortan den Bereich Spielerentwicklung.
2021 beendete Peter John Lee seine Tätigkeit als Geschäftsführer.

### Sponsoren
| Hauptsponsoren seit 1990 |              |
| Sponsor                  | Zeitraum     |
| VIC                      | 1991–1993    |
| DFO                      | 1994/95      |
| Gasag                    | seit 1995/96 |

Nach der Wiedervereinigung engagierte sich als erster Trikot- und Hauptsponsor der Sportartikelausrüster VIC für zwei Spielzeiten. In der Spielzeit 1994/95 unterstützte die Deutsche Fährgesellschaft Ostsee den Verein, während ein Jahr später der Berliner Energieversorger Gasag in das Sponsorengeschäft bei den Eisbären einstieg und diese Rolle seither bekleidet. Beginnend mit der Saison 2004/05 wurde das Engagement um die Förderung des gesamten Kinder- und Jugendbereich des EHC erweitert.
Neben den ligaweiten Sponsoren wie unter anderem die Gelben Seiten unterstützen zahlreiche Unternehmen den Verein finanziell im Rahmen von Sponsorenverträgen. Der überwiegende Teil des jährlichen Etats wird durch die Zuwendungen der lokal als auch überregional ansässigen Firmen gedeckt, die sich auf dem Trikot oder der Bande präsentieren.
Zu Beginn der Saison 2004/05 starteten die Eisbären mit einem Etat von 5,9 Millionen Euro, welcher zum Ende der Spielzeit gedeckt wurde. Die Hohenschönhausener übertrafen den kalkulierten Zuschauerschnitt und kompensierten anhand der Sponsoreneinnahmen auch die temporären Verpflichtungen aus der National Hockey League – Olaf Kölzig, Erik Cole sowie Nathan Dempsey. Mit einem gesteigerten Haushaltsplan von 600.000 Euro wurde trotz eines leichten Minus seitens der Zuschauereinnahmen die zweite deutsche Meisterschaft gefeiert, welches sich durch die Kürzung des Budgets im Jahr 2006 allerdings nicht wiederholen ließ. Leistungsträger wie die Verteidiger Derrick Walser oder Micki DuPont verließen den Verein und es kam zu einem vorzeitigen Ausscheiden in den Pre-Playoffs. Mit einer behutsamen Verstärkung des Kaders – so wechselte vom amtierenden Meister Adler Mannheim der Stürmer Nathan Robinson sowie Verteidiger Brandon Smith aus der American Hockey League an die Spree – und der einhergehenden Etat-Erhöhung wurde die dritte Meisterschaft errungen.
Mit dem Umzug in die neu gebaute O2 World Berlin und dem bisherigen Rekord-Etat von 7,7 Millionen Euro gingen die Berliner in die Saison 2008/09.

### Trainer
| Saison                   | Trainer                               |
| ------------------------ | ------------------------------------- |
| 1954–1955                | Günther Jacobi                        |
| 1955–1957                | Ernst Liedtke                         |
| 1957–1958                | Hans Frenzel (Spielertrainer)         |
| 1957–1958                | Vladimír Bouzek                       |
| 1959–1970                | Wolfgang Nickel                       |
| 1970–1974                | Joachim Ziesche                       |
| 1974–1976                | Günther Schischewski                  |
| 1976–1989                | Joachim Ziesche und Hartmut Nickel    |
| 1989–1991                | Hartmut Nickel                        |
| Januar–Februar 1991*     | Lorenz Funk senior und Hartmut Nickel |
| 1991–August 1991         | Gerhard Kießling                      |
| 1991–Dezember 1992*      | Hartmut Nickel                        |
| 1992–Januar 1993*        | Lorenz Funk sr. und Jiří Králík       |
| 1993–Juli 1993           | Andy Murray                           |
| August 1993              | Walter Köberle                        |
| 1993–Oktober 1993*       | Dietmar Peters und Klaus Schröder     |
| 1993–Januar 1994*        | Marshall Kennedy                      |
| 1994–November 1994*      | Jaroslav Walter und Klaus Schröder    |
| 1994–Juli 1995           | Joachim Ziesche                       |
| Juli/August 1995         | Helmut Bauer                          |
| 27. September 1995       | Cliff Stewart                         |
| 1995 – Mai 1996          | Bill Flynn                            |
| Mai/Juni 1996            | Andy Murray                           |
| 1996–Dezember 1997*      | Ron Kennedy                           |
| 1997–Januar 2000*        | Peter John Lee                        |
| 2000–Mai 2000            | Kent Forsberg                         |
| 2000–November 2000*      | Glen Williamson                       |
| 2000–Januar 2002*        | Uli Egen                              |
| 2002–Juli 2007           | Pierre Pagé                           |
| August 2007–Juni 2013    | Don Jackson                           |
| Juli 2013–Dezember 2014* | Jeff Tomlinson                        |
| Dezember 2014–2018       | Uwe Krupp                             |
| 2018–Dezember 2018*      | Clément Jodoin                        |
| Dezember 2018–April 2019 | Stéphane Richer                       |
| seit 2019                | Serge Aubin                           |

* Während der laufenden Saison entlassen
In der über 50-jährigen Geschichte des Vereins standen zahlreiche Spielleiter hinter der Bande. Die frühen Jahre des SC Dynamo trainierte zunächst Hans Frenzel als so genannter Spielertrainer und später Wolfgang Nickel als Chef-Trainer die Auswahl. Dieser wurde zur Saison 1972/73 durch das Gespann Joachim Ziesche (Cheftrainer) und Bernd Hiller (Trainer) ersetzt.
1974/75 übernahm Günther Schischewski die Rolle des Chef-Trainers und stoppte 1976 zusammen mit Ziesche und Hartmut Nickel nach sieben Jahren die Vorherrschaft der SG Dynamo Weißwasser und errang den insgesamt vierten Meistertitel. Das Trainergespann Ziesche/Nickel sollte ab 1976 gemeinsam bis 1989 insgesamt zwölf deutsche Meisterschaften feiern.
Nach der politischen Wende stand bis Februar 1991 weiterhin Hartmut Nickel – diesmal mit Lorenz Funk an seiner Seite – hinter der Bande. Diese wurden kurzzeitig von Gerhard Kießling abgelöst, welcher allerdings nach zwei Niederlagen in den Play-downs in die 2. Liga abstieg und daraufhin seinen Hut nehmen musste. Zur Saison 1991/92 wechselte Funk in das Management des damaligen EHC Dynamo Berlin und Nickel bekam erneut den Posten des Chef-Trainers. Im Zuge der Umstrukturierung innerhalb des Vereins und der neu geschaffenen deutschlandweiten Liga hatten die Hauptstädter mit einigen sportlichen Misserfolgen zu kämpfen, was sich ebenfalls in der Anzahl der eingesetzten Trainer widerspiegelte. So wurden beispielsweise zwischen der Spielzeit 1992/93 und 1995/96 zehn unterschiedliche Trainer eingesetzt, die allesamt nicht den erwünschten Erfolg an die Spree brachten. So legte Andy Murray sein Amt im Sommer 1993 nieder und kehrte in sein Heimatland Kanada zurück, sein Nachfolger Walter Köberle musste aufgrund gesundheitlicher Probleme wieder zurücktreten und nur das Gespann Jaroslav Walter/Klaus Schröder verhinderten mit einem 4:0-Sieg in den Play-downs gegen die Schwenninger Wild Wings den Abstieg. Auch der frühere Meistertrainer aus der DDR-Oberliga – Joachim Ziesche – belegte 1994/95 mit den Eisbären nur den 17. Rang und musste für Helmut Bauer nach der Saison seinen Platz räumen. Unrühmlichen Höhepunkt stellte jedoch der Kanadier Cliff Stewart dar, der für acht Stunden Trainer der Eisbären war, ehe er sich zu einer Rückkehr entschloss und den Verein wieder verließ. An seine Stelle trat als Nachfolger Bill Flynn, der nur den vorletzten Platz in der Spielzeit 1995/96 erreichte.

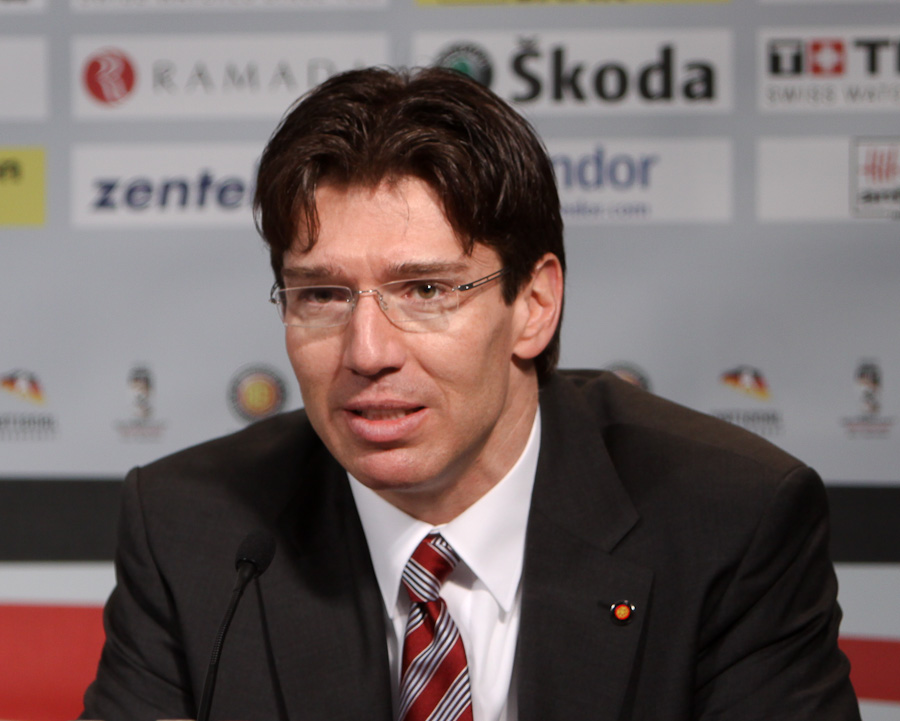
Uwe Krupp

Mit dem Bosman-Urteil kehrte der Erfolg nach Berlin zurück. Nachdem Andy Murray – der schon von Januar bis Juli 1993 die Mannschaft trainiert hatte – im Mai 1996 bei den Eisbären einen Vertrag unterschrieben hatte, nahm er ein Angebot des kanadischen Verbandes für die Nationalmannschaft an und kehrte in sein Heimatland zurück. Die Geschicke übernahm anschließend Ron Kennedy, der mit der neu formierten Mannschaft auf Anhieb ins Halbfinale gelang. Am 17. Dezember 1997 wurde er durch Peter John Lee ersetzt und die Eisbären schafften unter seiner Federführung zwei Mal den zweiten Platz beim IIHF Continental Cup (1997 und 1999) sowie die Vizemeisterschaft und den Einzug ins Halbfinale der Deutschen Eishockey Liga.
Nach einer enttäuschenden Vorrunde übernahm Kent Forsberg am 29. Januar 2000 die sportliche Leitung, überzeugte jedoch nach einem Platz 13 nach der Hauptrunde und Platz fünf in der Abstiegsrunde nicht und wurde von Glen Williamson für die Saison 2000/01 abgelöst. Nach 31 Niederlagen in 60 Spielen musste er im November 2000 sein Amt niederlegen und Uli Egen das Zepter überlassen. Dieser erreichte zwar das Playoff-Viertelfinale, wurde aber im Januar 2002 durch Pierre Pagé ersetzt, welcher die bisher größten Erfolge für die Eisbären erreichen sollte.
Als zweifacher Deutscher Meister im Jahr 2005 und 2006 gaben die Eisbären Berlin und Pagé in einer gemeinsamen Presseerklärungen vom 28. Februar 2007 bekannt, dass der Eishockeylehrer seine Tätigkeit zum Ende der Saison 2006/07 beenden wird. Als Nachfolger wurde Don Jackson präsentiert, der an die Erfolge Pagés anknüpfte und mit dem Verein 2008 Deutscher Meister und Pokalsieger sowie 2009, 2011, 2012 und 2013 Deutscher Meister wurde. Don Jackson verließ als fünfmaliger Meistertrainer im Juni 2013 den Verein. Die Nachfolge trat mit der Saison 2013/14 Jeff Tomlinson an. Im Dezember 2014 wurde der Vertrag mit Tomlinson aufgelöst und daraufhin Uwe Krupp als neuer Cheftrainer eingestellt. Nach dem Saisonende 2017/18 verließ Trainer Krupp Berlin auf eigenen Wunsch.

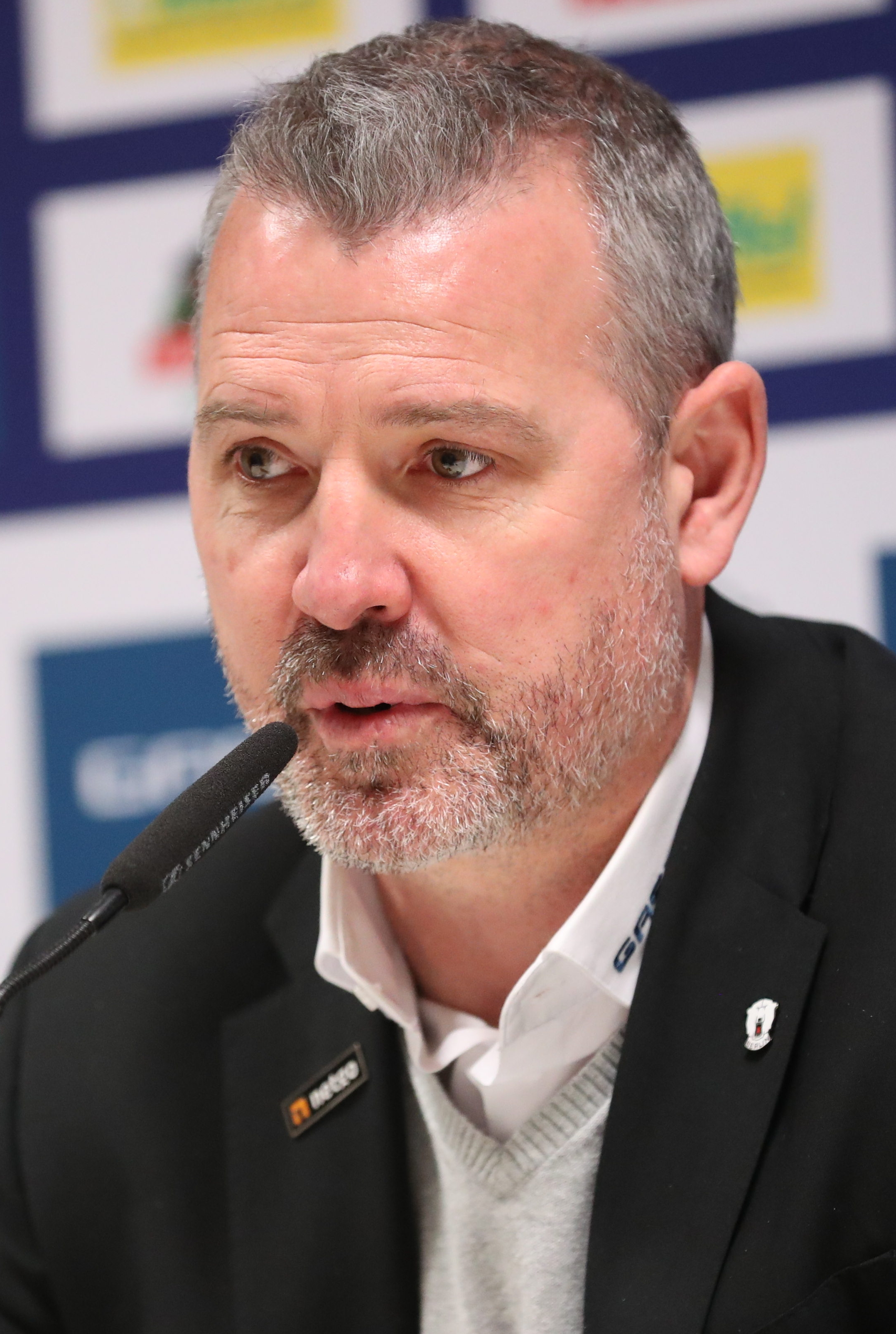
Serge Aubin (2022)

Im Mai 2018 übernahm der bisherige Co-Trainer Clément Jodoin die Aufgabe des Cheftrainers, nachdem Krupp zum HC Sparta Prag gewechselt war. Co-Trainer blieb Steffen Ziesche. Kurz vor Weihnachten 2018 trennten sich die Eisbären von Jodoin, zuvor hatte es unter seiner Leitung vier Heimniederlagen in Folge gegeben, die Mannschaft lag auf dem neunten Tabellenrang. Sportdirektor Richer betreute die Mannschaft fortan. Anfang Mai 2019 wurde Serge Aubin als neuer Cheftrainer eingestellt.

## Stammverein
| Platzierung der Nachwuchsmannschaften 2010/11 |              |          |              |
| Mannschaft                                    | Liga         | Vorrunde | Meisterrunde |
| Eisbären Juniors Berlin                       | DNL          | 3. Platz | Halbfinale   |
| Schüler                                       | BL Nord      | 2. Platz | 2. Platz     |
| Knaben                                        | LEV-Ost-Liga | 2. Platz | 3. Platz     |
| Kleinschüler                                  | LEV-Ost-Liga | 1. Platz | Meister      |

Der Stammverein Eisbären Juniors Berlin e. V. zeichnet verantwortlich für die Nachwuchsmannschaften des Clubs und bildet junge Spieler für den Einsatz in der Männermannschaft aus. Dabei stehen die Eisbären Juniors Berlin für den Amateur- und Nachwuchsbereich der Eisbären Berlin und gelten als wirtschaftlich eigenständig. Durch die enge Verknüpfung des Stammvereins mit der Profimannschaft werden hierbei Förderlizenzen vergeben.

### Nachwuchs
Im Nachwuchsbereich sind die Eisbären erfolgreich tätig und stellen in den Nachwuchsabteilungen mehrfach deutsche und regionale Meister. Der Verein besitzt Nachwuchsmannschaften in der Deutschen Nachwuchsliga (DNL) sowie den Nachwuchsbundesligen des Deutschen Eishockey-Bundes. Seit einigen Jahren wird verstärkt auf die Einbeziehung junger talentierter Spieler hingearbeitet. Dazu wurden Talente aus ganz Deutschland an die Organisation gebunden, um über das Oberliga-Team der Eisbären Juniors und Einsätze in der DEL Erfahrung im Seniorenbereich sammeln zu lassen. Durch diese verstärkte Arbeit und die bessere Verknüpfung zwischen Nachwuchs- und Seniorenbereich gelang es dem Verein, mehrere Spieler an die Nationalmannschaft heranzuführen.
Der so genannte Nachwuchsförderungsfond des Deutschen Eishockey-Bundes stellt einen Indikator für die Nachwuchsarbeit einer Eishockeymannschaft hinsichtlich Quantität und Qualität dar. Der DEB bewertet diese Arbeit und belohnt sie finanziell. Dabei waren die Eisbären nach der Auswertung der Ergebnisse der Saison 2007/08 mit 82.937,41 Euro bundesweit Spitzenreiter hinsichtlich der Zuschüsse und besaßen diesem Instrument zufolge die beste Nachwuchsarbeit. Im Bereich der Effektivität – entspricht dem Wechsel der Nachwuchsspieler in den Seniorenbereich – lag der Verein auf dem ersten Rang sowie im Kriterium „Bewertung nach Nachwuchsspieler-Länderspieleinsätzen“ auf dem zweiten Platz. Seit 2005 belegt der Verein mit Ausnahme des zweiten Platzes aus der Saison 2006/07 stets die vorderste Stelle in diesem Klassement.

## Spielstätten

### Wellblechpalast

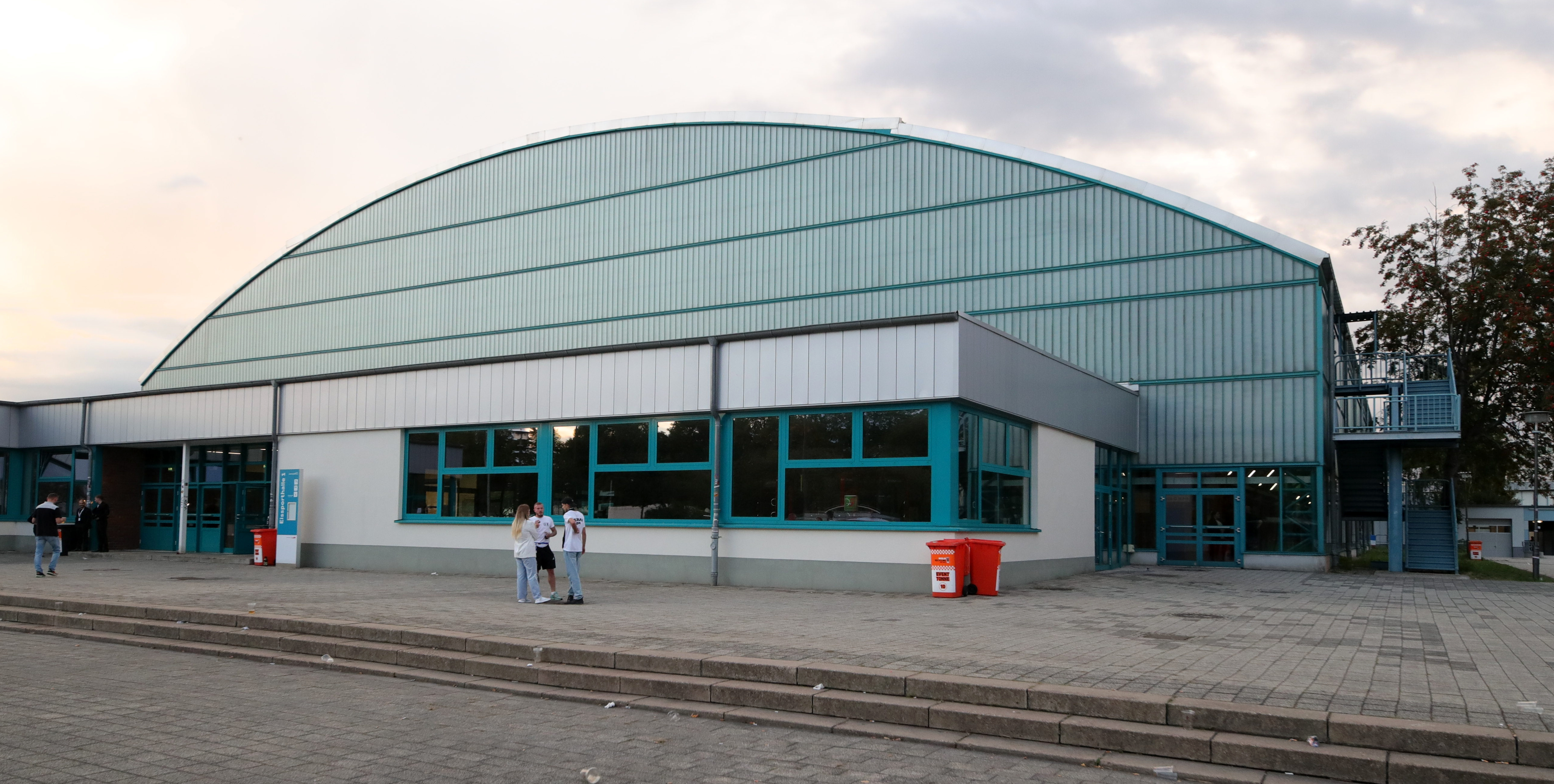
Wellblechpalast (2022)

Der Wellblechpalast, auch Welli genannt, ist seit dem 6. Oktober 2001 der offizielle Name der Halle 1 des Kunsteisstadions im Sportforum Hohenschönhausen, in der die Eisbären bis zum Ende der Saison 2007/08 spielten. In dem 1963 fertiggestellten Stadion – welches insgesamt 4.695 Zuschauern, davon 1.600 Sitzplätze, Platz bietet – wurden zahlreiche Erfolge wie drei deutsche Meisterschaften gefeiert. Die Eishockeymannschaften des SC Dynamo Berlin und später der Eisbären Berlin veranstalteten im Wellblechpalast verschiedene Turniere mit internationaler Beteiligung. Darüber hinaus fand hier vom 9. bis zum 16. April 1995 die IIHF-U18-Europameisterschaft statt, bei der das deutsche Team überraschend Vizeeuropameister wurde. Der Wellblechpalast fungiert weiterhin als Trainingsstätte der Profimannschaft sowie als Spielstätte der Eisbären Juniors Berlin. In der letzten im „Welli“ verbrachten Saison wurden bei den 36 Heimspielen der Eisbären insgesamt 168.680 Karten verkauft, was einem Zuschauerschnitt von 4.686 entsprach.

### Mercedes-Benz Arena / Uber Arena

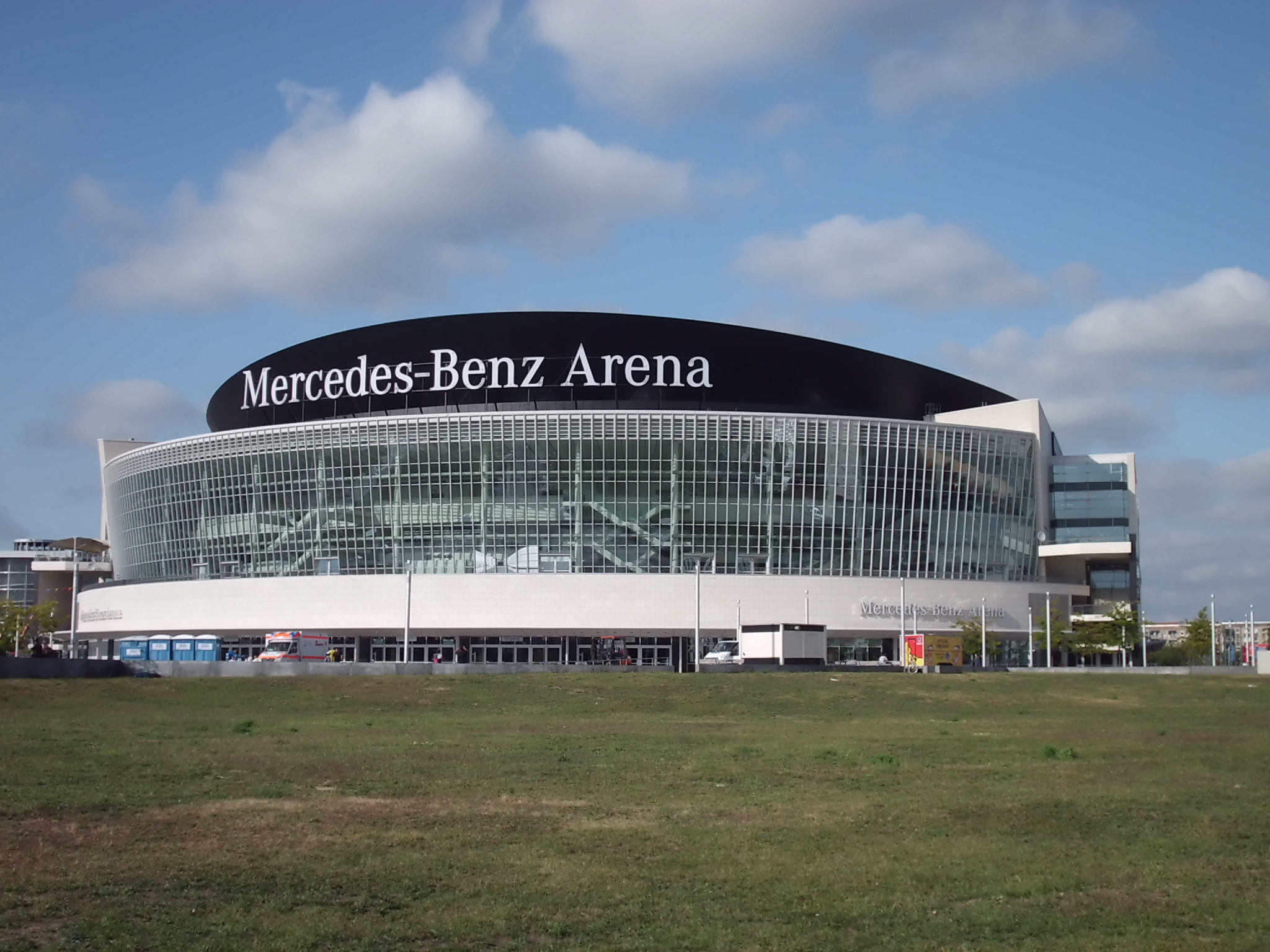
Die Mercedes-Benz Arena, Heimspielstätte der Eisbären

Nach Fertigstellung der Multifunktionshalle am Berliner Ostbahnhof werden die Heimspiele der Eisbären seit der Saison 2008/09 dort ausgetragen. Mit 14.200 Zuschauern ist sie nach der Kölner Lanxess Arena das zweitgrößte Eishockeystadion Deutschlands. Als Premieren-Torschütze schrieb sich Deron Quint im Auftaktspiel gegen die Augsburger Panther ein.
2019 hatten die Eisbären einen Zuschauerschnitt von 12.026 Zuschauern pro Partie (Auslastung 84,69 %), waren damit das Team mit dem höchsten Zuschauerschnitt der DEL und lagen europaweit auf Rang drei hinter dem SKA Sankt Petersburg (13.016 Zuschauer pro Partie) und dem SC Bern (16.290 Zuschauer pro Partie).
| Zuschauerstatistik in der Mercedes-Benz Arena |             |                            |                          |
| Saison                                        | Heimspiele  | Zuschauer                  | Zuschauer pro Spiel      |
| 2008/09                                       | 32 (26 / 6) | 441.900 (357.400 / 84.500) | 13.809 (13.746 / 14.083) |
| 2009/10                                       | 31 (28 / 3) | 435.900 (393.700 / 42.200) | 14.061 (14.060 / 14.066) |
| 2010/11                                       | 31 (26 / 5) | 433.200 (362.600 / 70.600) | 13.974 (13.946 / 14.120) |
| 2011/12                                       | 33 (26 / 7) | 465.000 (365.900 / 99.100) | 14.091 (14.073 / 14.157) |

(Angegeben ist die Gesamtauslastung der ganzen Saison. In Klammern sind die Hauptrunde/Playoffs separat aufgeführt.)

## Mannschaft

### Kader der Saison 2024/25
Den Mannschaften in der höchsten deutschen Spielklasse stehen zwölf Ausländerlizenzen zur Verfügung. Jeder Spieler ohne deutsche Staatsangehörigkeit besetzt eine dieser Lizenzen, von denen pro Pflichtspiel zehn eingesetzt werden dürfen. Darüber hinaus können vom Verein Förderlizenzen für Spieler unter 25 Jahren vergeben werden, damit diese beim Farmteam, den Lausitzer Füchsen, Spielerfahrung sammeln können.
Stand: 30. Juli 2025
| Nr. | Nat.                   | Spieler             | Pos. | Geburtsdatum       | im Team seit | Geburtsort                          |
| --- | ---------------------- | ------------------- | ---- | ------------------ | ------------ | ----------------------------------- |
| 30  | Vereinigte Staaten     | Jake Hildebrand     | G    | 19. Juni 1993      | 2023         | Butler, Pennsylvania, USA           |
| 73  | Deutschland            | Lennart Neiße       | G    | 14. September 2006 | 2025         | Berlin, Deutschland                 |
| 1   | Deutschland            | Jonas Stettmer      | G    | 9. Oktober 2001    | 2023         | Straubing, Deutschland              |
| 40  | Deutschland            | Korbinian Geibel    | D    | 8. Juli 2002       | 2020         | Starnberg, Deutschland              |
| 83  | Deutschland            | Moritz Kretzschmar  | D    | 19. Juli 2006      | 2020         | Berlin, Deutschland                 |
| 12  | Deutschland            | Eric Mik            | D    | 28. Februar 2000   | 2018         | Berlin, Deutschland                 |
| 18  | Deutschland            | Jonas Müller        | D    | 19. November 1995  | 2013         | Berlin, Deutschland                 |
| 56  | Finnland               | Markus Niemeläinen  | D    | 8. Juni 1998       | 2024         | Kuopio, Finnland                    |
| 8   | Deutschland            | Marco Nowak         | D    | 23. Juli 1990      | 2022         | Dresden, DDR                        |
| 75  | Deutschland            | Norwin Panocha      | D    | 24. Februar 2005   | 2025         | Bayreuth, Deutschland               |
| 5   | Vereinigte Staaten     | Mitch Reinke        | D    | 24. Februar 1996   | 2024         | Stillwater, Minnesota, USA          |
| 4   | Kanada                 | Adam Smith          | D    | 6. November 1996   | 2025         | Sharon, Ontario, Kanada             |
| 6   | Deutschland            | Kai Wissmann – C    | D    | 22. Oktober 1996   | 2023         | Villingen-Schwenningen, Deutschland |
| 10  | Deutschland            | Lean Bergmann       | LW   | 4. Oktober 1998    | 2023         | Hemer, Deutschland                  |
| 23  | Kanada                 | Blaine Byron        | C    | 21. Februar 1995   | 2023         | Manotick, Ontario, Kanada           |
| 43  | Deutschland            | Andreas Eder        | RW   | 20. März 1996      | 2025         | Tegernsee, Deutschland              |
| 77  | Deutschland            | Eric Hördler        | F    | 10. August 2004    | 2022         | Berlin, Deutschland                 |
| 94  | Vereinigtes Konigreich | Liam Kirk           | LW   | 3. Januar 2000     | 2024         | Maltby, England, Großbritannien     |
| 33  |                        | Matěj Leden         | F    | 3. Juli 2004       | 2024         | Ústí nad Labem, Tschechien          |
| 92  | Deutschland            | Marcel Noebels      | LW   | 14. März 1992      | 2014         | Tönisvorst, Deutschland             |
| 93  | Deutschland            | Leonhard Pföderl    | W    | 1. September 1993  | 2019         | Bad Tölz, Deutschland               |
| 9   |                        | Ty Ronning          | RW   | 20. Oktober 1997   | 2023         | Burnaby, British Columbia, Kanada   |
| 71  | Deutschland            | Maxim Schäfer       | F    | 17. Mai 2007       | 2022         | Nürnberg, Deutschland               |
| 95  | Deutschland            | Frederik Tiffels    | LW   | 20. Mai 1995       | 2023         | Köln, Deutschland                   |
| 38  | Kanada                 | Yannick Veilleux    | LW   | 22. Februar 1993   | 2021         | Saint-Hippolyte, Québec, Kanada     |
| 37  | Norwegen Deutschland   | Markus Vikingstad   | F    | 27. Oktober 1999   | 2025         | Karlstad, Schweden                  |
| 21  | Deutschland            | Manuel Wiederer – A | C    | 21. November 1996  | 2021         | Deggendorf, Deutschland             |

### Trainerstab
| Tätigkeit               | Nat.        | Name             | Geburtsdatum     | Im Team seit | Geburtsort                    |
| ----------------------- | ----------- | ---------------- | ---------------- | ------------ | ----------------------------- |
| Trainer                 | Kanada      | Serge Aubin      | 15. Februar 1975 | 2019         | Val-d’Or, Québec, Kanada      |
| Assistent / Development | Deutschland | André Rankel     | 27. August 1985  | 2023         | West-Berlin                   |
| Assistent               | Kanada      | Rob Collins      | 15. März 1978    | 2024         | Peterborough, Ontario, Kanada |
| Torwarttrainer          | Deutschland | Sebastian Elwing | 5. März 1980     | 2015         | Ost-Berlin                    |
| Sportmanager            | Kanada      | Stéphane Richer  | 23. April 1966   | 2017         | Hull, Québec, Kanada          |

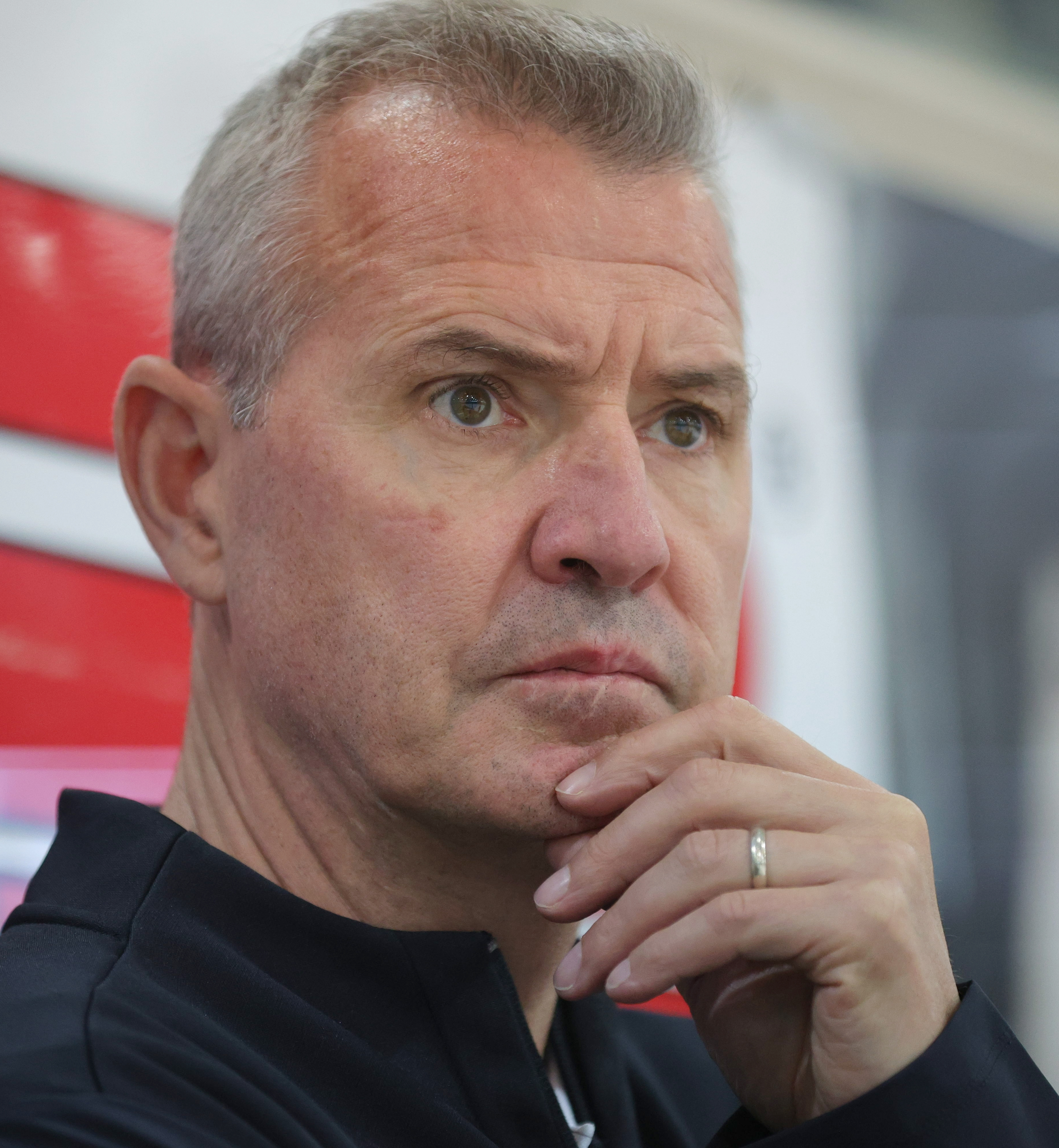
Serge Aubin
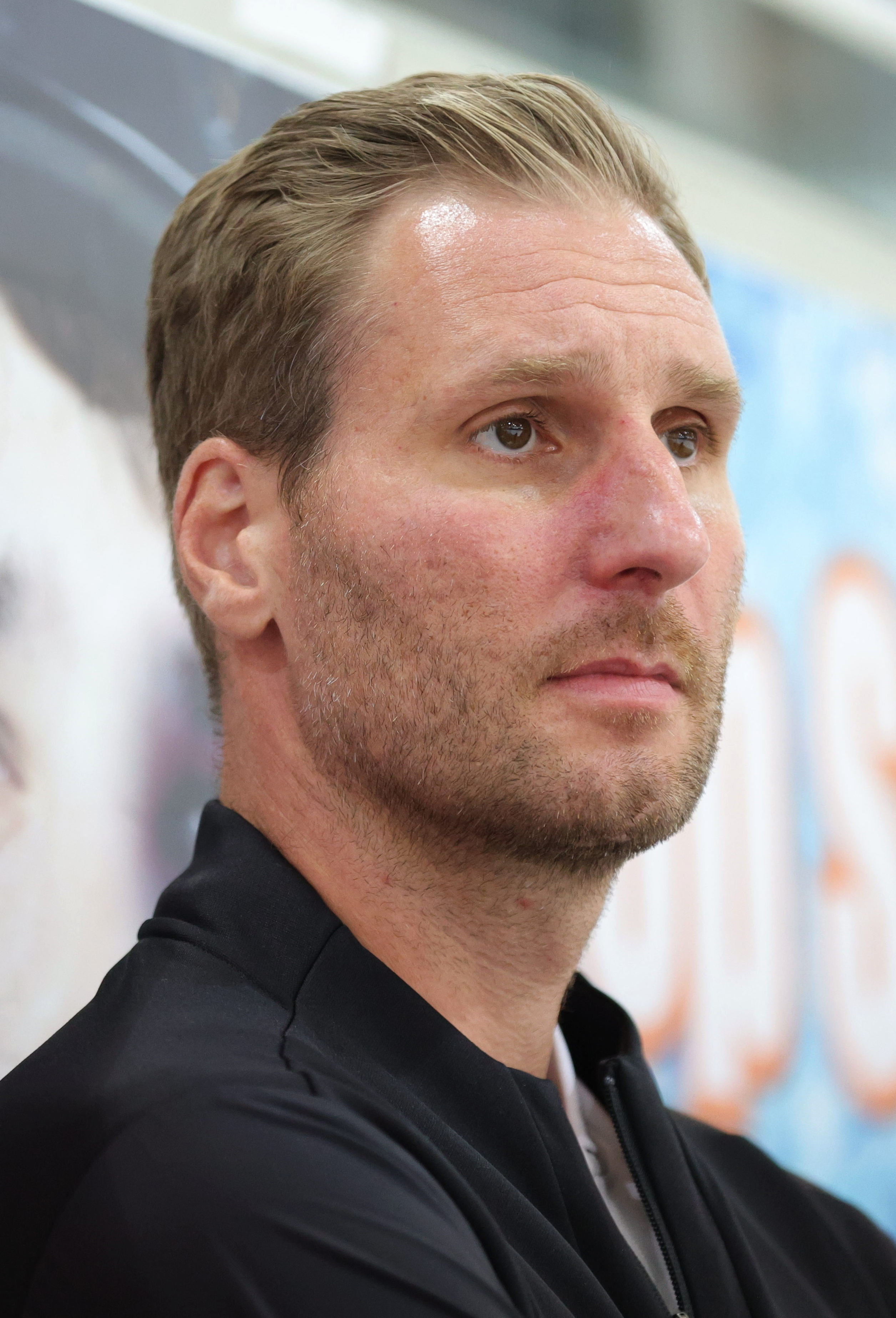
André Rankel
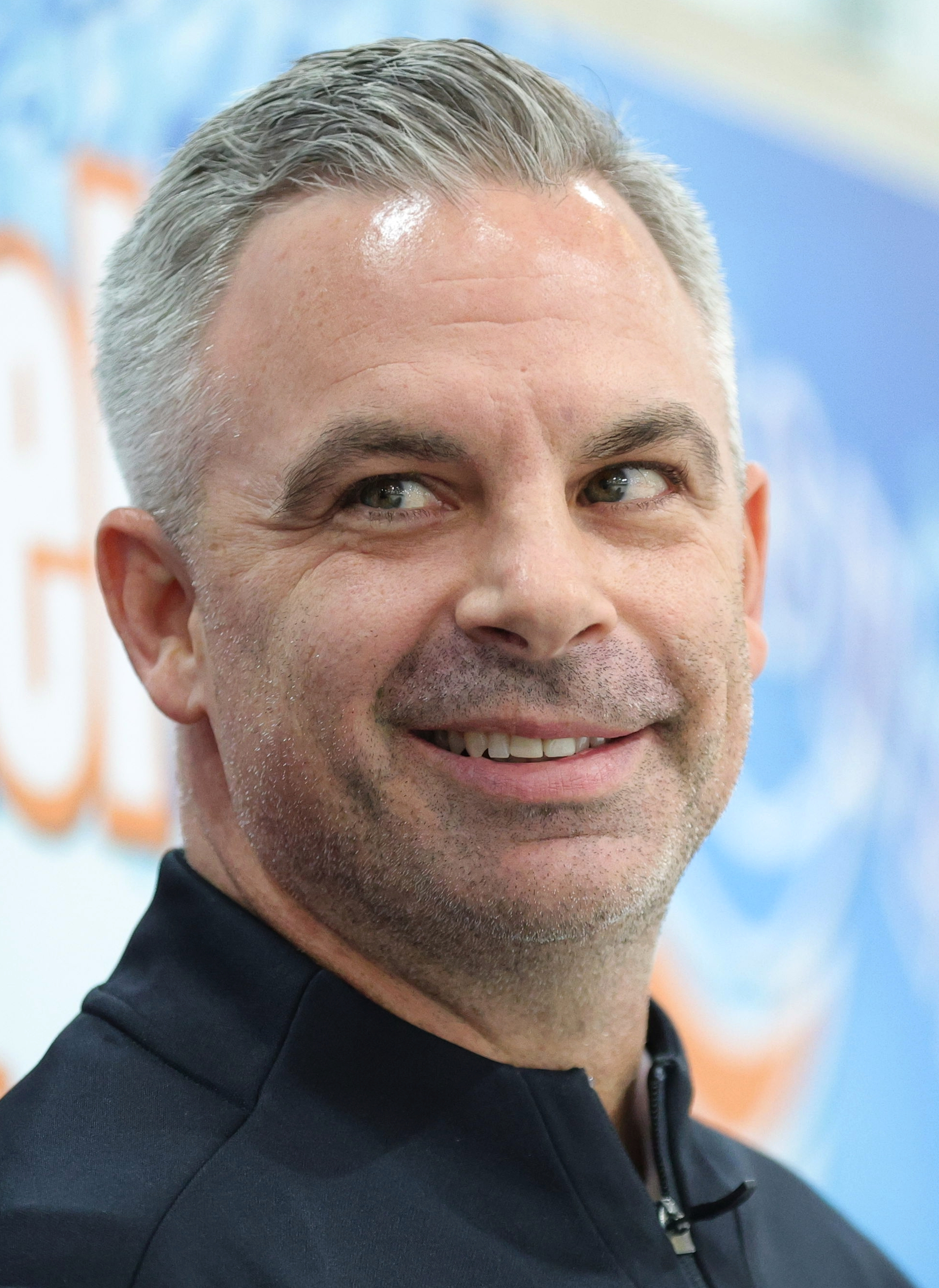
Rob Collins
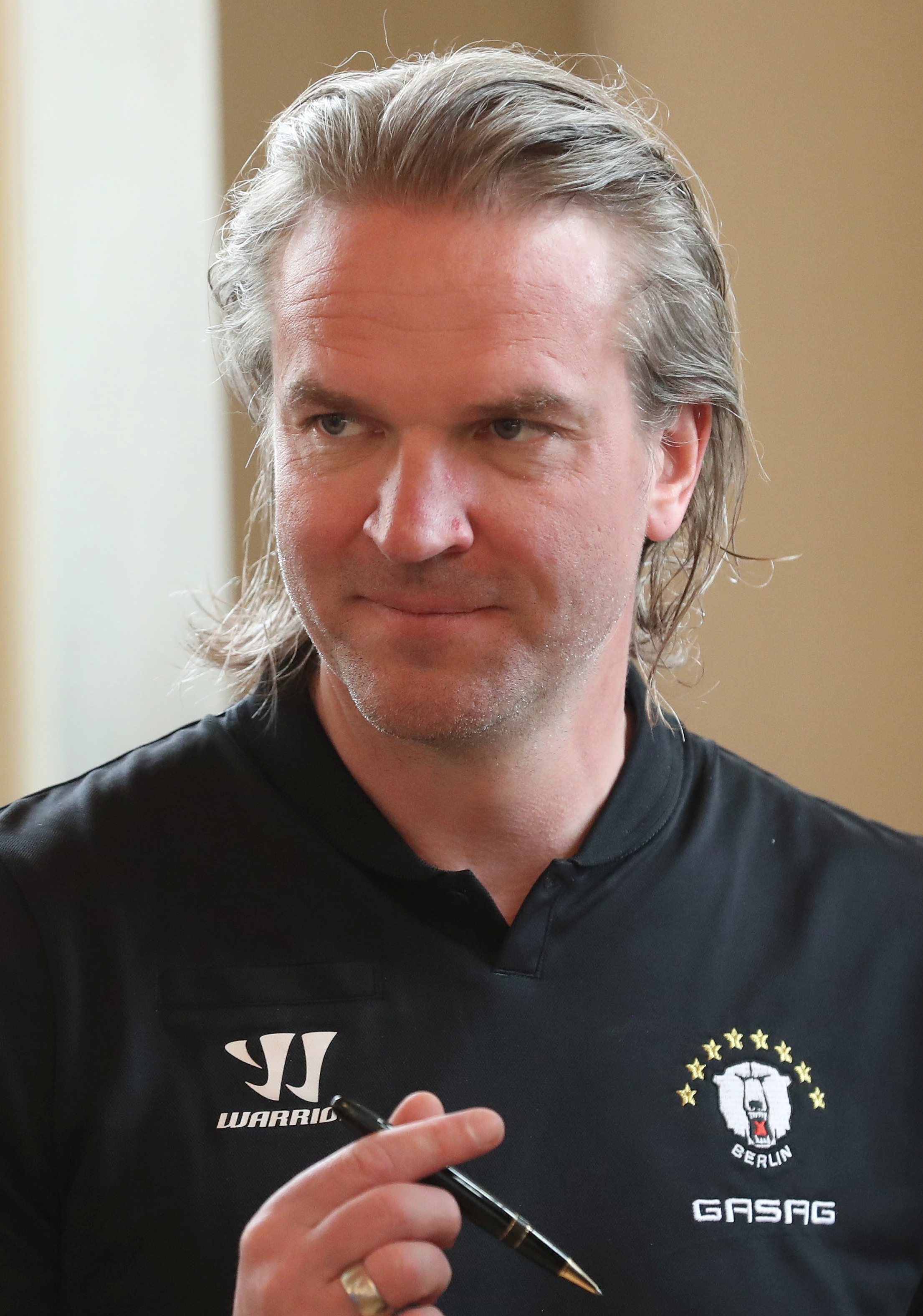
Sebastian Elwing
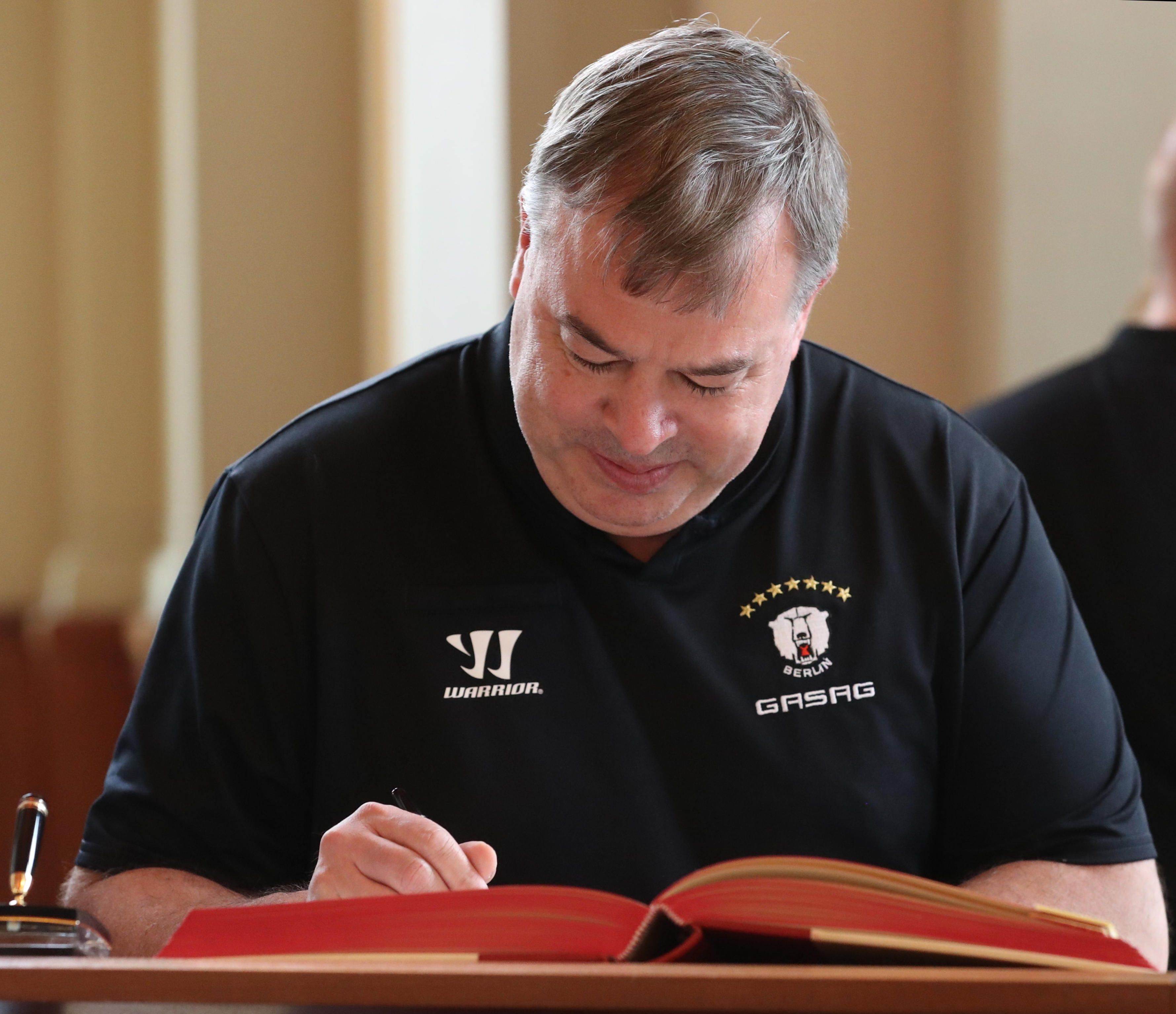
Stéphane Richer

### Trikots und Ausrüstung
| Heimtrikot                                   | Auswärtstrikot                                       |
| -------------------------------------------- | ---------------------------------------------------- |
| Heimtrikot von vorne · Heimtrikot von hinten | Auswärtstrikot von vorne · Auswärtstrikot von hinten |

Die Eisbären spielen traditionell in den Farben blau, weiß und rot. Im Brustbereich ziert das Logo – ein Eisbär – die Trikots.
Wie alle anderen Mannschaften werden zu den Spielen zwei unterschiedliche Trikotdesigns verwendet. Nach dem Vorbild der National Hockey League kommen hierbei die dunkleren zu Heim- und die helleren Trikots zu Auswärtsspielen zum Einsatz. Im Falle der Eisbären ist das bei Heimspielen ein Dunkelblau als Grundfarbe, welches sich auch in den Vereinsfarben wiederfindet. Zu den Auswärtsspielen tritt die Mannschaft in der helleren – vorwiegend weiß gehaltenen – Sportkleidung an. Die Unterarme und Seiten sind jeweils orange respektive dunkelblau abgesetzt sowie die Brust-, Lenden- und Schulterpartien mit den Sponsoren bestückt.
Als Ausweichtrikot ist ein als Grundfarbe orange konzipiertes Trikot verfügbar.
Darüber hinaus wird zur Erwärmung ein eigenes Dress verwendet, welches vorwiegend in weiß gehalten ist und sich nicht am vorhandenen Layout orientiert. Die Hosen der Spieler sind traditionell dunkelblau, sowohl bei Heim- als auch Auswärtsspielen. Die Stutzen sind in der Grundfarbe des jeweilig getragenen Trikots gehalten.

## Bedeutende frühere Mannschaften

### European Hockey League 1998/99
Mit dem dritten Platz im europäischen Wettbewerb erreichten die Eisbären den bisher größten Erfolg in der jüngeren Vereinsgeschichte. Dabei wurde in der Gruppenphase der erste Rang erreicht und nach der Halbfinalniederlage gegen den russischen Vertreter HK Metallurg Magnitogorsk gewannen die Spreestädter das „kleine Finale“ 4:1 gegen Ilves Tampere. Mit Marc Fortier hatte die Mannschaft außerdem den zweitbesten Scorer der Zwischen- und Finalrunde in ihren Reihen.
| Position      | Name |
| Tor:          | Mario Brunetta, Udo Döhler, Jason Muzzatti |
| Verteidigung: | Greg Andrusak, Chad Biafore, Leif Carlsson, Rob Cowie, Darren Durdle, Rob Leask, Derek Mayer, Thomas Rhodin |
| Sturm:        | Andreas Brockmann, Mike Bullard, Mario Chitaroni, Yvon Corriveau, Sven Felski, Marc Fortier, Florian Funk, Lorenz Funk, Chris Govedaris, Niklas Hede, Andrew McKim, Thomas Steen, Pelle Svensson, Mikael Wahlberg |
| Trainer:      | Peter John Lee (Cheftrainer) |

### Deutscher Meister 2004/05
Die deutsche Meisterschaft 2004/05 war der erste gesamtdeutsche Meistertitel für die Eisbären. Zum Ende der Spielzeit setzten sie sich im Playoff-Finale gegen die Adler Mannheim durch. Top-Scorer in dieser Spielzeit war Steve Walker mit 46 Punkten.

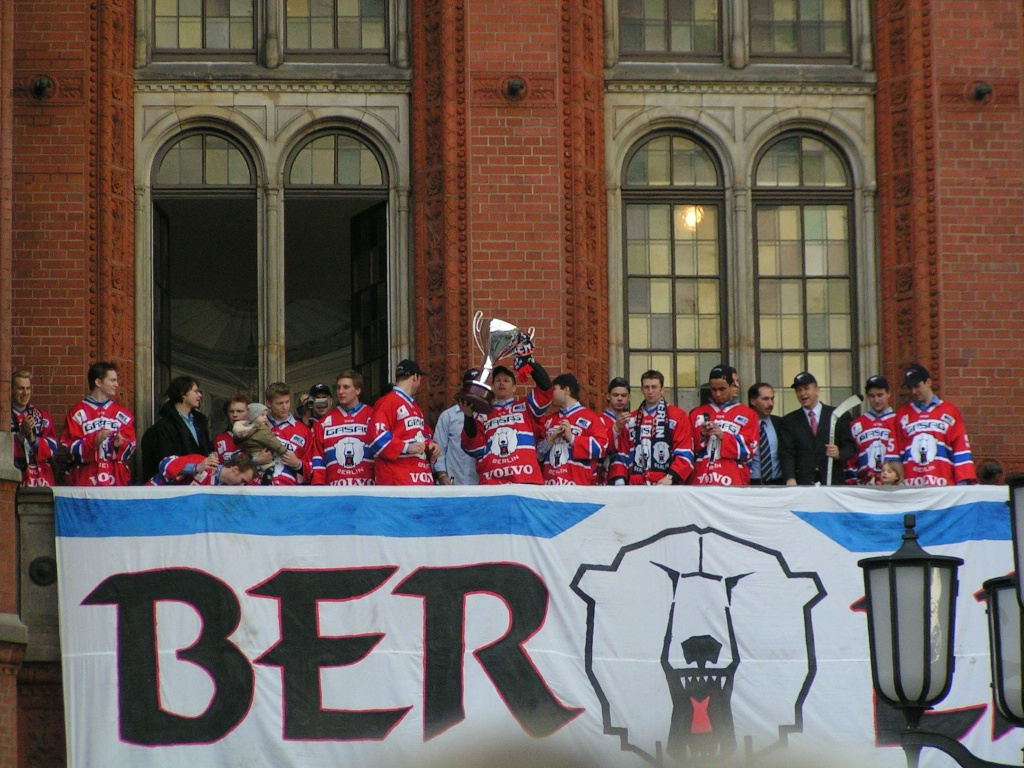
Meisterschaftsfeier 2005

| Position      | Name |
| Tor:          | Oliver Jonas, Olaf Kölzig, Youri Ziffzer |
| Verteidigung: | Jens Baxmann, Nathan Dempsey, Derek Dinger, Tobias Draxinger, Micki DuPont, Shawn Heins, Frank Hördler, Rob Leask, Norman Martens, Ricard Persson, Derrick Walser                                                                    |
| Sturm:        | Alexander Barta, Mark Beaufait, Florian Busch, Erik Cole, Kelly Fairchild, Sven Felski, Christoph Gawlik, Florian Keller, Richard Mueller, Denis Pederson, André Rankel, Rob Shearer, Marcus Sommerfeld, Stefan Ustorf, Steve Walker |
| Trainer:      | Pierre Pagé (Cheftrainer), Hartmut Nickel (Co-Trainer) |

### Deutscher Meister 2005/06
Nach dem Vorjahressieg und nur einer Niederlage in den Playoffs verteidigten die Hohenschönhausener den Meistertitel in der Saison 2005/06. Die Vorrunde wurde auf dem ersten Platz abgeschlossen und Torhüter Tomáš Pöpperle wurde als bester Goalie der Vorrunde ausgezeichnet. Als MVP der Playoffs wurde Verteidiger Derrick Walser geehrt, der mit vier Toren die Finalserie gegen die DEG Metro Stars maßgeblich entschied.

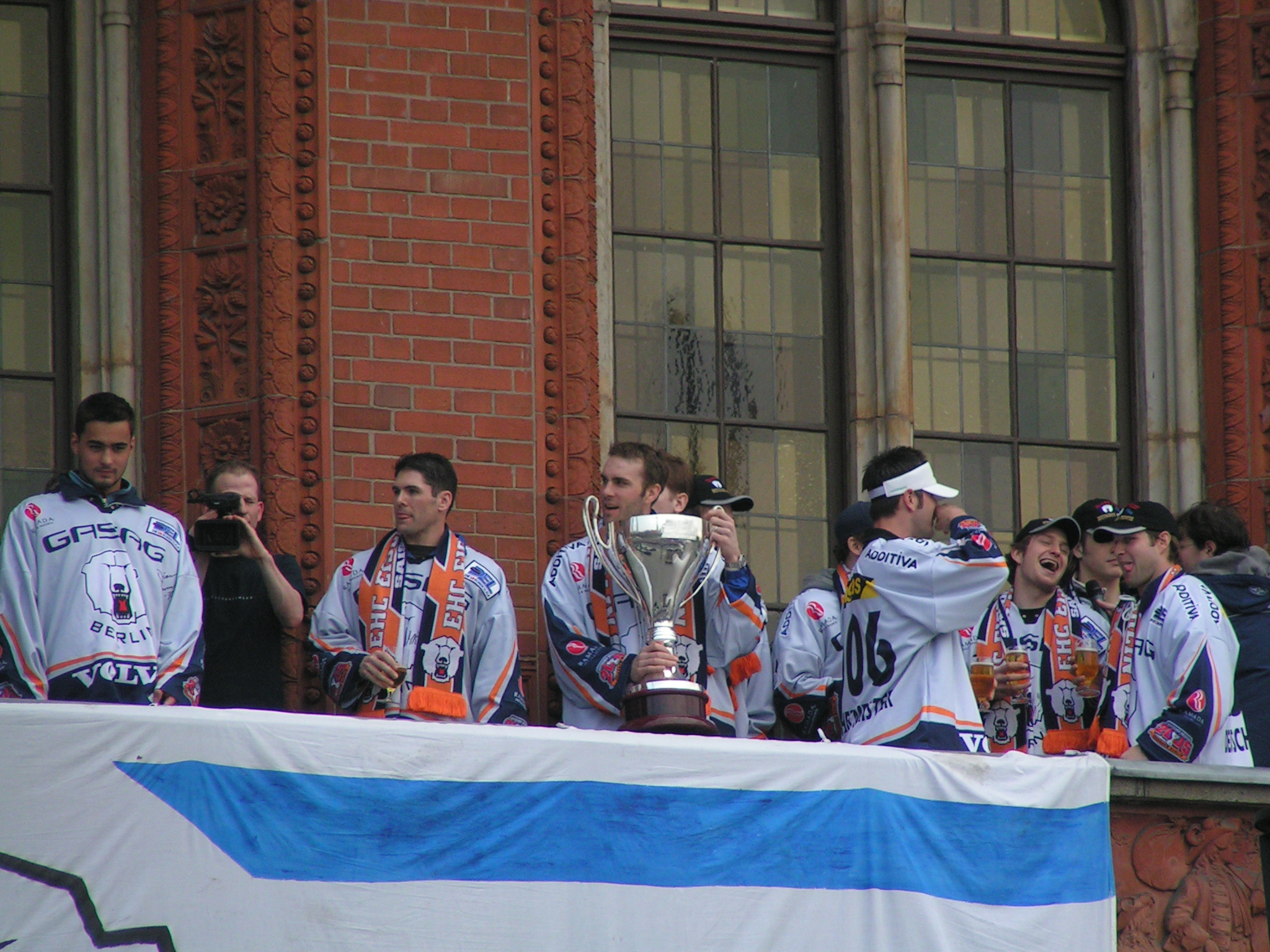
Feier der deutschen Meisterschaft 2006

| Position      | Name |
| Tor:          | Daniar Dshunussow, Tomáš Pöpperle, Youri Ziffzer |
| Verteidigung: | Jens Baxmann, Drake Berehowsky, Tobias Draxinger, Micki DuPont, Frank Hördler, Rob Leask, Norman Martens, Deron Quint, Derrick Walser |
| Sturm:        | Mark Beaufait, Constantin Braun, Florian Busch, Kelly Fairchild, Sven Felski, Sean Fischer, Christoph Gawlik, Patrick Jarrett, Jonathan Lehun, Richard Mueller, Marcel Müller, Denis Pederson, André Rankel, Stefan Ustorf, Steve Walker, Alexander Weiß |
| Trainer:      | Pierre Pagé (Cheftrainer), Hartmut Nickel (Co-Trainer) |

### Deutscher Meister und Pokalsieger 2007/08
Mit den meisten Siegen in einer Saison gelang den Eisbären 2008 die insgesamt dritte Meisterschaft in der DEL. Maßgeblichen Anteil an diesem Erfolg hatte der punktbeste Verteidiger Deron Quint, dem in 56 Spielen 51 Scorerpunkte gelangen. Als wertvollster Spieler der Playoff-Serie wurde Steve Walker ausgezeichnet. Darüber hinaus wurde das „Double“ mit dem Gewinn des deutschen Eishockey-Pokals geschafft.

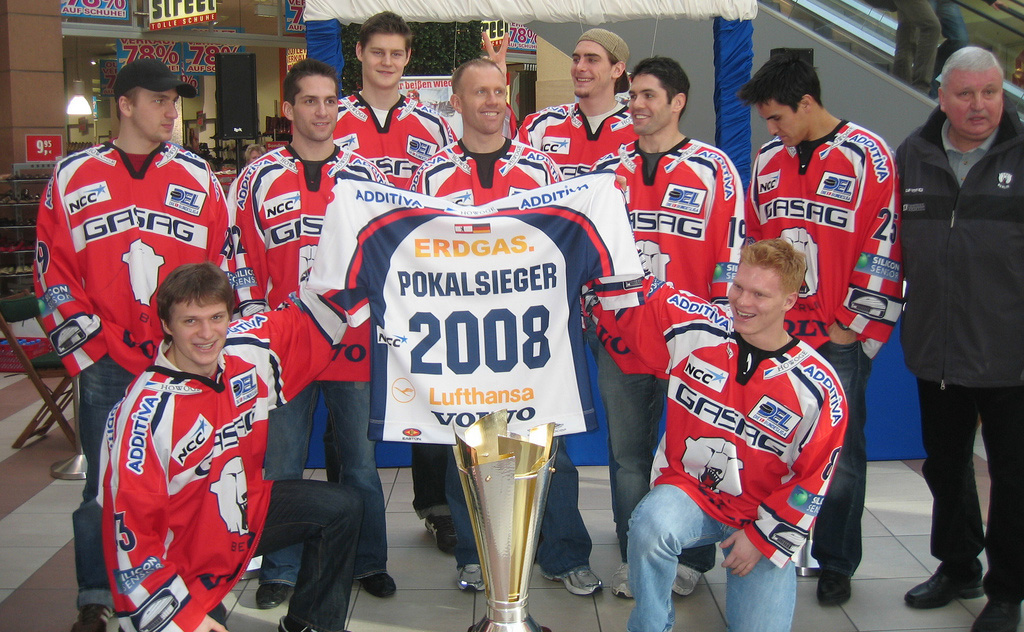
Nach dem Gewinn des deutschen Eishockey-Pokals 2008

| Position      | Name |
| Tor:          | Rob Zepp, Youri Ziffzer |
| Verteidigung: | Jens Baxmann, Tobias Draxinger, Frank Hördler, René Kramer, Deron Quint, Andy Roach, Brandon Smith |
| Sturm:        | Mark Beaufait, Constantin Braun, Florian Busch, Sven Felski, Marius Garten, Christoph Gawlik, Richard Mueller, Tyson Mulock, Elia Ostwald, Denis Pederson, André Rankel, Nathan Robinson, Stefan Ustorf, Steve Walker, Alexander Weiß, Daniel Weiß |
| Trainer:      | Don Jackson (Cheftrainer), Hartmut Nickel (Co-Trainer), Jeff Tomlinson (Co-Trainer) |

### Deutscher Meister 2008/09
Nachdem die Vorrunde mit der zweitbesten Bilanz der Eisbären-Geschichte auf dem ersten Platz abgeschlossen worden war, wurde am 15. April 2009 die vierte Meisterschaft in der Saison 2008/09 nach 3:1 Siegen gegen die DEG Metro Stars gefeiert. Damit ist der Hauptstadtclub mit vier Meisterschaften in den letzten fünf Jahren das erfolgreichste Team der jüngeren DEL-Geschichte. Darüber hinaus war das Team in der Spielzeit die effizienteste Powerplay-Mannschaft der Liga und mit Deron Quint stand abermals der punktbeste Verteidiger in den eigenen Reihen.

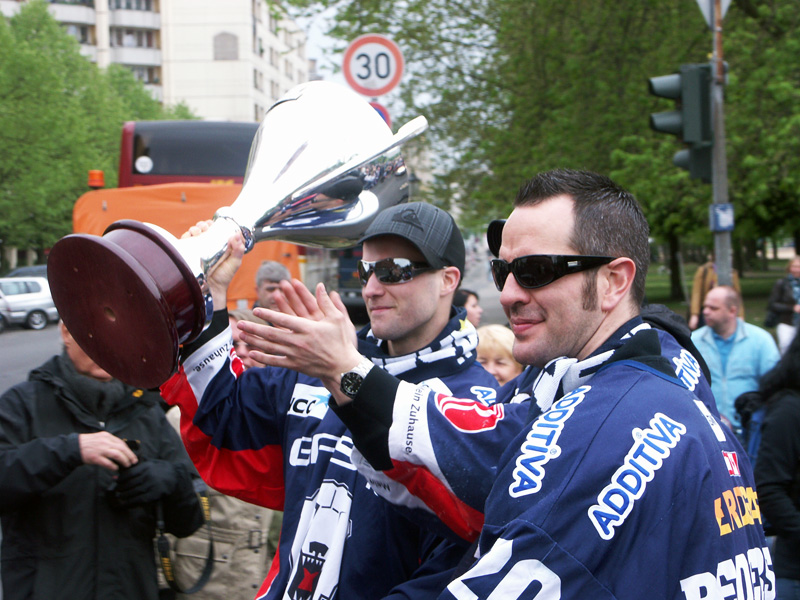
Denis Pederson (vorn) und Richie Regehr mit dem Meisterpokal 2009

| Position      | Name |
| Tor:          | Markus Keller, Rob Zepp, Youri Ziffzer |
| Verteidigung: | Jens Baxmann, Dominik Bielke, Frank Hördler, René Kramer, Deron Quint, Andy Roach, Richie Regehr, Brandon Smith |
| Sturm:        | Constantin Braun, Mark Beaufait, Florian Busch, Sven Felski (A), Norman Martens, Matt McIlvane, Tyson Mulock, Denis Pederson, André Rankel, Patrick Pohl, Alexander Oblinger, Nathan Robinson, Christian Swärd, Stefan Ustorf (A), Steve Walker (C), Alexander Weiß, Daniel Weiß |
| Trainer:      | Don Jackson (Cheftrainer), Hartmut Nickel (Co-Trainer), Jeff Tomlinson (Co-Trainer) |

### Deutscher Meister 2010/11

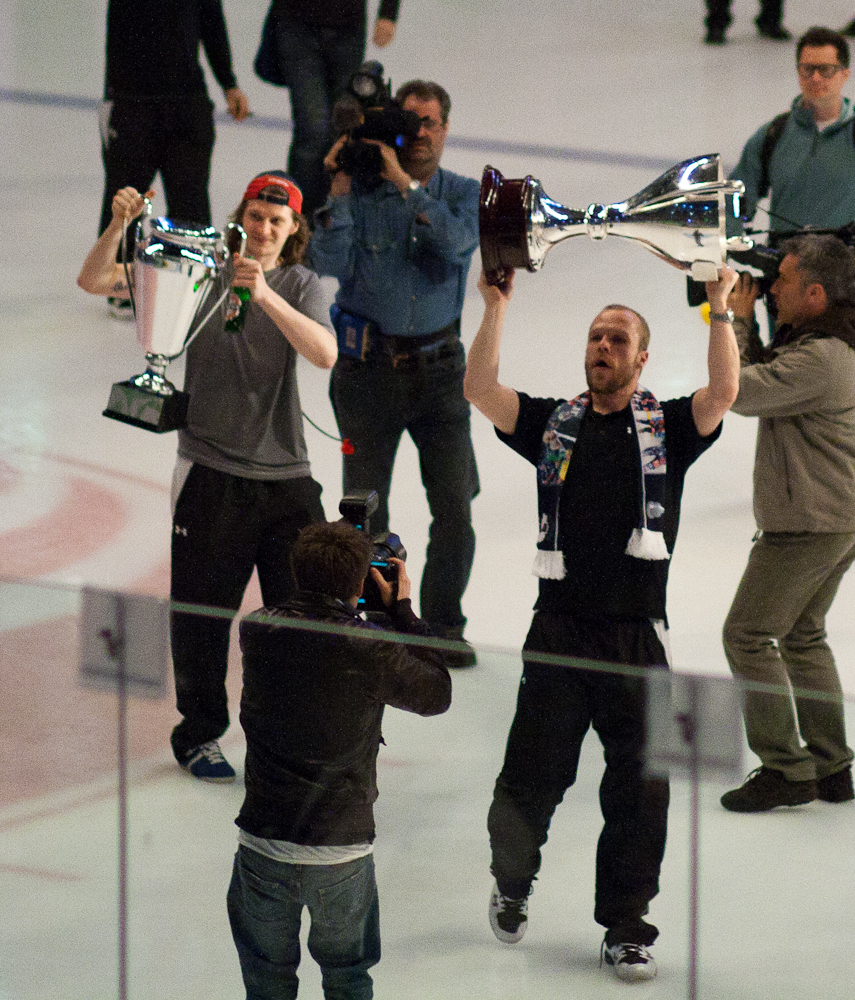
Stefan Ustorf präsentiert den Meisterpokal 2011, dahinter Alexander Weiß mit der European Trophy

Die Vorrunde schlossen die Eisbären auf dem dritten Rang ab. Im Finale der anschließenden Playoff-Runde wurden die Grizzly Adams Wolfsburg mit einem Sweep geschlagen: Der dritte und entscheidende Sieg im Best-of-Five-Modus gelang am 19. April mit einem 5:4-Erfolg. Den entscheidenden Treffer erzielte Constantin Braun. Exakt am gleichen Tag vor sechs Jahren hatten die Berliner ihren ersten gesamtdeutschen Meistertitel errungen. Stefan Ustorf, André Rankel sowie T.J. Mulock zeichneten sich als beste Scorer der Playoffs aus.
| Position      | Name |
| Tor:          | Kevin Nastiuk, Rob Zepp |
| Verteidigung: | Jens Baxmann, Dominik Bielke, Constantin Braun, Frank Hördler, Richie Regehr, Jim Sharrow, Derrick Walser |
| Sturm:        | Laurin Braun, Florian Busch, Mads Christensen, Chris Hahn, Sven Felski (A), Jeff Friesen, Tyson Mulock, T.J. Mulock, Denis Pederson, André Rankel (A), Stefan Ustorf (C), Steve Walker, Alexander Weiß, Daniel Weiß |
| Trainer:      | Don Jackson (Cheftrainer), Hartmut Nickel (Co-Trainer), Vince Malette (Co-Trainer) |

### Deutscher Meister 2011/12

Die Eisbären feiern ihre sechste Meisterschaft in der heimischen O_{2} World Berlin

Die Vorrunde schlossen die Eisbären auf dem ersten Rang ab. In der anschließenden Playoff-Runde wurden die Kölner Haie mit einem Sweep geschlagen und mit 3:1 Siegen in der Best-of-Five-Serie gegen die Straubing Tigers der Finaleinzug perfekt gemacht. Dort standen sich die bisherigen Rekordmeister der DEL mit jeweils fünf Titelgewinnen gegenüber. In einer Serie, die über die volle Distanz von fünf Spielen ging, wurden die Adler Mannheim schließlich im entscheidenden Spiel mit 3:1 besiegt und die Eisbären erreichten ihre sechste DEL-Meisterschaft. Barry Tallackson wurde als MVP der Playoffs ausgezeichnet.
| Position      | Name |
| Tor:          | Kevin Nastiuk, Rob Zepp |
| Verteidigung: | Nicholas Angell, Jens Baxmann, Dominik Bielke, Constantin Braun, Frank Hördler, Richie Regehr, Jim Sharrow, Thomas Supis |
| Sturm:        | Laurin Braun, Florian Busch, Mads Christensen, Sven Felski (A), Tyson Mulock, T.J. Mulock, Darin Olver, Denis Pederson, André Rankel (A), Vincent Schlenker, Jonathan Sim, Julian Talbot, Barry Tallackson, Stefan Ustorf (C), Daniel Weiß |
| Trainer:      | Don Jackson (Cheftrainer), Hartmut Nickel (Co-Trainer), Vince Malette (Co-Trainer) |

### Deutscher Meister 2012/13
Die Vorrunde schlossen die Eisbären auf dem vierten Rang ab. In der anschließenden Playoff-Runde wurden die Hamburg Freezers mit einem 4:2 geschlagen und mit einem Sweep in der Best-of-Five-Serie gegen die Krefeld Pinguine der Finaleinzug perfekt gemacht. Dort wurden die Kölner Haie mit 3:1 besiegt und die Eisbären erreichten ihre siebte DEL-Meisterschaft. Mit Constantin Braun wurde ein Spieler der Eisbären zum MVP der Playoffs ernannt.
| Position      | Name |
| Tor:          | Sebastian Elwing, Rob Zepp |
| Verteidigung: | Jens Baxmann, Dominik Bielke, Constantin Braun, Ryan Caldwell, Henry Haase, Frank Hördler, Mark Katic, Jimmy Sharrow, Thomas Supis                                                                                      |
| Sturm:        | Jamie Arniel, Laurin Braun, Florian Busch, Mads Christensen, Matt Foy, Corey Locke, T.J. Mulock, Tyson Mulock, Darin Olver, André Rankel, Vincent Schlenker, Julian Talbot, Barry Tallackson, Daniel Weiß, Sven Ziegler |
| Trainer:      | Don Jackson (Cheftrainer), Hartmut Nickel (Co-Trainer), Vince Malette (Co-Trainer) |

### Deutscher Meister 2020/21
Die Saison wurde aufgrund der COVID-19-Pandemie verkürzt ausgetragen und begann erst am 17. Dezember. Die Eisbären gewannen die Hauptrundengruppe Nord und sicherten sich somit das Heimrecht für die Playoffs. In diesen wurden nacheinander die Iserlohn Roosters, der ERC Ingolstadt und die Grizzlys Wolfsburg mit jeweils 2:1 besiegt. Den Titel des Playoff MVP konnte sich Ryan McKiernan sichern.
| Position      | Name |
| Tor:          | Tobias Ančička, Mathias Niederberger |
| Verteidigung: | Simon Després, Frank Hördler, Ryan McKiernan, Eric Mik, Jonas Müller, John Ramage, Kai Wissmann |
| Sturm:        | Zach Boychuk, Fabian Dietz, Giovanni Fiore, Kris Foucault, Haakon Hänelt, Nino Kinder, Pierre-Cédric Labrie, Marcel Noebels, Mark Olver, Leonhard Pföderl, Lukas Reichel, Sebastian Streu, Parker Tuomie, Matt White, Mark Zengerle |
| Trainer:      | Serge Aubin (Cheftrainer), Gerry Fleming (Co-Trainer), Craig Streu (Co-Trainer) |

### Deutscher Meister 2021/22

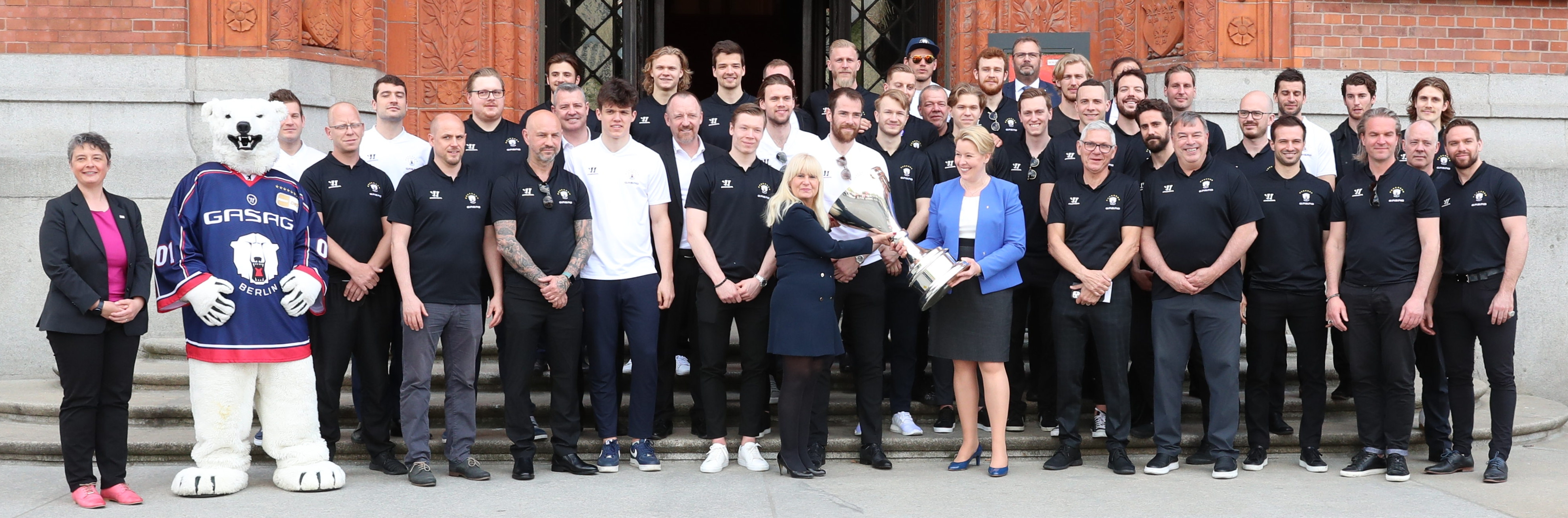
Die Meistermannschaft beim Empfang vor dem Roten Rathaus

Die Saison wurde nach dem Aufstieg der Bietigheim Steelers mit 15 Vereinen ausgetragen. Aufgrund der Auswirkungen der COVID-19-Pandemie mussten viele Spiele ausfallen und nachgeholt werden, so auch in der eigentlich als spielfrei geplanten Phase des olympischen Eishockeyturniers. Die Eisbären gewannen die Hauptrunde und sicherten sich somit das Heimrecht für die Playoffs. In diesen wurden nacheinander die Kölner Haie (3:0), Adler Mannheim (3:2) und der EHC Red Bull München (3:1) besiegt. Den Titel des Playoff-MVP konnte sich Frank Hördler sichern. Serge Aubin wurde als Trainer des Jahres ausgezeichnet.
| Position      | Name |
| Tor:          | Tobias Ančička, Leon Hungerecker, Mathias Niederberger |
| Verteidigung: | Simon Després, Morgan Ellis, Korbinian Geibel, Frank Hördler, Nicholas Jensen, Eric Mik, Jonas Müller, Paul Reiner, Kai Wissmann |
| Sturm:        | Marco Baßler, Dominik Bokk, Zach Boychuk, Blaine Byron, Kevin Clark, Giovanni Fiore, Frans Nielsen, Marcel Noebels, Leonhard Pföderl, Bennet Roßmy, Sebastian Streu, Johan Södergran, Yannick Veilleux, Matt White, Manuel Wiederer, Mark Zengerle |
| Trainer:      | Serge Aubin (Cheftrainer), Craig Streu (Co-Trainer) |

### Deutscher Meister 2023/24

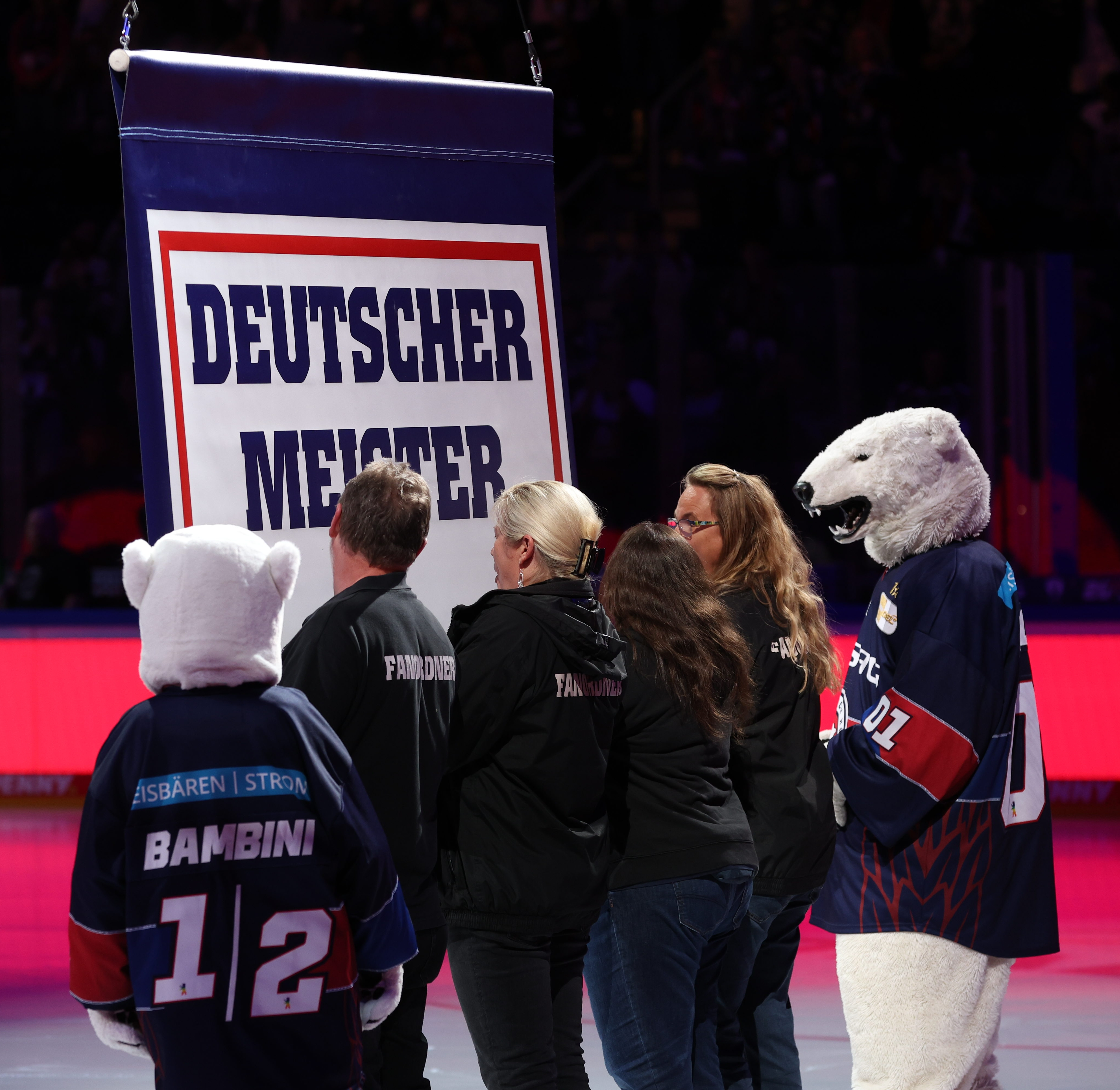
Präsentation des Meisterbanners

Nachdem in der Saison 2022/23 die Play-off-Spiele verpasst worden waren, erfolgte ein größerer Umbruch in der Mannschaft der Berliner. Die Liga wurde wieder mit 14 Mannschaften ausgetragen, die im Zuge der COVID-19-Pandemie durchgeführte vorübergehende Aufstockung auf 15 Mannschaften wurde zurückgesetzt, die Bietigheim Steelers stiegen nach zwei Jahren in der DEL wieder in die DEL2 ab. Die Hauptrunde beendeten die Eisbären hinter dem Überraschungsteam Fischtown Pinguins Bremerhaven auf dem zweiten Platz.
In den Play-offs, die wieder als Best-of-Seven-Runden ausgetragen wurden, gewannen die Eisbären gegen die Adler Mannheim (4:1) im Viertelfinale sowie die Straubing Tigers (4:1) im Halbfinale. Das zweite Spiel der Halbfinalserie am 3. April 2024 wurde zum bis dato drittlängsten DEL-Spiel; Berlin gewann das Spiel in der 3. Verlängerung nach 110:40 Minuten durch ein Tor von Lean Bergmann. Im Finale kam es zu erneuten Aufeinandertreffen mit dem Hauptrundensieger aus Bremerhaven, den die Eisbären auch mit 4:1 in der Serie besiegten. Leonhard Pföderl wurde Topscorer der Play-offs.
| Position      | Name |
| Tor:          | Jake Hildebrand, Nikita Quapp, Jonas Stettmer, Linus Vieillard |
| Verteidigung: | Morgan Ellis, Korbinian Geibel, Rio Kaiser, Julian Melchiori, Eric Mik, Jonas Müller, Marco Nowak, Thomas Schemitsch, Kai Wissmann |
| Sturm:        | Michael Bartuli, Lean Bergmann, Zach Boychuk, Blaine Byron, Patrice Cormier, Jaedon Descheneau, Tobias Eder, Maximilian Heim, Eric Hördler, Marcel Noebels, Leonhard Pföderl, Ty Ronning, Frederik Tiffels, Yannick Veilleux, Manuel Wiederer |
| Trainer:      | Serge Aubin (Cheftrainer), Craig Streu (Co-Trainer), André Rankel (Co-Trainer) |

## Spieler

### Ehrungen

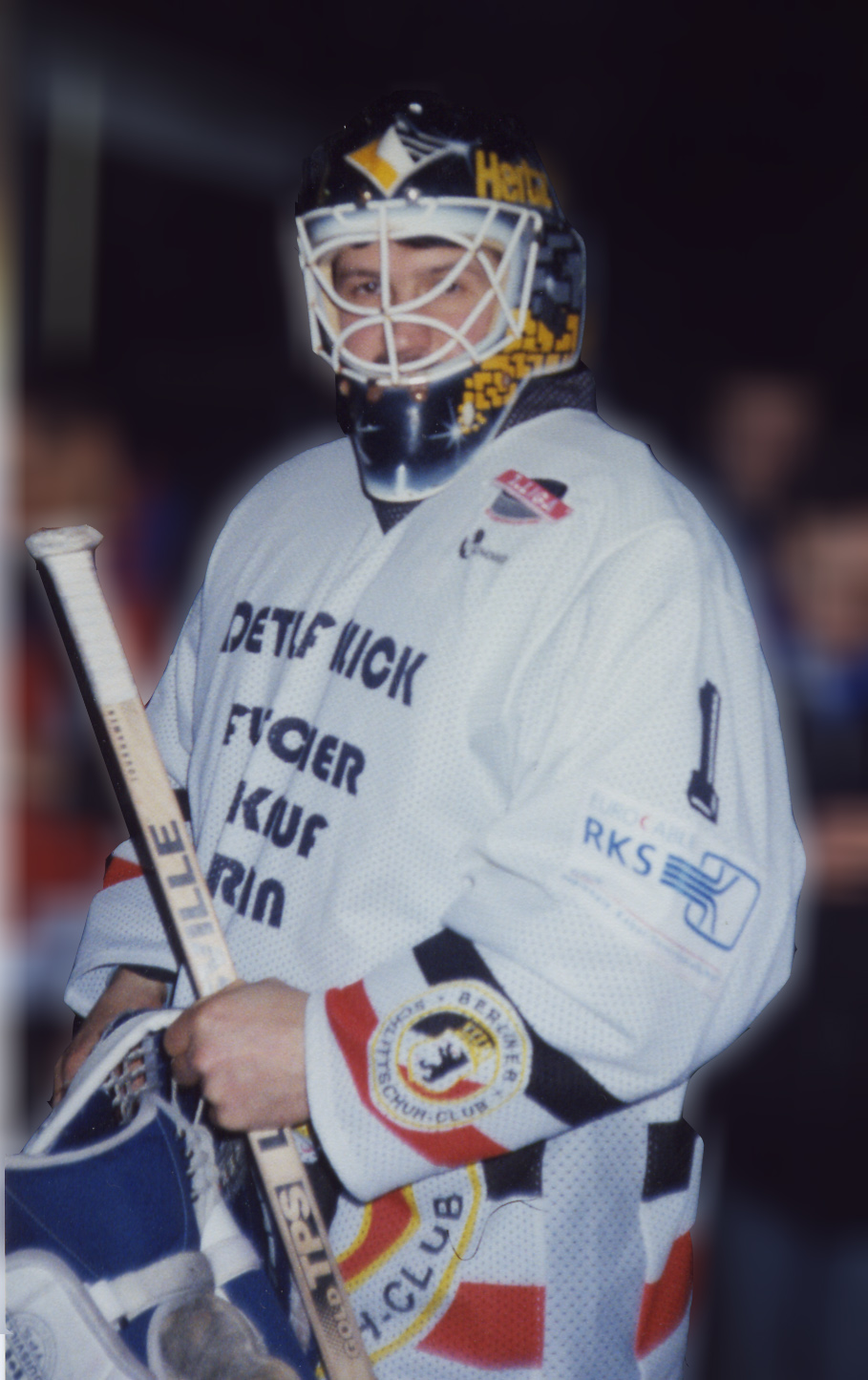
René Bielke

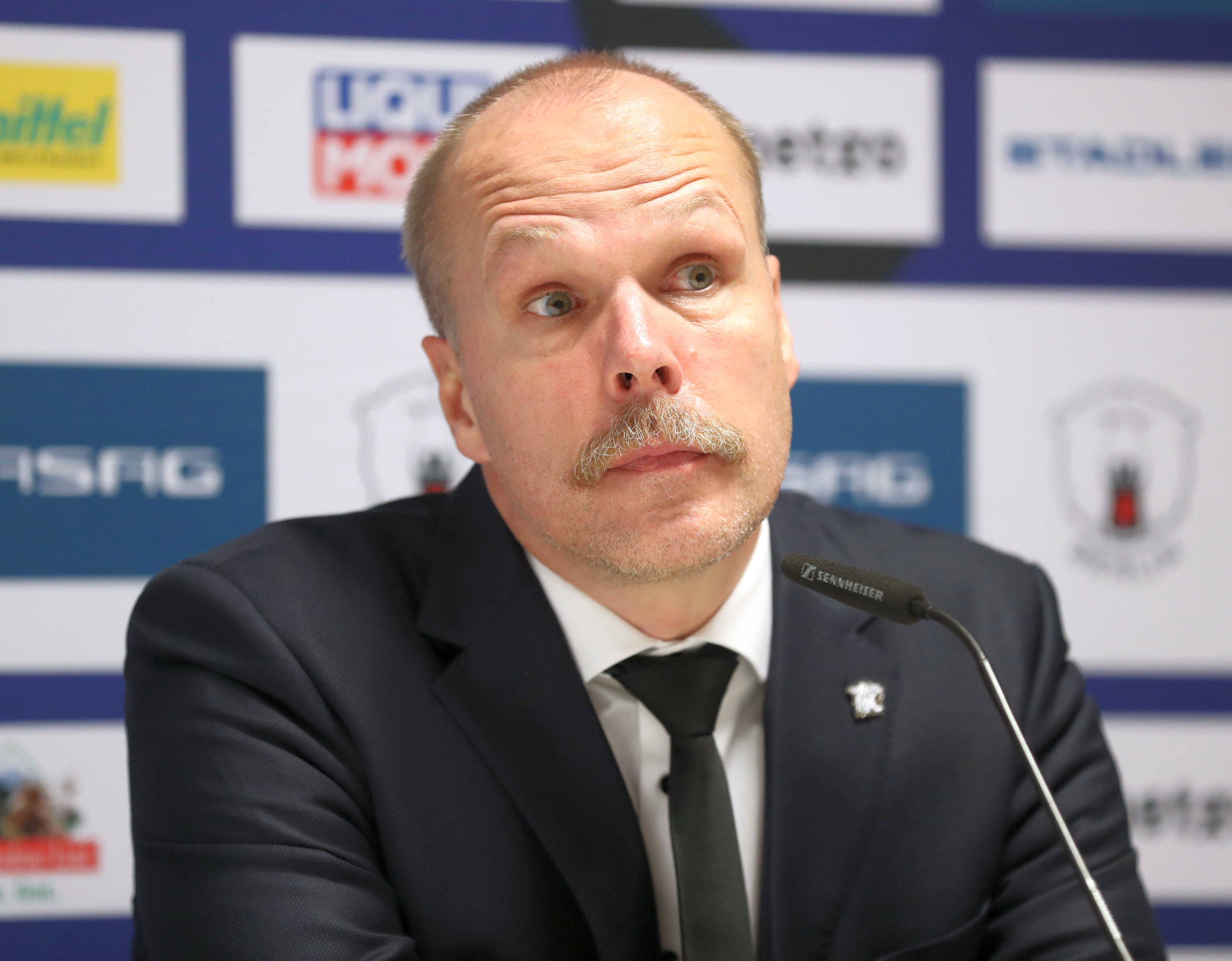
Stefan Ustorf

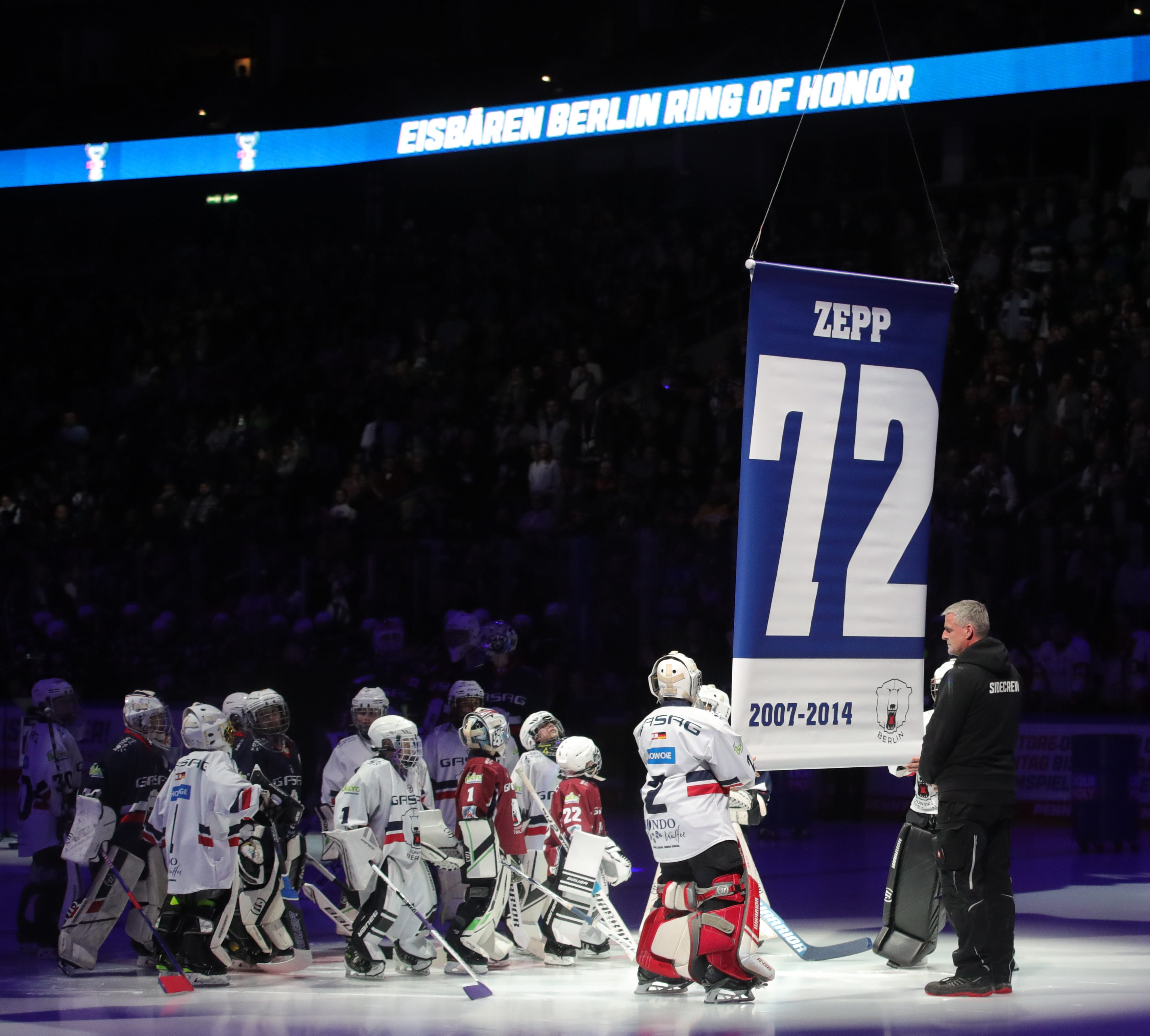
Ehrung von Rob Zepp im Januar 2024

Im Zuge von 50 Jahren Eishockey in Hohenschönhausen würdigten die Eisbären 2004 die herausragenden sportlichen Leistungen von vier Spielern mit einem Banner im Wellblechpalast. Darüber hinaus wird die Nummer 80 des verstorbenen Torhüters Robert Müller auf freiwilliger Basis ligaweit nicht mehr verwendet. Am 2. Januar 2011 wurde die Nummer 19 von Mark Beaufait als erste Trikotnummer in der Geschichte der Eisbären offiziell gesperrt und zur Ehrung unter das Hallendach gezogen. In den folgenden Jahren wurden weitere Nummern gesperrt, unter anderem von Stefan Ustorf und Sven Felski.
| Name                    | #  | Position    | Zeit beim Verein | Anmerkungen |
| ----------------------- | -- | ----------- | ---------------- | --- |
| / René Bielke           | 1  | Torwart     | 1980–1992        | Bielke stand insgesamt zwölf Spielzeiten im Tor des SC Dynamo und dem EHC Dynamo Berlin. Sein Schnitt von 1,17 Gegentoren pro Spiel im Jahr 1982 ist bis heute der beste Wert in der Geschichte des Eishockeys in Hohenschönhausen.                             |
| Dieter Frenzel          | 5  | Verteidiger | 1972–1989        | Dieter Frenzel spielte von 1972 bis 1989 beim SC Dynamo Berlin und war insgesamt zehn Jahre lang Kapitän der DDR-Nationalmannschaft. Darüber hinaus ist er in der ewigen Statistik der Verteidiger mit den meisten Toren für die Berliner.                      |
| Dietmar Peters          | 14 | Verteidiger | 1970–1986        | Mit 315 offiziellen Länderspielen und 16 WM- beziehungsweise Olympiaturnieren ist Dietmar Peters der Spieler mit den meisten Nationalmannschaftseinsätzen. Derzeit ist er als Trainer im Nachwuchsbereich der Eisbären tätig.                                   |
| Joachim Ziesche         | 6  | Stürmer     | 1958–1970        | Ziesche ist der erfolgreichste Torschütze und Scorer für den Verein. Für seine Verdienste im Sport wurde er 1990 mit der Aufnahme in die Hall of Fame Deutschland und 1999 mit der Aufnahme in die IIHF Hall of Fame geehrt.                                    |
| Gesperrte Trikotnummern |    |             |                  | |
| Sven Felski             | 11 | Stürmer     | 1992–2012        | Felski absolvierte 1000 Spiele im Trikot der Eisbären und war an 6 Meisterschaften beteiligt. Während der Pressekonferenz, auf der er seinen Rücktritt bekannt gab, wurde auch bekanntgegeben, dass seine Trikotnummer 11 nicht mehr vergeben wird.             |
| Stefan Ustorf           | 14 | Stürmer     | 2004–2012        | Ustorf kam 2004 zu den Eisbären und errang mit ihnen 6 Meisterschaften. Im März 2013 gab Ustorf auf einer Pressekonferenz bekannt, dass er seine aktive Spielerkarriere auf Grund einer Verletzung beenden muss. Sein Trikotnummer 14 wird nicht mehr vergeben. |
| Mark Beaufait           | 19 | Stürmer     | 2002–2009        | Beaufait war an vier Meistertiteln der Eisbären beteiligt und beendete 2009 seine Karriere nach 393 Spielen im Trikot der Berliner. Seine Rückennummer war die erste, die unter das Hallendach der O2 World Berlin gezogen wurde und nicht mehr vergeben wird.  |
| Denis Pederson          | 20 | Stürmer     | 2003–2012        | Der kanadische Stürmer Pederson musste früh in der Saison 2012/13 verletzt aussetzen und letztlich seine Karriere beenden. Am 26. Dezember 2015 wurde Pedersond Nummer 20 unter das Hallendach gezogen und wird somit nicht mehr vergeben.                      |
| André Rankel            | 24 | Stürmer     | 2003–2020        | Der gebürtige Berliner Rankel war an allen bedeutenden Titeln der 2000er und 2010er Jahre beteiligt und führte die Eisbären 8 Jahre lang als Kapitän auf das Eis. Mit der Bekanntgabe des Karriereendes wurde seine Nummer in den Ruhestand versetzt.           |
| Steve Walker            | 27 | Stürmer     | 2000–2011        | Der langjährige Kapitän der Berliner schloss sich im Jahr 2000 den Eisbären an. Seine Nummer 27 wird seit seinem Karriereende im Jahre 2011 nicht mehr vergeben und ist seit 2014 als Banner aufgehängt.                                                        |
| Rob Zepp                | 72 | Torwart     | 2007–2014        | Ehrung im Januar 2024 |
| Robert Müller           | 80 | Torwart     | –                | Den Leistungen des 2009 verstorbenen Torhüters zu Ehren wird auf freiwilliger Basis dessen Rückennummer ligaweit seit der Saison 2009/10 nicht mehr vergeben.                                                                                                   |

### Mitglieder der Hockey Hall of Fame Deutschland
Aufgrund ihrer Leistungen und Verdienste im deutschen Eishockey und innerhalb des Vereins wurden zahlreiche ehemalige Spieler und Funktionäre des SC Dynamo und der Eisbären Berlin in der Hockey Hall of Fame Deutschland aufgenommen.
(Teamzugehörigkeit und Position in Klammern)
- / René Bielke
(1980–1992, Torwart)
Bielke war Nationaltorwart der DDR und später in der Bundesrepublik. Jahrelang spielte er für den SC Berlin sowie den EHC Dynamo Berlin. Sein Trikot hängt ihm zu Ehren im Wellblechpalast unter der Hallendecke und 2001 wurde er zudem in die HHOF Deutschland aufgenommen.
- Friedhelm Bögelsack
(1970–1989, Stürmer)
Bögelsack spielte bis 1989 beim SC Dynamo Berlin und wurde mit dem Verein 14 Mal DDR-Meister.
- Reinhardt Fengler
(1974–1989, Verteidiger)
Der 270-fache DDR-Eishockeynationalspieler spielte insgesamt 18 Spielzeiten beim SC Dynamo Berlin und ist damit einer der dienstältesten Spieler des Vereins.
- Dieter Frenzel
(1972–1989, Verteidiger)
Frenzel spielte 1972 bis 1989 für den SC Dynamo Berlin und erzielte dabei 62 Tore in 141 Spielen. Er absolvierte 296 Länderspiele und nahm an 13 Weltmeisterschaften und Olympischen Spielen teil.
- Hans Frenzel
(1958–1965, Stürmer)
„Hanne“ Frenzel war sowohl Spieler als auch Trainer für die Berliner und stand in 61 Spielen für die DDR-Nationalmannschaft auf dem Eis. Nach seiner Karriere war er jahrelang Hallensprecher im Wellblechpalast.
- Lorenz Funk senior
(1991–2000, Manager)
Manager bei den Eisbären zwischen 1991 und 2000 und damit Mitverantwortlicher für zwei zweite Plätze beim IIHF Continental Cup. Mittlerweile ist er Nachwuchsbeobachter für den Stammverein Eisbären Juniors.
- Bernd Hiller
(1960–1972, Stürmer)
Hiller gehörte in den 1960er Jahren zum Kader der DDR-Nationalmannschaft. Der Vater der Eishockeylegende Guido Hiller stand in 152 Spielen für den SC Dynamo auf dem Eis und erzielte hierbei 113 Tore.
- Bernd Karrenbauer
(1962–1975, Verteidiger)
Mit 17 Jahren kam Karrenbauer zum SC Dynamo und absolvierte dort 13 Saisons. Nach seiner Karriere blieb er dem Verein treu und arbeitete zunächst als Manager, später als Jugendtrainer und Assistenzcoach der Profis. Seit 1991 ist er Materialwart.
- Gerhard Kießling
(1991, Trainer)
War sogenannter „Staatstrainer“ der DDR-Eishockeynationalmannschaft und 1958 Bundestrainer. 1991 stand er kurzzeitig hinter der Bande beim EHC Dynamo Berlin, stieg mit dem Verein allerdings in die 2. Liga ab.
- / Harald Kuhnke
(1977–1994, Stürmer)
Insgesamt 17 Saisons spielte Kuhnke für die Berliner. Dabei belegt er Platz 9 der ewigen Scorerliste mit 300 Spielen und insgesamt 211 Punkten bei 202 Strafminuten.
- Peter John Lee
(1995–1997, Stürmer)
Früherer Spieler sowie Trainer und heutiger Manager der Eisbären. Seit 30. April 2008 ist Lee Mitglied der Hockey Hall of Fame Deutschland.
- Joachim Lempio
(1975–1990, Verteidiger)
Mit 15 Spielzeiten im Trikot des SC Dynamo und 220 Länderspielen war Lempio eine tragende Figur im Berliner Eishockey in der Vorwendezeit.
- Klaus Merk
(2000–2003, Torwart)
Als langjähriger Torwart beim Erzrivalen BSC Preussen Berlin wechselte Merk im Jahr 2000 für drei Spielzeiten nach Hohenschönhausen. Am 9. Juli 2004 wurde er in die Hockey Hall of Fame Deutschland aufgenommen.
- Gerhard Müller
(1971–1983, Stürmer)
Der Stürmer errang in seinen zwölf Jahren beim SC Dynamo Berlin sieben Mal die Meisterschaft und stand 192 Mal für die DDR-Nationalmannschaft auf dem Eis.
- / Hartmut Nickel
(1963–1974, Stürmer; 1976–1993, Trainer)
Der ehemals dienstälteste Mitarbeiter der Organisation Dynamo/Eisbären kam 1963 als Spieler von Weißwasser nach Berlin und absolvierte insgesamt 113 Spiele. Nach seiner Karriere besetzte er diverse Trainerposten beim Verein und war Co-Trainer und sportlicher Koordinator.
- Rainer Patschinski
(1970–1980, Stürmer)
Patschinski spielte für den TSC Berlin und den SC Dynamo insgesamt zehn Spielzeiten, in denen er fünf Meisterschaften errang. Darüber hinaus stand er für 238 Länderspiele der DDR auf dem Eis.
- Dietmar Peters
(1970–1986, Verteidiger; seit 1986 Nachwuchstrainer)
Peters trug 315 Mal das Trikot der DDR-Eishockeynationalmannschaft und ist somit alleiniger Rekordnationalspieler des DDR-Eishockeys. Im Jahre 1986 wechselte er in den Nachwuchsbereich des SC Dynamo Berlin. In der Saison 2001/02 wurde Dietmar Peters mit den Schülern der Eisbären Juniors Berlin Deutscher Meister.
- Roland Peters
(1970–1988, Verteidiger)
Der Bruder von Dietmar Peters stand 18 Saisons im Kader der Berliner. Dabei trug er 279 Mal das Trikot der DDR-Eishockeynationalmannschaft.
- Wolfgang Plotka
(1958–1971, Verteidiger)
Plotka war einer der „frühen Helden“ der Berliner Eishockeygeschichte und spielte insgesamt 13 Jahre für den SC Dynamo.
- / Frank Proske
(1976–1992, Stürmer)
An elf DDR-Meisterschaften war Proske beteiligt, ehe die Nummer 12 nach der Saison 1991/92 seine aktive Karriere beendete.
- Peter Prusa
(1962–1974, Stürmer)
Prusa war aktiv am Aufbau des Berliner Eishockeys beteiligt und trug 157 Mal das Trikot der DDR-Nationalmannschaft.
- Joachim Stasche
(1970–1979, Stürmer)
Die Nummer 19 stürmte neun Spielzeiten für den Verein in der DDR-Liga und gewann hierbei vier Meisterschaften. Für die Nationalmannschaft absolvierte er 139 Spiele.
- Dieter Voigt
(1958–1968, Verteidiger)
Dieter Voigt gehörte zum Medaillenteam der DDR-Nationalmannschaft 1966, die bei der Europameisterschaft die Bronzemedaille gewannen. Der Verteidiger agierte zehn Spielzeiten für die Berliner und feierte dabei drei Meisterschaften.
- Joachim Ziesche
(1958–1970, Stürmer)
Erfolgreichster Torschütze und Scorer für den SC Dynamo Berlin. Nach seiner aktiven Karriere betreute er als Trainer von 1970 bis 1989 den SC Dynamo Berlin und gewann mit seiner Mannschaft 15 Meisterschaften. Er war außerdem 16 Jahre lang Cheftrainer der DDR-Nationalmannschaft. Für seine Verdienste im Sport wurde er 1990 mit der Aufnahme in die Hall of Fame Deutschland und 1999 mit der Aufnahme in die IIHF Hall of Fame geehrt.

### Vereinsinterne Rekorde 1958 bis 1990

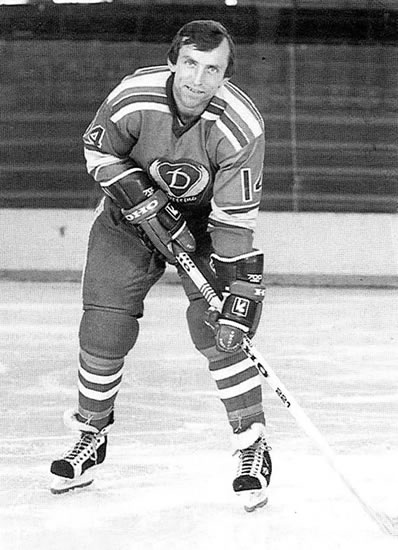
Dietmar Peters

Zu Zeiten des Deutschen Eislauf-Verbandes der DDR standen zahlreiche Akteure für den SC Dynamo Berlin auf dem Eis und sorgten dabei für nennenswerte Teamrekorde.
| Spieljahre |                  |            |
| Platz      | Spieler          | Spieljahre |
| 1.         | Reinhard Fengler | 18         |
| 1.         | Roland Peters    | 18         |
| 2.         | Dieter Frenzel   | 17         |

| Rekordspieler |                 |        |
| Platz         | Spieler         | Spiele |
| 1.            | Joachim Ziesche | 179    |
| 2.            | Wolfgang Plotka | 177    |
| 3.            | Bernd Hiller    | 152    |

| Tore  |                 |      |
| Platz | Spieler         | Tore |
| 1.    | Joachim Ziesche | 284  |
| 2.    | Bernd Hiller    | 113  |
| 3.    | Werner Künstler | 85   |

### Vereinsinterne Rekorde seit 1990

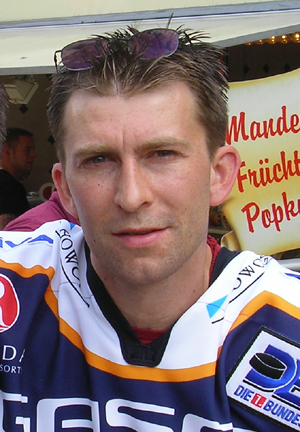
Sven Felski, Rekordspieler der Eisbären Berlin

Neben den nationalen Erfolgen – darunter die vier Meisterschaften in den Jahren 2005, 2006, 2008 und 2009 – haben auch die Spieler für teaminterne Rekorde gesorgt. Zu den überragenden Akteuren gehören unter anderem das Berliner Urgestein Sven Felski und der Kanadier Steve Walker.
| Rekordspieler |               |        |
| Platz         | Spieler       | Spiele |
| 1.            | Sven Felski   | 1000   |
| 2.            | Rob Leask     | 531    |
| 3.            | Steve Walker  | 497    |
| 4.            | Mark Beaufait | 389    |
| 5.            | Marc Fortier  | 313    |

| Top-Scorer |               |               |
| Platz      | Spieler       | Punkte (T/A)  |
| 1.         | Steve Walker  | 565 (202/363) |
| 2.         | Sven Felski   | 507 (201/306) |
| 3.         | Mark Beaufait | 373 (131/242) |

| Top-Torschützen |               |      |
| Platz           | Spieler       | Tore |
| 1.              | Steve Walker  | 202  |
| 2.              | Sven Felski   | 201  |
| 3.              | Mark Beaufait | 131  |

| Top-Vorlagengeber |               |          |
| Platz             | Spieler       | Vorlagen |
| 1.                | Steve Walker  | 363      |
| 2.                | Sven Felski   | 306      |
| 3.                | Mark Beaufait | 242      |

| Strafminuten |                 |         |
| Platz        | Spieler         | Minuten |
| 1.           | Sven Felski     | 1586    |
| 2.           | Rob Leask       | 928     |
| 3.           | Mario Chitaroni | 656     |

| Torhüter |                    |                 |
| Platz    | Spieler            | Gegentorschnitt |
| 1.       | Richard Shulmistra | 2,23            |
| 2.       | Rich Parent        | 2,44            |
| 3.       | Oliver Jonas       | 2,49            |

(alle Statistiken befinden sich auf dem Stand zum Ende der Saison 2009/10)

### Bedeutende ehemalige Spieler
(Teamzugehörigkeit und Position in Klammern)
- Mike Bullard
(1998–2000, Sturm)
Der ehemalige NHL-Spieler, unter anderem war er für die Calgary Flames und die St. Louis Blues aktiv, spielte eine tragende Rolle im damaligen Team der Eisbären. 1998 und 1999 wurde er zudem in das DEL All-Star Team berufen.
- Erik Cole
(2004–2005, Sturm)
Cole spielte während des NHL Lockout 2004 bei den Eisbären.
- Jiří Dopita
(1992–1995, Sturm)
Jiří Dopita stoß 1992 zur Mannschaft der Eisbären und entwickelte sich binnen kürzester Zeit zu einem der Leistungsträger im Team. Darüber hinaus hatte er maßgeblichen Anteil an dem verhinderten Abstieg in der Saison 1993/94.
- Micki DuPont
(2003–2006, seit 2015, Verteidigung)
Der gelernte Verteidiger DuPont wurde mit den Eisbären zwei Mal Deutscher Meister (2005, 2006). Darüber hinaus spielte er in seiner Karriere unter anderem für die Calgary Flames und die Pittsburgh Penguins.
- Jan Schertz
(1990–2002, Sturm)
Der ehemalige Nationalspieler Jan Schertz spielte zwölf Jahre für die Eisbären Berlin. Zwischenzeitlich half er im Nachwuchsteam, den Eisbären Juniors Berlin, aus.
- Sven Felski
(1992–2013, Sturm)
Das Berliner „Urgestein“ Sven „Felle“ Felski ist einer der Publikumslieblinge und langjähriger Leistungsträger im Team. Die Meistersaison 2007/08 war Felskis beste Spielzeit im Trikot der Berliner – in 65 Spielen erzielte er 55 Scorerpunkte.
- Marc Fortier
(1996–2002, Sturm)
Fortier war langjähriger NHL-Spieler, unter anderem für die Ottawa Senators und die Los Angeles Kings. Er beendete seine aktive Eishockeykarriere im Jahr 2005 beim HC Ajoie in der Nationalliga B.
- Andrei Lomakin
(1995–1997, Sturm)
Der ehemalige NHL-Spieler spielte insgesamt zwei Jahre für die Eisbären. Davor war er unter anderem bei den Philadelphia Flyers in der National Hockey League aktiv.
- Richard Shulmistra
(2001–2003, Tor)
Shulmistra spielte von 1997 bis 2001 für die New Jersey Devils und die Florida Panthers in der NHL. Im Jahr 2003 wechselte er von den Eisbären zu den Adler Mannheim, wo er sein letztes Jahr als Eishockeyprofi absolvierte.
- Thomas Steen
(1996–1999, Sturm)
Als der Schwedische Stürmer 1996 nach Berlin kam, wurde er als Transfercoup gefeiert. Jedoch hatte er schon damals seinen Zenit überschritten und konnte nicht an alte Leistungen in der NHL bei den Winnipeg Jets anknüpfen.
- Stefan Ustorf
(2004–2012, Sturm)
Stefan Ustorf wurde während des NHL Entry Draft 1992 von den Washington Capitals ausgewählt, für die er zwischen 1994 und 1997 54 NHL-Spiele bestritt. Er ist viermaliger Deutscher Meister sowie Pokalsieger 2008 mit den Eisbären Berlin.
- Steve Walker
(seit 2000, Sturm)
Walker gewann viermal die deutsche Meisterschaft sowie den deutschen Pokalsieg 2008 mit den Eisbären Berlin. Er wurde in der Saison 2007/08 als Wertvollster Spieler der Play-offs ausgezeichnet.

### Teilnehmer am All-Star Game

All-Star-Game 2009 Logo in Berlin

Einige Spieler und Trainer der Eisbären Berlin wurden während ihrer Teamzugehörigkeit für das DEL All-Star Game nominiert. Dies war ein Freundschaftsspiel, welches von 1998 bis 2009 jährlich stattfand und in dem die herausragendsten Spieler der Deutschen Eishockey Liga gegeneinander antraten. Im Jahr 2009 waren die Eisbären selbst Ausrichter des All-Star Games.
| Teilnahmen am All-Star Game während der Teamzugehörigkeit |              |                   |                                                           |                  |
| Name                                                      | Position     | Teamzugehörigkeit | Teilnahmen                                                | Team             |
| Alexander Barta                                           | Sturm        | 2001–2005         | 2005                                                      | Deutschland      |
| Mike Bullard                                              | Sturm        | 1998–2000         | 1998                                                      | DEL All-Stars    |
| Florian Busch                                             | Sturm        | seit 2002         | 2006                                                      | Deutschland      |
| David Cooper                                              | Verteidigung | 2001–2002         | 2002                                                      | DEL All-Stars    |
| Rob Cowie                                                 | Verteidigung | 1997–2001         | 1998                                                      | DEL All-Stars    |
| Micki DuPont                                              | Verteidigung | 2003–2006         | 2005                                                      | DEL All-Stars    |
| Kelly Fairchild                                           | Sturm        | 2002–2007         | 2003, 2004 Bester Puckhandler (2003)                      | DEL All-Stars    |
| Sven Felski                                               | Sturm        | seit 1990         | 2003, 2005, 2006, 2008, 2009 Bester Sprinter (2003, 2005) | Deutschland      |
| Frank Hördler                                             | Verteidigung | seit 2003         | 2006, 2009                                                | Deutschland      |
| Oliver Jonas                                              | Tor          | 2001–2005         | 2004                                                      | Deutschland      |
| Olaf Kölzig                                               | Tor          | 2004–2005         | 2005                                                      | Deutschland      |
| Rob Leask                                                 | Verteidigung | 1996–2006         | 2004, 2005                                                | Deutschland      |
| Denis Pederson                                            | Sturm        | seit 2003         | 2009                                                      | Team Nordamerika |
| Ricard Persson                                            | Verteidigung | 2002–2005         | 2004                                                      | DEL All-Stars    |
| Deron Quint                                               | Verteidigung | 2006–2009         | 2008, 2009                                                | DEL All-Stars    |
| Richie Regehr                                             | Verteidigung | seit 2008         | 2009 Härtester Schlagschuss (2009)                        | Team Nordamerika |
| Andy Roach                                                | Verteidigung | 2006–2010         | 2007, 2008 Bester Sprinter (2007, 2008)                   | DEL All-Stars    |
| Nathan Robinson                                           | Sturm        | 2007–2009         | 2008, 2009                                                | DEL All-Stars    |
| Stefan Ustorf                                             | Sturm        | seit 2004         | 2005                                                      | Deutschland      |
| Steve Walker                                              | Sturm        | seit 2000         | 2005, 2009                                                | DEL All-Stars    |
| Rob Zepp                                                  | Tor          | seit 2007         | 2009                                                      | Europa           |

### Gedraftete Spieler
In der Geschichte der Eisbären wurden bisher vier Spieler aus dem eigenen Nachwuchs in einem NHL Entry Draft ausgewählt. Torsten Kienass, der aus dem Kader des EHC Dynamo hervorging, war hierbei 1991 der erste Berliner Spieler, dem diese Ehre zuteilwurde. Jüngster gedrafteter Spieler war 2006 Verteidiger Constantin Braun mit 18 Jahren. Sebastian Stefaniszin ist der am frühesten ausgewählte Spieler. Im NHL Entry Draft 2007 sicherten sich die Anaheim Ducks in der vierten Runde an 98. Stelle die Rechte an dem Torhüter. Mit Dominik Bielke wurde 2009 der einzige deutsche Spieler von den San Jose Sharks gedraftet.

## Vereinskultur

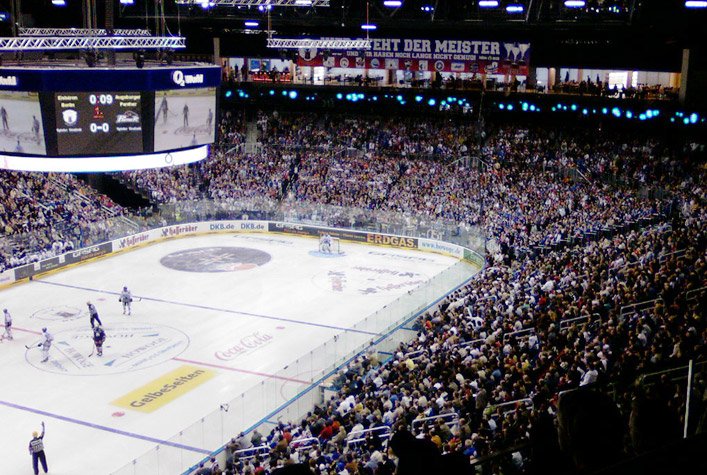
Die Eisbären-Fankurve in der Arena

Die Fans der Eisbären sind in zahlreichen Fanclubs organisiert, welche ein allgemeiner Fanbeirat vernetzt. Dieser setzt sich für die Bedürfnisse der Fans ein und organisiert unter anderem Auswärtsfahrten oder Choreografien. Bei den Heimspielen der Eisbären bietet eine Stehplatztribüne in der Uber-Arena Raum für etwa 2.000 Fans.

### Fanfreundschaften und Rivalitäten
Die Lokalderbys gegen den BSC Preussen beziehungsweise die Preussen Devils zeugten durch die geografische Herkunft der beiden Mannschaften und dem „Konflikt“ Ost gegen West stets von einer besonderen Brisanz. Durch die Insolvenz der späteren Berlin Capitals und deren Verbleib in niederklassigeren Ligen ebbte diese Rivalität jedoch ab und zeigt sich heutzutage nur noch in vereinzelten Fangesängen.
Gegenwärtig kommt es mit den Fans der Augsburger Panther zu Auseinandersetzungen, welche aus dem traditionellen und nicht ganz ernst gemeinten Nord-Süd-Konflikt zwischen Berlin und Bayern begründet ist. Außerdem gibt es eine große Rivalität noch mit den Adler Mannheim (gleiche Vereinsfarben und 8-facher Deutscher Meister). Ein Teil der Fans des EHC unterhalten eine Club- und Fanfreundschaft mit dem HC Ambrì-Piotta aus der National League A. Weitere gute Beziehungen gibt es noch zu den Fans des ETC Crimmitschau.

### Vereinshymnen

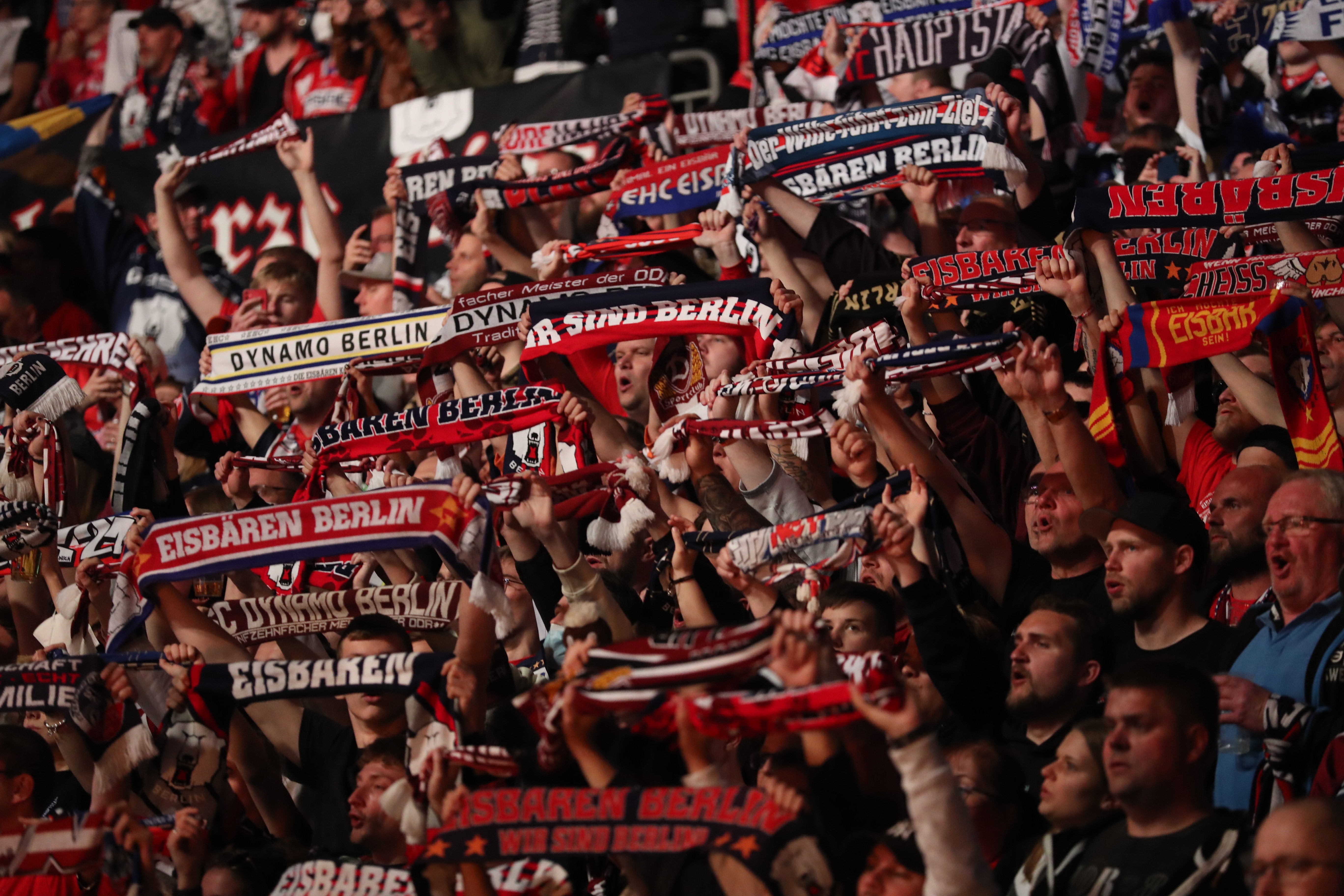
Eisbären-Fans in der Hartmut-Nickel-Kurve (2022)

Die eingängigste und bereits seit 1996 bestehende Vereinshymne heißt „Hey, wir woll’n die Eisbärn sehn!“ und wird von der Band „Die Puhdys“ gesungen. Diese wurde in der Saison 2000/01 nur kurze Zeit durch den Song „Der EHC ist wieder da“ von den Künstlern Space Kelly feat. Tim & Spencer abgelöst.
Vorher besaßen die Eisbären bereits seit 1991 verschiedene Vereinshymnen:
- „Eisbär zeig die Kralle“ (Musik: Michael Stappenbeck, Text: Thomas Wardelmann)
- „Bärenstark“ (Musik nach „Marmor, Stein und Eisen bricht“ von Drafi Deutscher, Bruhn, Loose, Text: H.-W. Hase)
- nur 1996/97, inoffiziell: „Ein Eisbär in Berlin“ (Musik und Text vom damaligen Eisbären-Spieler Kraig Nienhuis)

Die offizielle Hymne bei Toren der Eisbären zu Heimspielen setzt sich aus vier Elementen zusammen. Zunächst wird die gesungene Textzeile „Berlin, Halleluja Berlin“ aus dem Lied „Brandenburg“ von Rainald Grebe eingespielt, gefolgt von der eigentlichen Hymne, der „Cancan“ Jacques Offenbachs aus Orpheus in der Unterwelt, welcher dem Ausspruch „Ach du meine Nase“ der TV-Puppenfigur Pittiplatsch folgt. Der Abzählreim „Ene mene miste“ der deutschen Kinderfernsehserie Rappelkiste bildet den Abschluss der Sequenz.

### Maskottchen

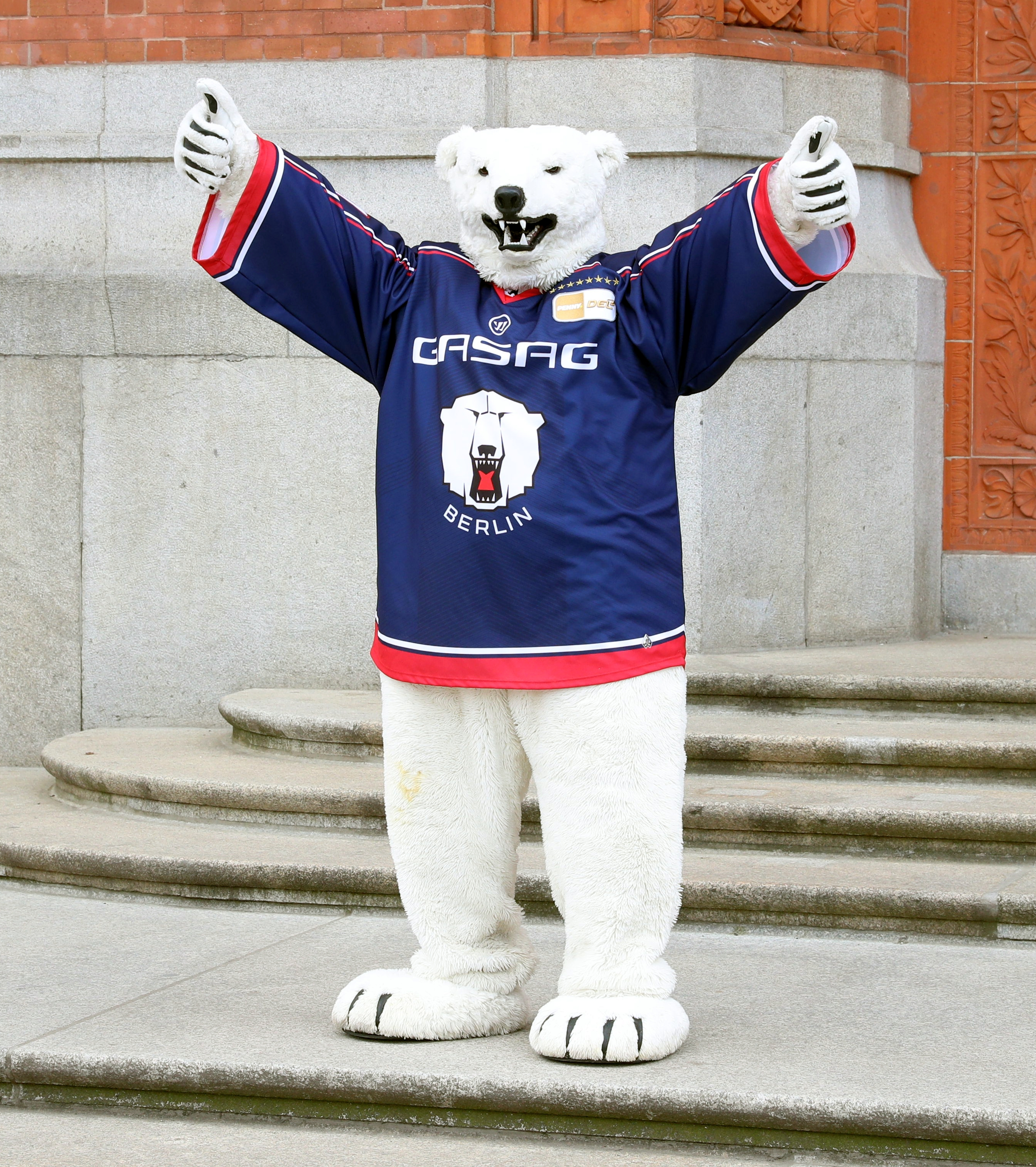
Maskottchen Bully (2022)

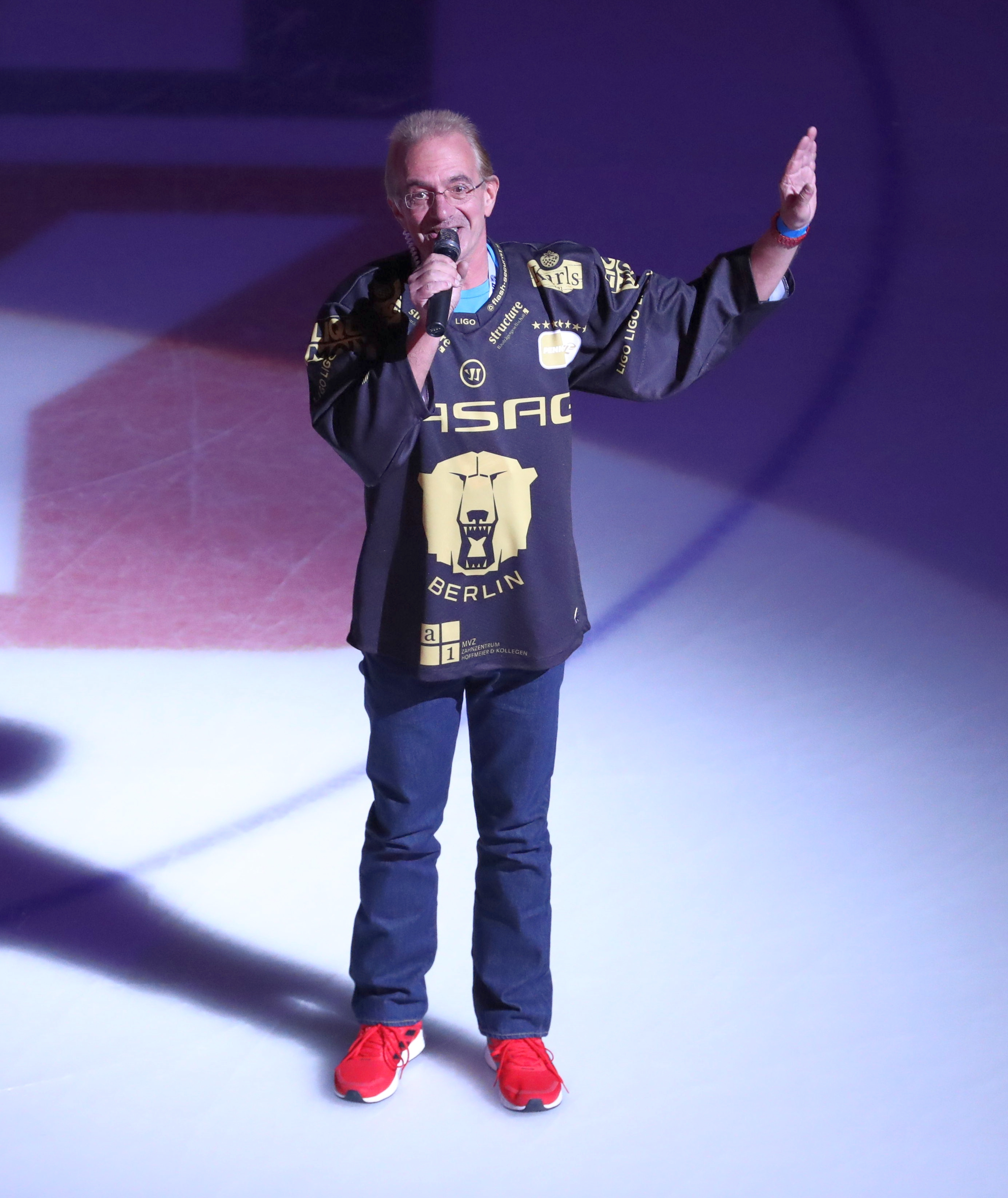
Uwe Schumann (2021)

Seit der Gründung des EHC Dynamo Berlin im Jahr 1990 ziert ein Eisbär das Logo der Eisbären Berlin. Neben der Namensgebung präsentieren seit 2001 zwei Maskottchen namens Bully und Bully Bambini den Verein nach außen. Sie sind zwei Eisbären, die von einem Sponsor gestiftet wurden. Beide treten vor den Heimspielen und während der Drittelpausen auf das Eis und stimmen gemeinsam mit Stadionsprecher Uwe Schumann die Fans auf das Spiel ein. Darüber hinaus fungieren sie als Werbeträger für den Verein auf Messen und Veranstaltungen.

### Partnerschaften und soziales Engagement
Um talentierte Spieler an den Profikader heranzuführen und optimal ausbilden zu können, pflegen die Eisbären neben dem eigenen Nachwuchszentrum und der DNL-Mannschaft Partnerschaften mit anderen unterklassigen Vereinen. Dies waren zur Saison 2009/10 zum einen die Dresdner Eislöwen aus der 2. Bundesliga, die mit Sportmanager Steffen Ziesche den ehemaligen Sportdirektor der Eisbären Juniors in ihren Reihen hatten. Zum anderen stellten die Eisbären dem Regionalliga-Team von FASS Berlin weitere Nachwuchsspieler zur Verfügung. Ab der Spielzeit 2010/11 kooperierten die Eisbären mit den Eispiraten Crimmitschau.
2018 gaben die Lausitzer Füchse und Berliner Eisbären bekannt, die seit 2016 bestehende Kooperation um mindestens drei Jahre zu verlängern und gleichzeitig zu vertiefen, nach dem Vorbild des NHL-Teams Los Angeles Kings und dessen Farmteam Ontario Reign (AHL). Im sportlichen Bereich werden die Personalentscheidungen vom Geschäftsführer der Lausitzer Füchsen gemeinsam mit dem Sportdirektor der Berliner Eisbären getroffen. Der Fitnesstrainer der Eisbären wird auch das Kraft- und Ausdauertraining der Füchse begleiten, um in beiden Teams diesbezüglich gleiche Voraussetzungen zu schaffen. Der Torwarttrainer Sebastian Elwing ist weiterhin für die Torhüter beider Profiteams sowie die Organisation der Förderlizenzspieler in der Lausitz zuständig. Die Zusammenarbeit soll sich nicht nur auf sportliche Belange beziehen, sondern auch auf weitere Bereiche, wie z. B. das Marketing der Clubs.
Soziales Engagement zeigte der Verein mit der Unterstützung des Projektes KICK ON ICE, das Eishockeytrainings und -turniere für Jugendliche als Präventionsmaßnahme gegen Gewalt anbietet sowie Sport- und Bildungsreisen und Feriencamps veranstaltet.

### Medienpräsenz
Die Internet-Plattform MAGENTA SPORT überträgt in der Saison 2024/25 alle Spiele der Eisbären in der DEL. Auch lokale Fernsehsender wie TV Berlin oder der Rundfunk Berlin-Brandenburg berichten vom Geschehen rund um den Verein. Eine hauseigene Medienabteilung produziert Podcasts mit Interviews der Spieler oder stellt Schlüsselszenen einiger Partien in das Internet. Ebenfalls kommentieren zwei Moderatoren über ein Webradio die Auswärtsspiele der Mannschaft und mit dem Berliner Rundfunk 91,4 haben die Eisbären einen Partner, der sich im Radioprogramm mit Berichterstattungen beteiligt und wichtige Spiele live überträgt.
Im Printbereich informieren regionale Zeitungen, Stadtmagazine und das zweimonatlich erscheinende Stadionmagazin Eisbären Live über aktuelle Geschehnisse. Zum Anfang der Saison wird ein Eisbären Guide herausgegeben, welcher einen Überblick über das Team und die Organisation der jeweiligen Spielzeit gibt. Zusätzlich erscheint zu den Spieltagen ein Updateheft sowie bei besonderen Spielen oder Anlässen – wie die Teilnahme in der Champions Hockey League – ein Special.
Bekanntheit erlangte der Dokumentarfilm Heimspiel über die Eisbären von Oscarpreisträger Pepe Danquart. Der Film hatte 1999 bei der Berlinale Premiere und porträtiert den Hauptstadtclub in seiner wechselhaften Geschichte durch die verschiedenen politischen Systeme. Gedreht wurde er vom November 1998 bis April 1999 in Berlin und Moskau, die Veröffentlichung erfolgte am 17. Februar 2000. Als Darsteller fungieren die damaligen Funktionäre sowie Fans, die einen Einblick in ihre „Rituale“ geben.